# Jardineria del Barroc

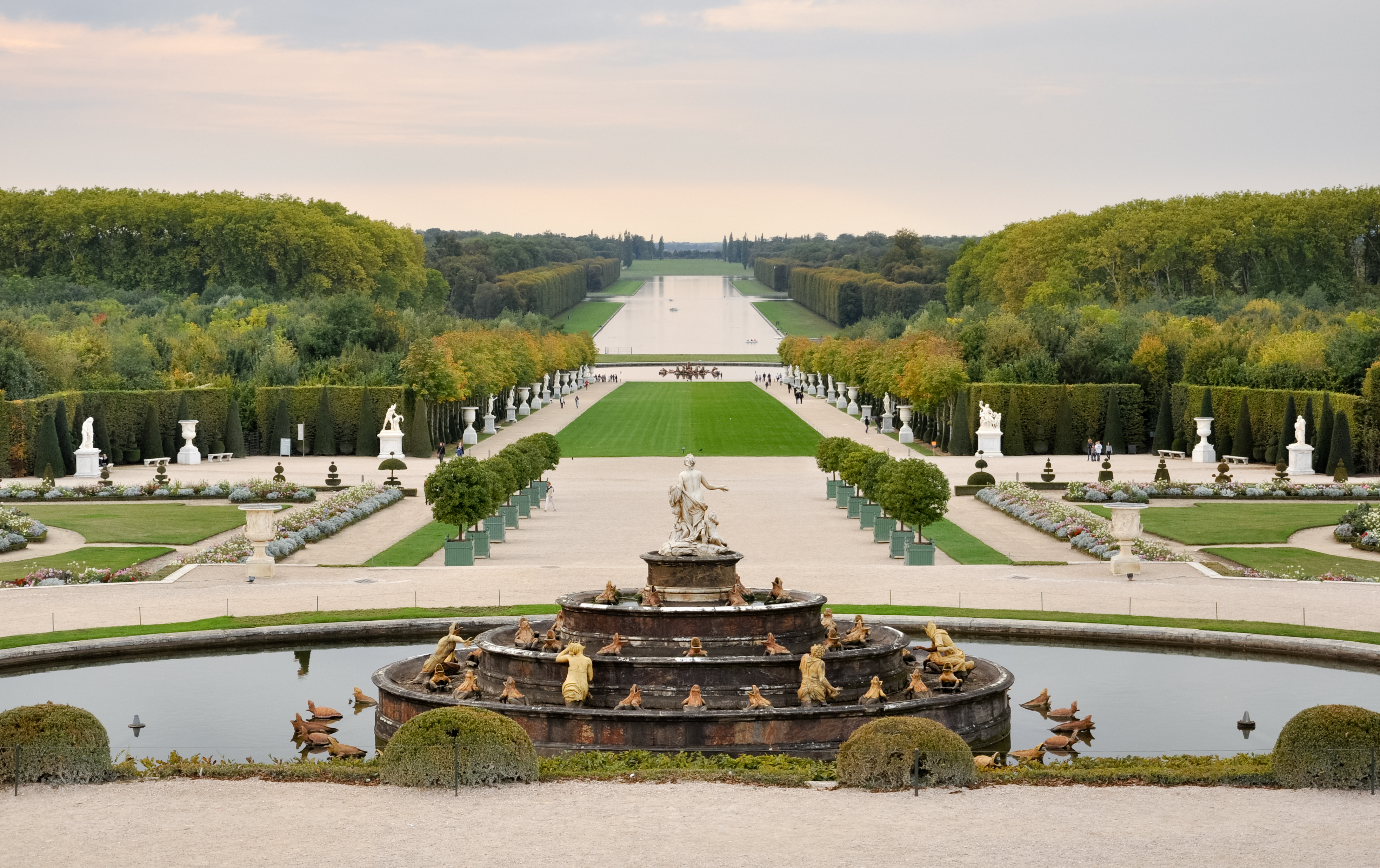
Jardins de Versalles, vista des de la Place d'Armes.

La jardineria del Barroc es va desenvolupar a Europa des del segle XVII fins a mitjan segle XVIII. Durant aquest període la jardineria va estar molt vinculada a l'arquitectura i l'urbanisme, amb dissenys racionals on va cobrar preferència el gust per la forma geomètrica. El seu prototip va ser el jardí francès (també anomenat clàssic o formal), caracteritzat per majors zones de gespa i un nou detall ornamental, el parterre, com en els Jardins de Versalles, dissenyats per André Le Nôtre. El gust barroc per la teatralitat i l'artificiositat va comportar la construcció de diversos elements accessoris al jardí, com illes i grutes artificials, teatres a l'aire lliure, ménageries d'animals exòtics, pèrgoles, arcs triomfals, etc. Va sorgir la orangerie, una construcció de grans finestrals destinada a protegir a l'hivern tarongers i altres plantes d'origen meridional. El model de Versalles va ser copiat per les grans corts monàrquiques europees, amb exponents com els jardins de Schönbrunn (Viena), La Granja (Segòvia), Het Lloo (Apeldoorn), Drottningholm (Estocolm) i Peterhof (Sant Petersburg).
En aquesta època van sorgir dues tendències oposades a l'hora de concebre jardins: una més racional, més centrada en la intervenció de l'home en la naturalesa, el paradigma de la qual va ser el «jardí francès» (o «jardí tectònic»), que va ser el que més va estar de moda en aquest període i que es considera l'arquetip del jardí barroc; i una altra que atorgava més llibertat a la naturalesa salvatge, amb petites intervencions per accentuar l'aire bucòlic del paisatge, el principal exponent del qual va ser el «jardí anglès» (o «jardí de paisatge»), que va tenir el seu màxim desenvolupament durant el romanticisme, entre els segles XVIII i xix.
El jardí francès es va articular en funció de diversos factors: l'aprofitament del terreny i els recursos hidràulics, la configuració d'una perspectiva visual oberta cap a l'horitzó i la submissió de la vegetació en raó de l'escala i la geometria, amb tanques tallades en forma de topiaria i parterres dissenyats conforme a patrons, dels quals el més arquetípic resultaria ser el «parterre brodat» (broderie). El jardí s'estructura en general al voltant d'un castell o palau, i a més de les zones vegetals es dona molta importància al sistema de camins i avingudes (allées) que ho embolica, així com als canals, estanys i fonts que, al costat de la decoració escultòrica, són el principal detall ornamental del jardí. El complement de tot això és el bosquet, un tipus de bosc de jardí que se sol podar i condicionar per albergar espais de reunió o pavellons d'esbarjo, i que pot ser irregular o configurat en quincunx, un patró bàsic de cinc arbres disposats com en el dibuix del número cinc dels daus, i que, repetit successivament, genera unes arbredes alineades perceptibles en angle recte o diagonal.

## Context històric

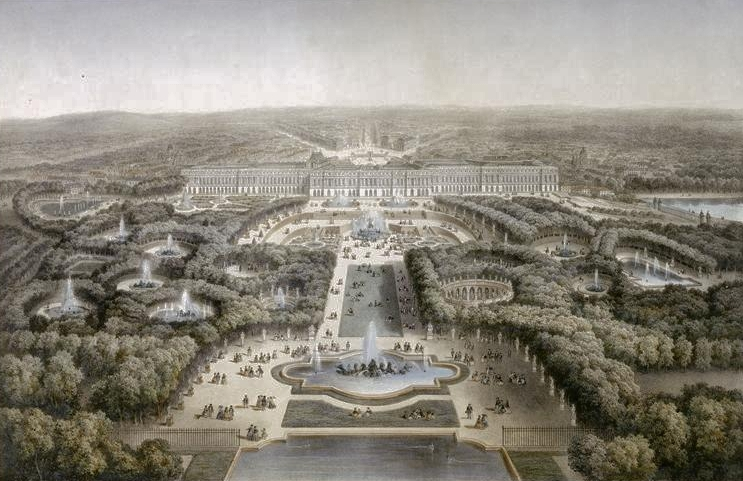
Vista aèria dels Jardins de Versalles, gravat del.

El Barroc va ser un període de la història de l'art propi de la cultura occidental, originat per una nova forma de concebre l'art («estil barroc») i que, partint des de diferents contextos històric-culturals, va produir obres en nombrosos camps artístics: literatura, arquitectura, escultura, pintura, música, òpera, dansa, teatre, etc. Es va manifestar principalment en l'Europa occidental, encara que a causa del colonialisme també es va donar en nombroses colònies de les potències europees, principalment a Llatinoamèrica. Cronològicament, va abastar tot el segle xvii i principis del xviii, amb major o menor prolongació en el temps depenent de cada país. Se sol situar entre el Manierisme i el Rococó, en una època caracteritzada per fortes disputes religioses entre països catòlics i protestants, així com marcades diferències polítiques entre els Estats absolutistes i els parlamentaris, on una incipient burgesia començava a posar els fonaments del capitalisme.
El segle xvii va ser en general una època de depressió econòmica: les males collites van comportar l'augment del preu del blat i altres productes bàsics, amb les subsegüents fams; el comerç es va estancar, especialment a l'àrea mediterrània, i solament va florir a Anglaterra i Països Baixos gràcies al comerç amb Orient i la creació de grans companyies comercials, que van asseure les bases del capitalisme i l'auge de la burgesia. La mala situació econòmica es va agreujar amb les plagues de pesta que van assolar Europa a mitjan segle xvii, que van afectar especialment a la zona mediterrània. Un altre factor que va generar misèria i pobresa van ser les guerres, provocades en la seva majoria per l'enfrontament entre catòlics i protestants, com és el cas de la Guerra dels Trenta Anys (1618-1648). Tots aquests factors van provocar malnutrició a bona part de la població.
D'altra banda, el poder hegemònic a Europa va bascular de l'Espanya imperial a la França absolutista, que després de la Pau de Westfàlia (1648) i la Pau dels Pirineus (1659) es va consolidar com el més poderós estat del continent, pràcticament indiscutit fins a l'ascensió d'Anglaterra al segle xviii. Així, la França dels Lluïsos i la Roma papal van ser els principals nuclis de la cultura barroca, com a centres de poder polític i religiós —respectivament— i centres difusores de l'absolutisme i el contrarreformisme. Espanya, encara que en decadència política i econòmica, va tenir un esplendorós període cultural —l'anomenat Segle d'Or— que, encara que marcat pel seu aspecte religiós d'incontrovertible proselitisme contrarreformista, va tenir un accentuat component popular, i va portar tant a la literatura com a les arts plàstiques a cotes d'elevada qualitat. En la resta de països on va arribar la cultura barroca (Anglaterra, Alemanya, Països Baixos), la seva implantació va ser irregular i amb diferents segells peculiariztats per les seves distintives característiques nacionals.

## Teoria de la jardineria en el Barroc
Durant l'era barroca la jardineria va tenir un ampli desenvolupament tant tècnic com a teòric, i va evolucionar des de la simple adequació d'un espai natural adaptat a l'habitabilitat de l'ésser humà fins a elevats graus de disseny i planificació, d'ordenació de l'espai i integració de l'element natural amb elaborats programes artístics capaços de generar conjunts de refinada evocació tant sensorial com a intel·lectual. La jardineria es va elevar en aquesta època a un art de ple dret, gairebé indissolublement associat a la figura de l'arquitecte, puix que el seu disseny comporta un elaborat projecte racional i professionalitzat. La concepció del jardí es planifica globalment amb la resta de les arts, especialment l'arquitectura, però també l'escultura, l'escenografia, el disseny hidràulic, etc. Així, en aquesta època la jardineria va passar a ser «l'art d'ordenar la naturalesa segons principis arquitectònics».
El model arquetípic de jardí barroc, el jardí francès, es va nodrir en bona part de les aportacions teòriques i tècniques del jardí renaixentista italià, especialment de la concepció elaborada per Leon Battista Alberti de la casa i el jardí com una unitat artística basada en formes geomètriques (De Re Aedificatoria, IX, 1443-1452), així com en el model exposat per Francesco Colonna en el seu Hypnerotomachia Poliphili (1499), que introduïa l'ús de parterres i l'ocupació de l'art topiària per donar formes capritxoses als arbres. També va influir en el jardí barroc el disseny de les eres a partir de formes axials, exposat per Sebastiano Serlio en Tutte l'operi d'architettura (1537).
L'evolució del model italià al francès va estar marcada per diversos factors, especialment referent a l'auge polític de França i a la propagació dels seus valors programàtics, com el centralisme, l'absolutisme i el racionalisme, que van accentuar els aspectes dramàtics de l'estil renaixentista. Així, encara que la jardineria francesa va assumir el concepte geomètric de la italiana, va derivar cap a noves formes, hagut de d'una banda a una nova concepció del jardí com a element de prestigi social i per una altra al desenvolupament econòmic i social de l'estat francès, que després dels seus continus conflictes i divisions fins a pràcticament començaments del segle xvi va començar una nova etapa de consolidació nacional, que va comportar una bonança econòmica i una visió de foment de les belles arts com a senyal d'identitat de la cultura francesa d'una banda, i com a producte de prestigi per la ecomonia nacional per un altre. D'altra banda, el factor mediambiental va marcar les pautes per a una diferenciació d'ambdues tipologies jardineres: així com a Itàlia el terreny és més abrupte, el clima més calorós i la pluviometria més escassa, a França el terreny sol ser més pla, i el clima més estable i amb abundants precipitacions. D'altra banda, la cultura francesa va assimilar parcialment les innovacions renaixentistes, prenent el superficial sense aprofundir en la seva essència, i adaptant les seves característiques a la idiosincràsia francesa —com el freqüent ús en arquitectura de la tipologia del castell. Tots aquests factors van comportar a la diferenciació entre tots dos estils: el major ús de flors en la jardineria francesa va propiciar el desenvolupament dels parterres, al mateix temps que un major aprofitament dels recursos hidràulics va afavorir l'augment de fonts, estanys i canals; unit a la proliferació d'estàtues i altres detalls ornamentals gràcies a l'impuls atorgat a les arts van ser els principals punts de caracterització del nou jardí francès.
Un punt d'inflexió entre el jardí renaixentista i el barroc van ser les teories d'Olivier de Serres, que va elevar la jardineria a la categoria d'art i la va introduir en els mitjos cortesans. En Le Théâtre d'Agriculture et Mesnage des Champs (1600) va comparar el disseny de parterres amb la composició pictòrica, i va defensar la concepció del jardí en funció de cànons estètics, deslligats de la mera tècnica agrícola. Serres va assenyalar quatre tipus principals de jardins: l'aromàtic, el fruiter, l'herbolari i el d'esbarjo. Un altre important tractat de l'època va ser Traité du jardinage selon els raisons de la nature et de l'art. Ensemble divers desseins de parterres, pelouzes, bosquets et autres ornements (1638), de Jacques Boyceau de la Barauderie, el primer on s'aborda la jardineria des d'un aspecte tant estètic com a pràctic. Boyceau va realitzar nombrosos dissenys per a parterres, que van influir notablement en l'obra de Le Nôtre. En aquest punt d'intersecció cal situar també l'obra de Étienne Dupérac, que encara que no va plasmar els seus plantejaments per escrit va influir notablement en les realitzacions de la seva època. Dupérac havia estudiat a Itàlia, on va il·lustrar nombroses restes arqueològiques i monuments antics, i al seu torn va treballar com a arquitecte per a Enric IV, pel qual va elaborar els jardins dels palaus de Fontainebleau, de les Teuleries i de Saint-Germain-en-Laye. Dupérac defensava el disseny unitari pel parterre, sense caure en concepcions únicament estètiques o artificioses, i els seus plantejaments van tenir una ràpida difusió en la seva època.
Les bases del jardí barroc van ser assentades en primer lloc per André Mollet, premier jardinier du roi de Lluís XIV, autor del cèlebre tractat Le Jardin de Plaisir (1651). André era fill de Claude Mollet, creador dels parterres del Castell d'Anet i dels Jardins de Saint-Germain-en-Laye (amb Étienne Dupérac), i autor de Théâtre des plans et jardinages (1652), un dels primers treballs teòrics encaminats cap al que seria el jardí barroc. André va assentar els principis del classicisme en jardineria, i les seves idees van ser molt bé acollides a Anglaterra, on va influir en el pal·ladianisme arquitectònic. Va ser l'introductor de la patte d'oie («pota d'oca»), un disseny d'avingudes establertes a partir d'una plaça circular, vorejades de tanques de boixos o altres arbustos. A part dels seus treballs a França, a Anglaterra va intervenir al Parc de Saint James i a Wimbledon, i va anar gardener-in-chief de la ciutat de Londres.

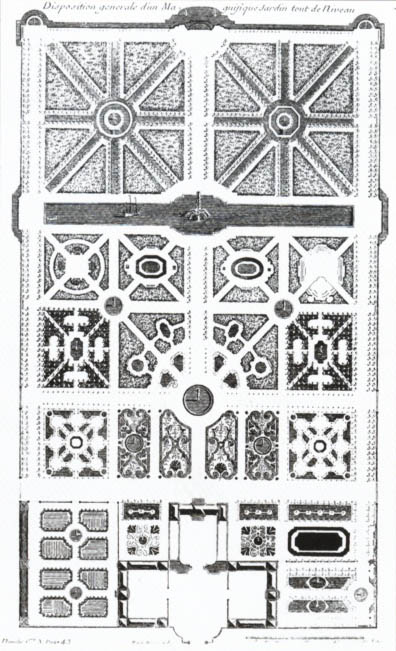
Plànol prototip de jardí, publicat per Antoine Joseph Dezallier d'Argenville en La Théorie et la Pratique du Jardinage (1710).

El gran renovador del jardí francès va ser André Le Nôtre, que encara que no va deixar les seves teories per escrit les seves innovacions pràctiques van assentar els precedents del jardí barroc, que aviat s'estendrien des de França a la resta d'Europa. Va tenir una formació artística, ja que va ser deixeble del pintor Simon Vouet; posteriorment va heretar del seu pare, Jean Le Nôtre, el càrrec de jardinier en xef du roi, i amb 24 anys ja era l'encarregat dels Jardins del Palau de les Teuleries. Després de treballar en el Jardí de Luxemburg i al Fontainebleau, els seus dissenys per Vaux-le-Vicomte van entusiasmar a Lluís XIV, que li va encarregar la seva obra magna, els Jardins de Versalles, on Le Nôtre va poder desenvolupar les seves idees sobre la jardineria: el jardí havia de planificar-se amb un sistema estructurat, basat en un eix central que dividia la zona enjardinada en dos sectors, disposats com a compartiments tancats però el disseny dels quals admetia una gran infinitat de variables, on la diversitat era la base de la riquesa del conjunt. El principal element en aquests sectors era el parterre brodat (broderie), i a la intersecció entre eixos se situaven estanys, que podien ser circulars o octogonals. Aquest esquema, desenvolupat sumptuosament a Versalles, va tenir gran èxit a la majoria de corts europees, que ràpidament van desenvolupar programes semblants a les seves ciutats i palaus.
El principal teòric del jardí barroc va ser Antoine Joseph Dezallier d'Argenville, que va exposar les seves idees en La Théorie et la Pratique du Jardinage (1710), un dels tractats més influents de la seva època en l'art de la jardineria, fins al punt de ser qualificat com «la Bíblia de l'art de la jardineria». Encara que la seva obra es basava en bona part en les aportacions realitzades per Le Nôtre, va ser el primer en sistematitzar unes regles per a la composició de jardins, per la qual cosa la seva obra va tenir molta rellevància. Dezallier va remarcar la idea del jardí com a lloc d'esbarjo, d'esplai, el disseny del qual havia de proporcionar plaer per sobre de tot. Va assenyalar cinc aspectes fonamentals a l'hora de concebre un jardí: situació sana, bon terreny, presència d'aigua, perspectiva paisatgística i comoditat. Per a la correcta apreciació del jardí havien d'evitar-se els obstacles visuals, com a murs, reixes o tanques, pel que va proposar la delimitació de la superfície del jardí a través d'uns fossats denominats «ahas». Insistia en la proporcionada dimensió de totes les parts del jardí, des de les tanques, boscanys i superfícies de gespa fins al disseny de les avingudes, per les quals el més idoni era el denominat patte d'oie («pota d'oca»), avingudes disposades en ventall que travessaven les tanques en forma de mitja lluna.
Per Dezallier, les parts més importants del jardí eren els parterres i els bosquetes, que per poder apreciar-se millor havien de contraposar-se. El seu model ideal era el següent: vist en sortir del palau al jardí i allunyar-se; primer vindria una zona de parterres, que havia de ser la zona més cuidada en ser la més propera al palau; després se situaria un eix transversal vorejat de teixos, amb un estany al mig; a continuació apareixeria una zona de boscanys disposats en semicercle, amb camins traçats en diagonal; la següent secció transversal estaria formada per un canal d'aigua, amb una font de tritons situada a la intersecció amb la via principal, que donaria pas a una última zona de boscanys. En aquest esquema el principal element a considerar era el disseny dels parterres, dels quals va distingir quatre tipus: el «parterre de broderie» («brodat»), compost de gespa i boix i cisellat amb formes geomètriques; el «parterre de compartiment», format de gespa i una encanyissada amb sorra a la seva superfície interior, i una font al centre; el «parterre à l'anglaise», elaborat amb una taula de gespa (boulingrin, de l'anglès bowling green, «gespa per jugar a bitlles») amb recorreguts decoratius; i el «parterre floral» (parterre de pièces coupées pour des fleurs), basat en tanques d'arbustos baixos que delimiten zones de plantes florals. Finalment, en els buits o angles entre parterres se situen arbres podats en topiària, preferentment boixos o teixos. Malgrat aquesta disposició esquemàtica i racional, Dezallier va insistir en l'element paisatgístic de la jardineria i va defensar el predomini de la naturalesa sobre la intervenció de l'home, per la qual cosa va obrir la porta cap al jardí de paisatge anglès que es va posar de moda al segle xix.

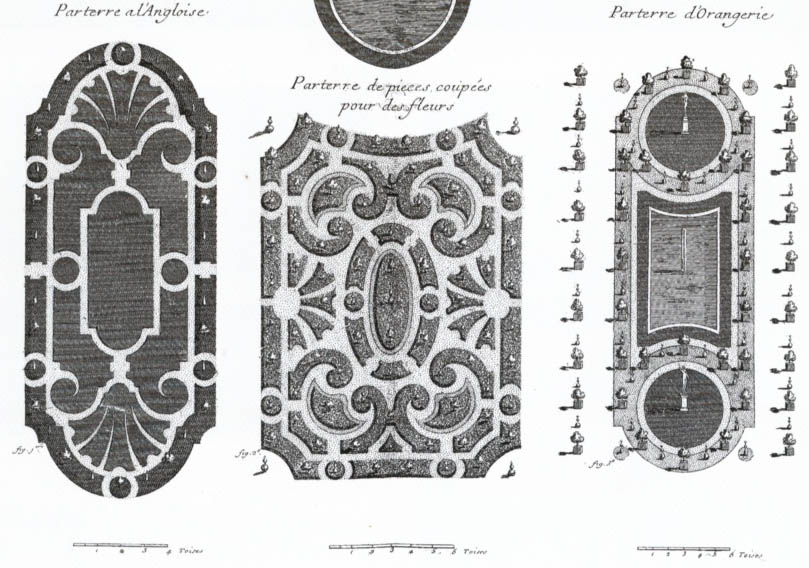
Dissenys de parterre publicats per Antoine Joseph Dezallier d'Argenville a La Théorie et la Pratique du Jardinage (1710).

Quant a vegetació, Dezallier detalla en la seva obra les espècies més idònies segons el terreny i per a cada estació: per a primavera recomana la tulipa, l'anèmona, el ranuncle, el narcís, el jacint, el lliri, el ciclamen, la corona, l'orella d'os, l'herba fetgera, el pensament, el clavell, la primavera, la viola, el violer groc, el crisantem i el muguet; per l'estiu assenyala el lliri, el marcòlic, la peònia, el lliri de mar, la verònica, la campaneta, la trepadella, el lletimó, la vídua borda, el marduix, la ginesta, la rossella, la balsàmina, el gira-sol, Heliotropium europaeum, la flor de nit, l'acònit i la sempreviva; i per a tardor remarca el ricí, la calèndula, la meravella, l'amarant, la valeriana, la malva reial, la caputxina, la passiflora i el gerani. També apunta les plantes llenyoses apropiades per encanyissades i parterres, com el saüc, el xuclamel i el cambroño. Per a les tanques l'idoni és el boix, el teix i el xiprer. Finalment, els bosquetes poden ser de qualsevol tipus d'arbre propi de la zona, i Dezallier distingeix sis tipus de bosquete: el forêt et grand bois de haute futaie, apropiat per al camp i grans extensions de terreny, amb arbres grans i densament poblats; el bois taillis, com l'anterior per a grans espais o parcs d'animals, tallats cada nou anys; el bosquet de moyenne futaie à hautes palissades, un bosquecillo d'esbarjo amb tanques podades de faig, baladre o arce, al costat d'arbres de mitja altura; el bosquet découvert et à compartiment, un bosquecillo com l'anterior però sense espessor, amb avingudes vorejades de til·lers o castanyers; el bosquet planté en quinconces, un altre tipus de bosquecillo, plantat en forma de quincunx —com el cinc dels daus—; i el bois vert, un bosquete de fulla perenne, el més rar dau la seva lentitud de creixement.
A més dels elements vegetals, Dezallier va atorgar especial rellevància a un altre tipus de detalls ornamentals, com les pèrgoles, les escultures, les escales i les fonts. Les pèrgoles o berceaux podien ser de diversos tipus: berceau artificiel (anomenat també treillage), format amb llistons de fusta en forma de gelosia, pels quals pujaven arbustos o plantes enfiladisses; berceau naturel, efectuat en enllaçar branques de diversos arbres amb filferro, en forma d'arcs, enreixats o perxells; o una combinació d'ambdós, el berceau de treillage. Les estàtues eren col·locades, en conjunció amb gerros de jardí, en pedestals situats en les tanques altes al costat dels parterres, o bé en emparrats, nínxols de baladres, cruïlles de camins, entre arbres, al centre de salons de boscanys, en arcades o a l'inici d'una patte d'oie. En general eren d'al·lusió mitològica, i Dezallier recomana que siguin de qualitat artística, i de no ser així prescindir de la seva col·locació. Les escales servien per salvar desnivells, però no deixen de ser un element ornamental, que es complementava amb construccions com a arcades, exedres, cascades i grutes artificials; per Dezallier la solució òptima per als desnivells era l'amfiteatre, que aglutinava graons de diverses formes, rampes, fonts i sortidors, ornaments vegetals i escultures. Quant a les fonts, que per Dezallier són l'ànima dels jardins després de la vegetació, va establir una sèrie de pautes per a la seva correcta distribució, ja que l'aigua és un bé escàs, de tal forma que sempre ha de semblar que n'hi ha més de la que hi ha en realitat. Va assenyalar que l'altura del sortidor ha de ser proporcional a la grandària de la pila, i que totes les columnes d'aigua s'han de poder veure al mateix temps. Les fonts es complementen amb altres recursos d'aigua com a estanys, canals i cascades, i recomana que alberguin cignes, ànecs i oques. També va dedicar especials estudis a les tècniques hidràuliques, i va analitzar amb deteniment la detecció de fonts i els seus problemes de conducció, així com els procediments per al seu bombament i distribució.
D'altra banda, convé remarcar la importància que en aquesta època va cobrar la botànica com a ciència, especialment gràcies als treballs de Carl von Linné. Es van organitzar nombroses expedicions científiques per tot el món, i es van importar gran nombre de noves plantes a Europa, que van ser utilitzades des de sectors com l'horticultura o la herboristeria medicinal fins a la jardineria. En aquest terreny es van importar diverses plantes ornamentals, com un gènere d'orquídia, la Bletia verecunda, diversos gèneres d'azalea i camèlia, la magnòlia o diverses espècies de roures i aurons. La difusió de noves espècies vegetals va afavorir la implantació d'un nou tipus de jardí especialitzat en el seu estudi i conservació, el jardí botànic, que va proliferar especialment al segle XIX, d'acord amb la nova moda del jardí paisatgista d'estil anglès.
Quant al llegat deixat per la jardineria barroca, si bé la transició cap al nou model de jardí paisatgista anglès va ser una miqueta abrupta, sense solució de continuïtat entre tots dos models, la qual cosa va suposar en molts casos la substitució de jardins barrocs per uns altres de la nova moda paisatgista, la tipologia barroca de jardí de configuració geomètrica va perdurar en bona part durant el segle XIX, i inclusivament fins a principis del XX. Ja a la fi del segle XVIII el jardí barroc es va posar de moda especialment als Estats Units, potser per l'afany de diferenciar-se de la seva antiga metròpoli. Allà, el formal garden —com és conegut el jardí barroc en l'àmbit anglosaxó— es considerava de port més aristocràtic i, per tant, més adequat a la construcció d'una nova nació que aspirava a ser poderosa. Així s'aprecia en el Palau del Governador de Williamsburg (Virgínia), o a la casa de George Washington en Mount Vernon (Virgínia). Entre els segles XIX i XX, i en paral·lel a la moda historicista en arquitectura, va haver-hi una recuperació d'estils jardiners anteriors, especialment l'italià i el francès, que va comportar el ressorgiment de velles tècniques com la topiària. Gràcies a aquest renaixement d'antigues formes es van restaurar nombrosos jardins històrics que havien quedat abandonats o havien estat reconvertits a l'estil paisatgista, com el de Chatsworth House, restaurat per Joseph Paxton, o el de Vaux-le-Vicomte, a càrrec de Henri i Achille Duchêne. L'estil francès també va deixar una empremta en l'urbanisme, ja que el sistema creat per Le Nôtre d'eixos, quadrícules, glorietes i diagonals era molt propici per al desenvolupament de la planificació urbanística de les ciutats, com s'aprecia en el disseny de la ciutat de Washington D.C., obra de l'enginyer francès Pierre Charles L'Enfant, o en l'ordenament de ciutats com Lusaka, Nairobi i Nova Delhi, exemples del colonialisme britànic, pel qual li servia convenientment un estil imperial i propagandístic com el versallesc.

## Desenvolupament geogràfic

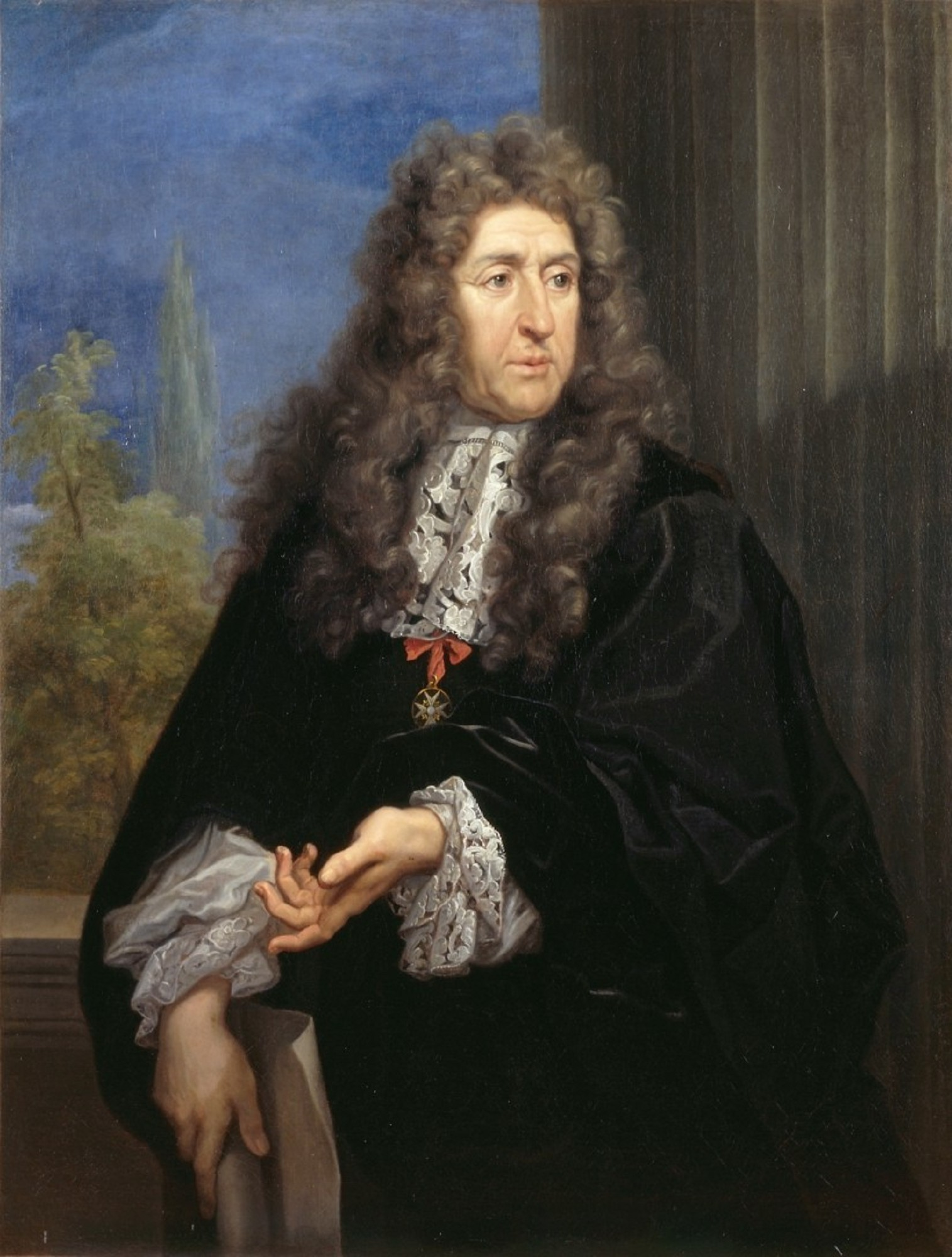
André Le Nôtre (1680), per Carlo Maratta.

### França
A França, l'impuls atorgat pels Borbó a les grans construccions àuliques va fomentar el desenvolupament de nombroses arts complementàries de l'arquitectura, des de les arts decoratives i industrials fins a la jardineria, considerada una extensió indissoluble dels complexos palatins i un signe més de l'ostentació del poder real i aristocràtic. El segle xvii va ser un període esplendorós per a la monarquia francesa —fins al punt que va ser denominat el Grand Siècle—, i Lluís XIV, amb el sobrenom «Rei Sol», va anar l'exemple paradigmàtic del monarca absolutista, amb tot el poder de l'estat a les seves mans i tots els recursos necessaris per desenvolupar un ampli programa constructiu i artístic que fos el reflex de l'esplendor real. La creació d'un vast conjunt palatí tenia finalitats tant polítiques com propagandístiques, i la intenció del rei de reunir a la noblesa a la cort perseguia controlar les possibles intrigues i rebel·lions que havien estat endèmiques en temps anteriors al país. D'altra banda, la política mercantilista desenvolupada pel ministre Colbert va propiciar la industrialització de les creacions artístiques com a mitjà de finançar els programes àulics desenvolupats per Lluís XIV i, al mateix temps, fomentar la glòria del monarca i potenciar la seva imatge a l'estranger.
A França, el Barroc va tenir un fort component racionalista —en paral·lel al racionalisme filosòfic—, que va derivar cap a unes formes artístiques de tall classicista, el denominat classicisme francès. La proliferació de castells i palaus a la França del segle xvii va propiciar el desenvolupament de la jardineria com a complement d'aquestes construccions, per la qual cosa va evolucionar amb unes característiques distintives i ràpidament assenyalables: la submissió de la naturalesa al dictat de la raó, la qual cosa va comportar a la geometrització de les formes i un tipus de disseny racional i constret a unes determinades mesures segons l'efecte buscat; va aparèixer el parterre, zones delimitades compostes de gespa i petites tanques d'arbustos o flors; les zones enjardinades es complementaven amb estanys i fonts, i es decoraven amb estàtues i altres elements artístics; en general, es buscaven espais amplis i diàfans, sense obstacles per a la vista, amb grans avingudes i conjunts fàcilment transitables. La principal premissa d'aquest tipus de jardí era la de millorar la naturalesa a través de l'art. Aquests factors van generar el denominat «jardí francès», que va ser exportat a altres països i es va convertir en l'exemple més arquetípic de la jardineria barroca.

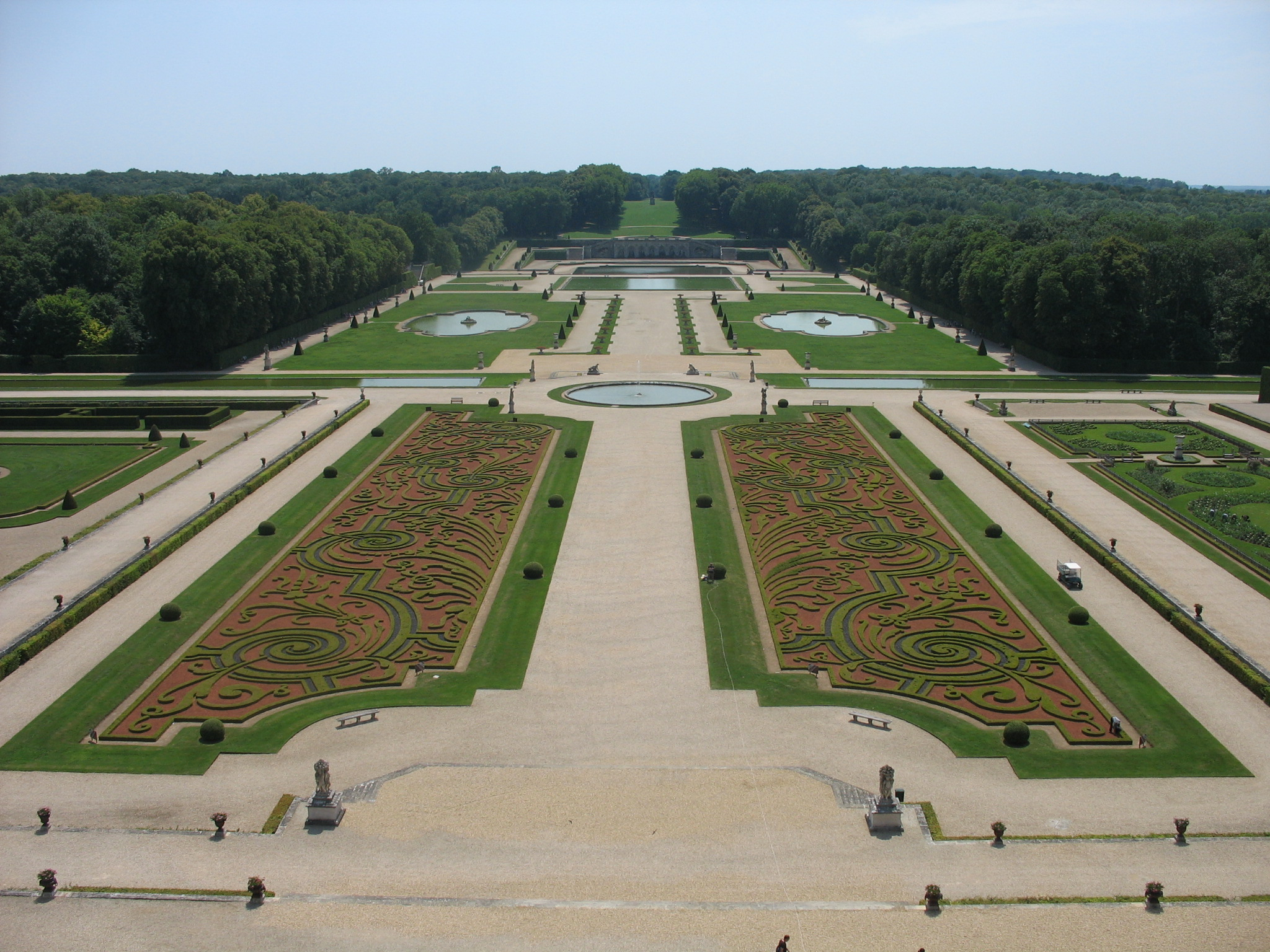
Jardí de Vaux-le-Vicomte.

La gran renovació del jardí francès va ser a càrrec de André Le Nôtre: després de treballar uns anys en els jardins de les Teuleries i de Luxemburg, l'any 1656 va rebre l'encàrrec de dissenyar el jardí del Palau de Vaux-le-Vicomte, un magne projecte del ministre de finances de Lluís XIV, Nicolas Fouquet. El palau, obra de l'arquitecte Louis Le Vau, es va construir en tan sol un any, i va ser decorat amb tota sèrie de luxes per Charles Le Brun. Le Nôtre va establir un eix central que partia de l'edifici principal del conjunt arquitectònic palatí, amb una àmplia avinguda que es perdia en l'horitzó del paisatge. A banda i banda d'aquesta avinguda se situaven dues zones de parterres, dividides al seu torn en dos per una avinguda transversal, en la intersecció de la qual es trobava un estany amb una font. Els parterres estaven dissenyats en broderie, i es flanquejaven amb boscanys que emmarcaven la zona de parterres, de tal forma que la vista no es perdés en els laterals i es fixés a la llunyania, la qual cosa accentuava l'efecte d'amplitud del jardí. No obstant això, tal sumptuositat va perjudicar al seu propietari, ja que després de la festa d'inauguració el 1661 Fouquet va ser arrestat per apropiació de fons públics. Així i tot, el jardí de Vaux-le-Vicomte va tenir un enorme èxit, i va assemptar càtedra per a la futura planificació de jardins. El rei, que sens dubte havia quedat meravellat de la magnificència del palau i el jardí de Vaux, va iniciar de seguida el seu propi projecte palatí, pel qual va comptar amb Le Nôtre pel disseny del jardí.
El mateix any de la inauguració de Vaux-le-Vicomte i caiguda en desgràcia del seu propietari es van iniciar els treballs del palau i jardins de Versalles, l'òpera magna de la monarquia borbònica i símbol del poder absolutista. A Versalles existia anteriorment un vedat de caça per a la família real, la construcció de la qual havia estat ordenada pel pare del rei, Luís XIII. En aquest vedat es va condicionar un petit jardí denominat el Petit Parc, supervisat per Jacques Boyceau, amb una superfície de 93 hectàrees. Amb el nou projecte la zona enjardinada —anomenada Grand Parc— va passar a tenir una superfície de 6.500 hectàrees, que es van rodejar amb un mur de 43 km de longitud. Les obres de Versalles, en uns terrenys en bona part pantanosos, van comportar grans treballs de moviments de terres, en els quals van intervenir fins a 30.000 soldats, així com grans treballs d'enginyeria hidràulica per proveir tant la vegetació com les 2.400 fonts que es van col·locar en tot l'àmbit del jardí. Es van importar plantes i arbres de tots els llocs de França i fins i tot de l'estranger: oms, pollancres i til·lers de Flandes; castanyers d'Índies de Viena; roses, jacints i tulipes d'Holanda; lliris i narcisos de Turquia; clavells i tarongers d'Espanya.

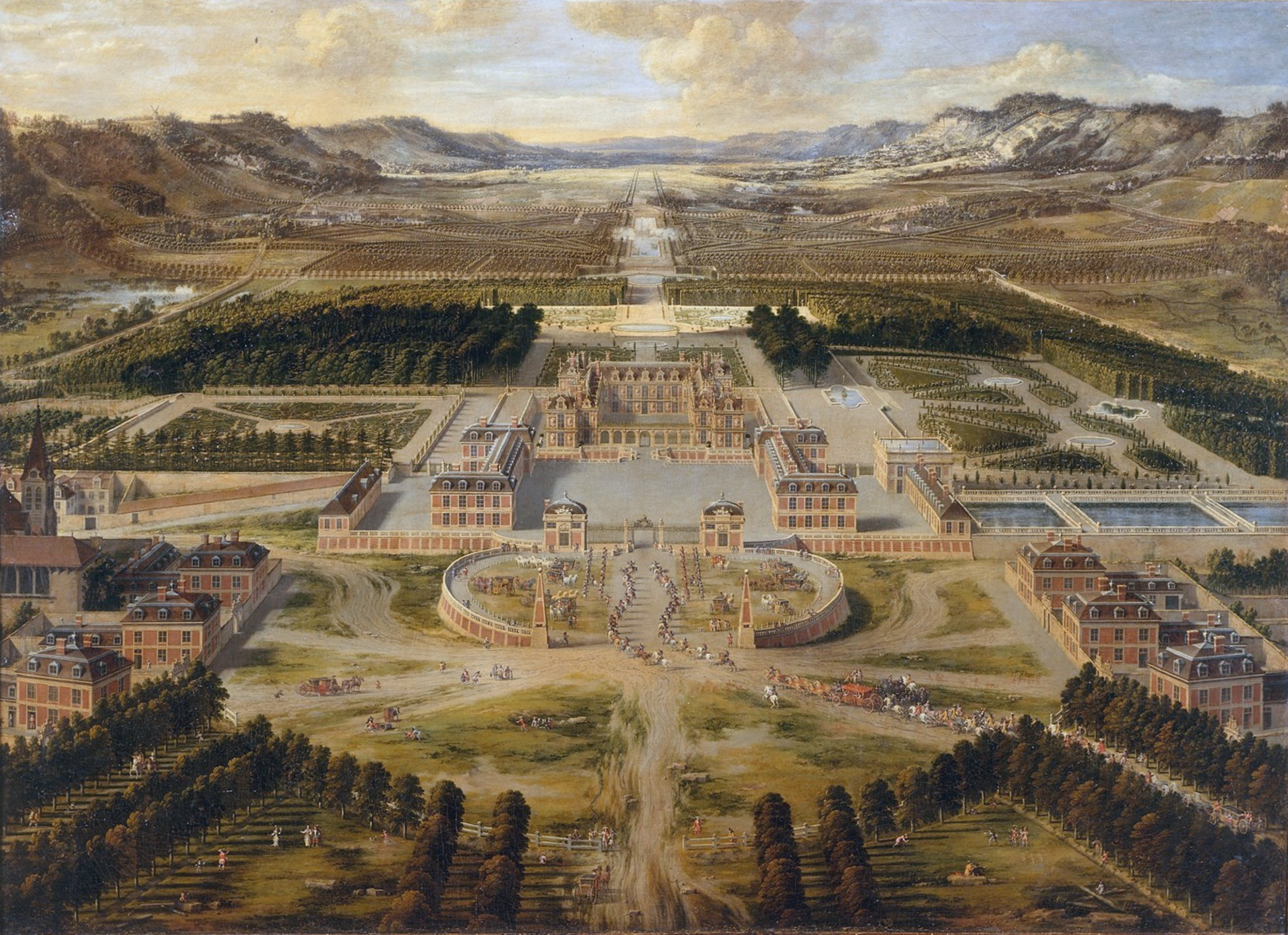
Vista aèria del palau i jardins de Versalles, oli de Pierre Patel de 1668, Musée du Château, Versalles.

La primera fase de construcció es va realitzar entre 1661 i 1680, en la qual es van plantar 15 boscanys, delimitats per avingudes, així com la majoria de parterres. Des de la façana del palau partia un gran eix central del que sorgien nombroses avingudes en successives seccions del jardí. En primer lloc es trobaven dos estanys simètrics coneguts com a «parterres d'aigua», als costats de la qual se situaven diversos espais de parterres de broderie (parterres nord i sud, de Latona i de la Orangerie), al costat de diversos estanys més (de Neptú, del Drac, dels Suïssos i Bany de les Nimfes) i zones de boscanys (del Rei, de la Reina, de la Petxina, dels Banys d'Apol·lo, de la Columnata, de la Cúpula, Quincunx nord i sud); a continuació apareixia l'estany d'Apol·lo, i més endavant el Gran Canal, en forma de creu, en el costat nord del qual es trobava l'antic poble de Trianon.
Entre les nombroses novetats de Versalles cal destacar la ménagerie, un petit zoo compost de diversos recintes amb un edifici octogonal de dos pisos al centre, l'inferior decorat a manera de cova artificial, i el superior que servia d'observatori per veure els animals al voltant. Es va construir en 1633 i va ser derrocat al cap de trenta anys. Igualment nova va ser la Orangerie, un hivernacle per a tarongers i plantes exòtiques, situat al costat del parterre sud. Un altre punt d'interès va ser la Gruta de Tetis, construïda al costat del parterre nord entre 1664 i 1676, i destruïda en 1684. Es va dissenyar com un ninfeo, amb l'interior decorat com una gruta submarina, amb les parets incrustades de pedres, petxines i corals, i efectes de llum i so, amb un òrgan que imitava el so de l'aigua i el piular dels ocells.
Els jardins de Versalles estaven carregats d'un gran simbolisme: el recorregut partia des del palau, una construcció humana; seguia per la zona de parterres, on la naturalesa es veia sotmesa a la intervenció de l'home; i finalitzava a la zona de boscos, on la naturalesa recobrava el seu aspecte salvatge. Així doncs, es passava de l'artificial al natural, de la naturalesa dominada a la naturalesa lliure, com a expressió que en última instància la intervenció de l'home és efímera. Un altre aspecte simbòlic va ser el programa iconogràfic desenvolupat en els conjunts escultòrics del parc, en el qual s'exaltava el poder omnímode del monarca: la font d'Apol·lo és una clara identificació de Lluís XIV, el Rei Sol, amb Apol·lo, déu del sol a la mitologia grega. Així mateix, la font de Latona, mare d'Apol·lo i Diana, podia fer referència a la marquesa de Montespan, mare de diversos fills il·legítims del monarca.

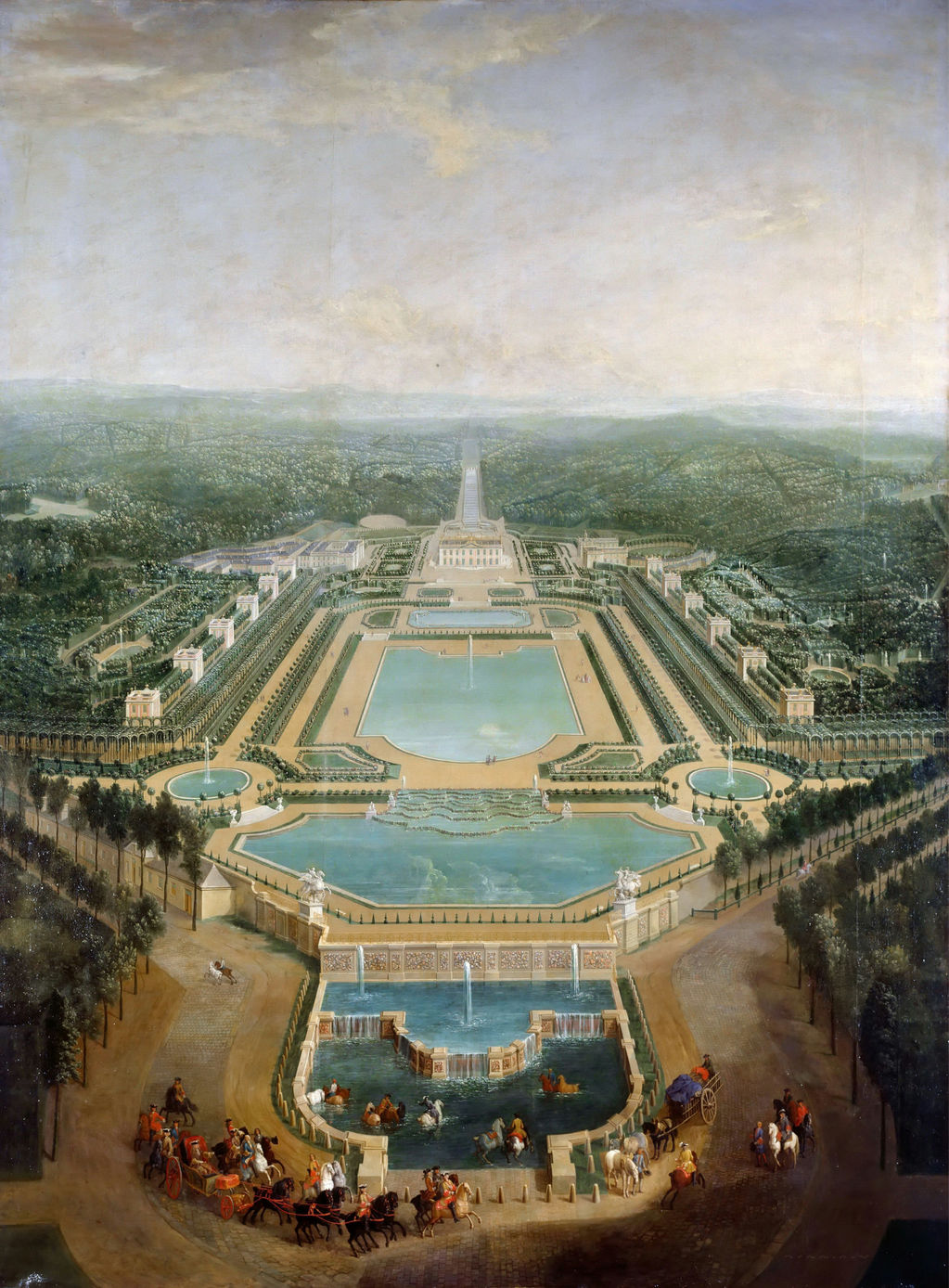
Jardí del Palau de Marly, de Pierre-Denis Martin, 1724.

Els jardins es van complementar amb una gran profusió d'escultures dels millors artistes del moment —amb un programa concebut pel pintor del rei, Charles Le Brun—, com les quatre fonts dedicades a les estacions, totes elles de plom daurat (Font de Ceres o de l'Estiu, de Thomas Regnaudin, 1672-1679; Font de Saturn o de l'Hivern, de François Girardon, 1672-1677; Font de Flora o de la Primavera, de Jean-Baptiste Tuby, 1672-1679; Font de Bacus o de la Tardor, de Balthasar i Gaspard Marsy, 1672-1675). També destaca la Font d'Apol·lo (1668-1670), amb la figura del déu sobre una quadriga estirada per quatre cavalls, obra de Jean-Baptiste Tuby que es troba al centre de l'eix principal dels jardins. També mereix destacar-se el grup escultòric del Bany d'Apol·lo (o Apol·lo i les Nimfes, 1666-1675), obra en marbre de François Girardon, o el grup de Els corcers del Sol, de Balthasar i Gaspard Marsy (1668-1675).
El 1685 es va fer càrrec del projecte l'arquitecte Jules Hardouin-Mansart, que front a la ordenació de la naturalesa preservant la seva idiosincràsia efectuada per Le Nôtre va fer una actuació d'índole més arquitectònica, amb espais clarament delimitats amb talusos de gespa. Mansart va atorgar un aire més neoclàssic al conjunt, amb el que es va perdre bona part del projecte original de Le Nôtre —entre altres coses el magnífic laberint dissenyat pel gran jardiner. L'expansió de Versalles va comportar la demolició del poble veí de Trianon, en el lloc del qual es van construir diversos palauets, com el Trianon de Porcelaine, dissenyat per Louis Le Vau en 1670; el Trianon de Marbre, posteriorment anomenat Grand Trianon, construït per Jules Hardoin-Mansart en 1687; i el Petit Trianon, edificat entre 1763 i 1767 per Ange-Jacques Gabriel. Durant tot el procés de construcció el rei va estar molt al tant del progrés del seu jardí, i va intervenir activament en molts detalls del seu disseny. Estava tan orgullós de la seva creació que fins i tot va escriure una guia per a la visita del jardí, Manière de montrer les jardins de Versailles, de la qual va fer sis versions entre 1689 i 1705.

Després de la mort de Lluís XIV els jardins van sofrir diverses modificacions, i les posteriors intervencions van ser encaminades cap a la nova moda del jardí de paisatge anglès. No obstant això, Versalles va influir poderosament en altres grans projectes de jardineria, i va ser copiat per les grans corts monàrquiques europees, amb exponents com els jardins de Schönbrunn (Viena), La Granja (Segòvia), Het Lloo (Apeldoorn), Drottningholm (Estocolm), Peterhof (Sant Petersburg), Caserta (Campània), Herrenhausen (Hannover), etc. També va influir en l'urbanisme, i la seva traça s'albira clarament en el disseny de la ciutat de Washington D.C., obra de l'enginyer francès Pierre Charles L'Enfant. Finalment, el seu deixant es percep encara al segle xix en el Palau de Herrenchiemsee, construït per Lluís II de Baviera en una illa del llac Xiem.

Jardines de Versalles
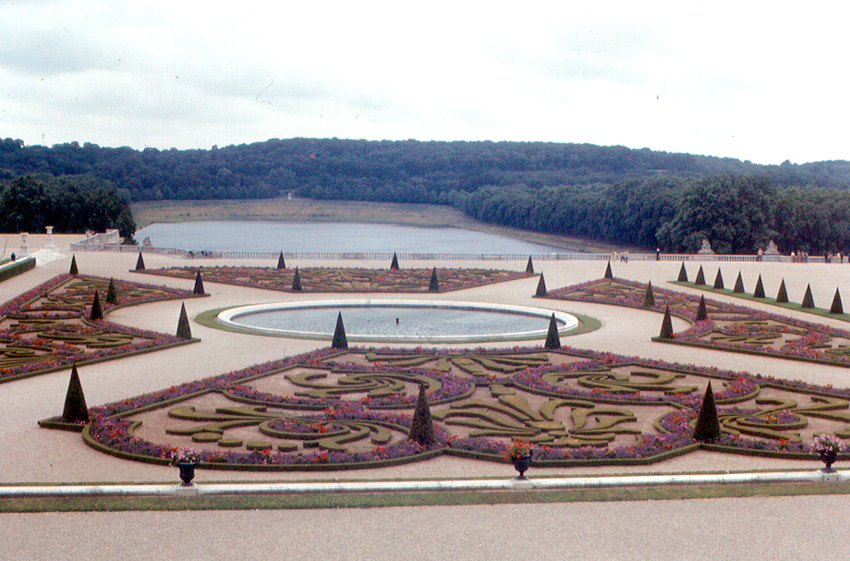
Vista del jardí meridional.
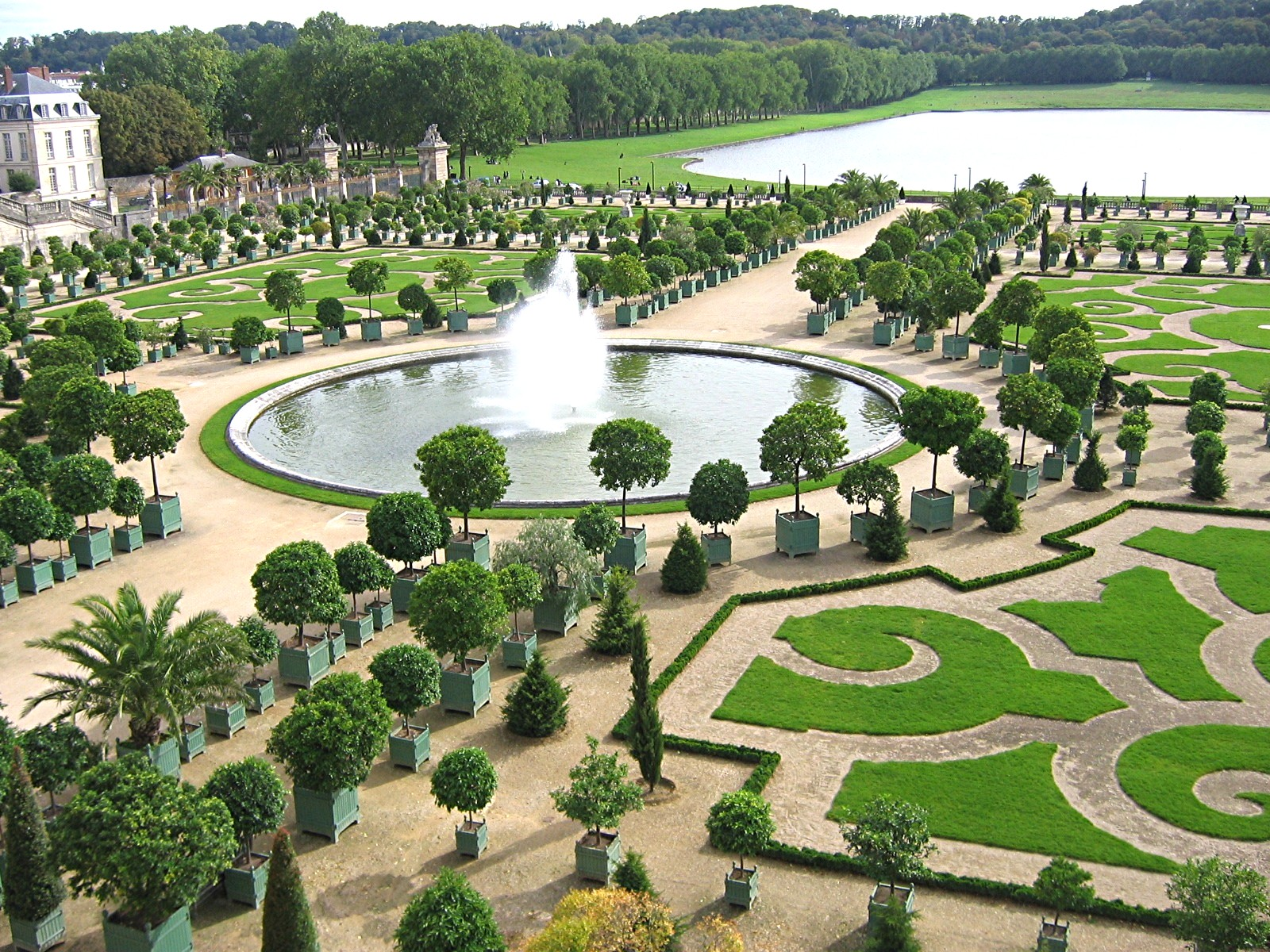
La Orangerie amb la Pièce d'Eau des Suisses al fons.
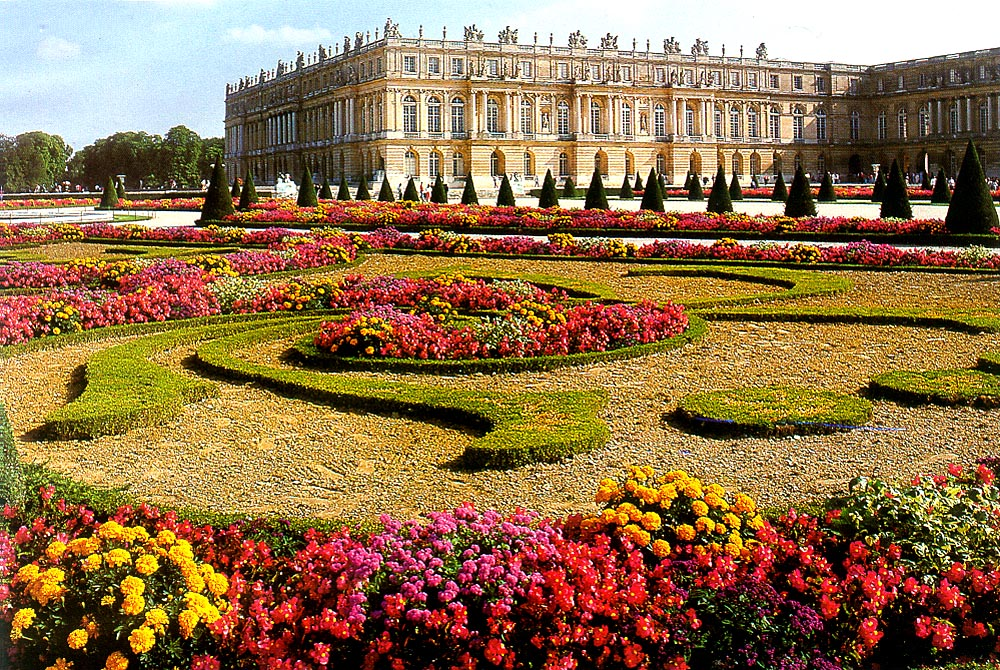
Façana sud-oest.
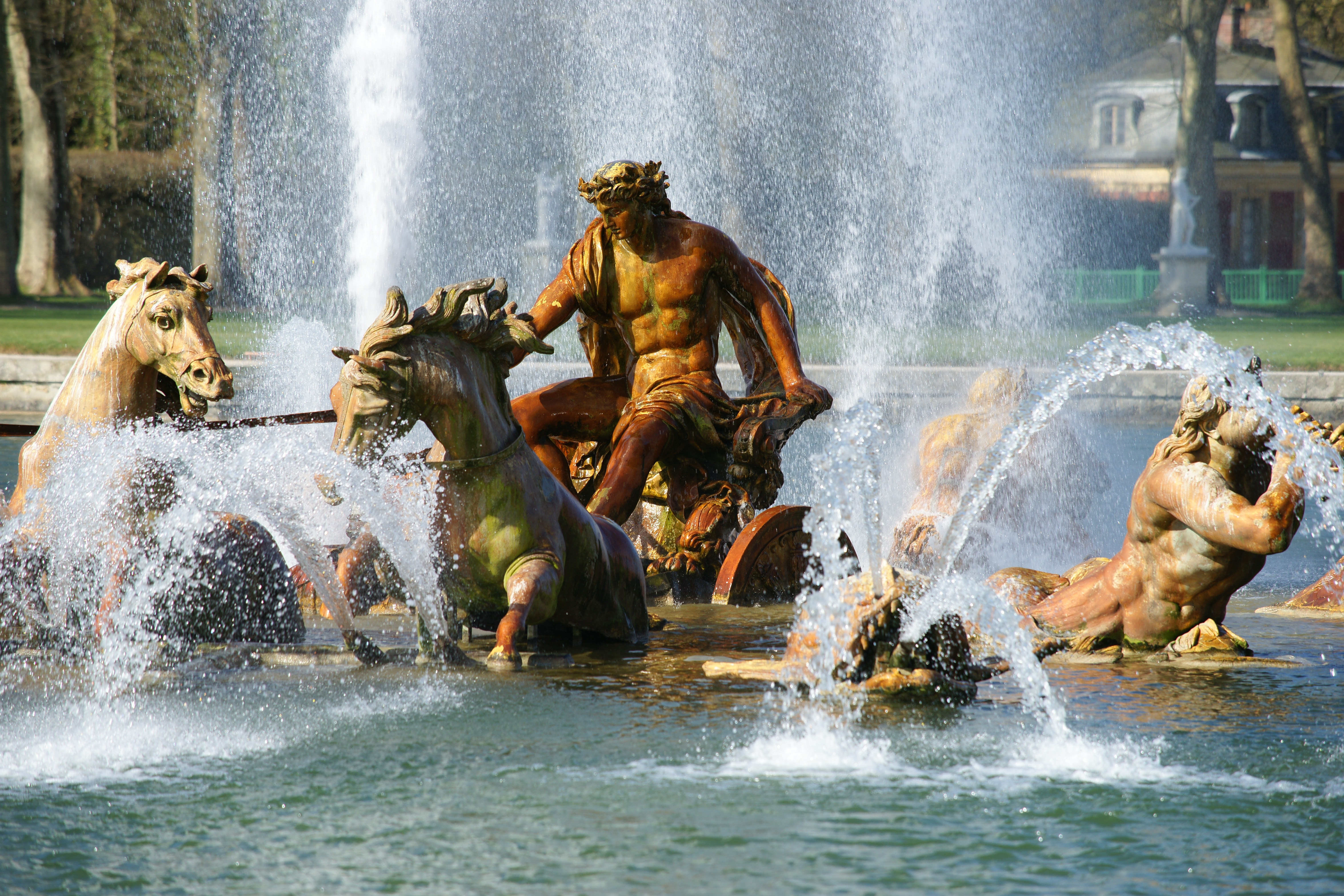
Font d'Apol·lo.
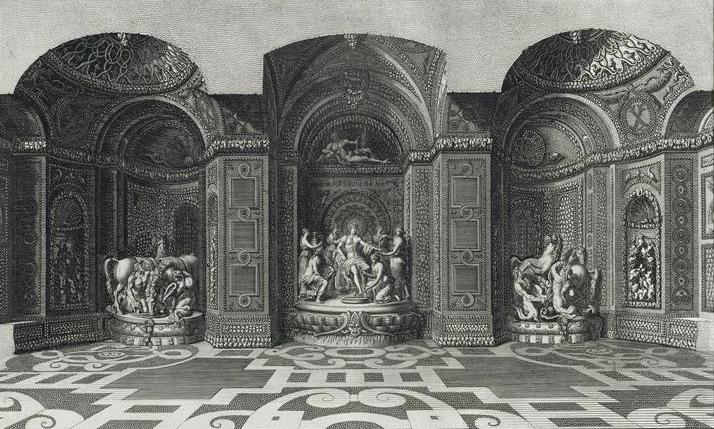
Vista de l'interior de la Gruta de Tetis, per Jean Li Pautre, 1676.

Després de la seva intervenció en els jardins de Versalles, Le Nôtre va dissenyar el 1663 el jardí del Castell de Chantilly per al príncep Lluís II. Igual que en els jardins reals, va projectar un sistema de canals de gran grandària, el principal dels quals, el Grand Canal, tenia un recorregut paral·lel a la façana del palau i desembocava en un estany, alimentat a través d'una cascada per un rierol de muntanya. En la seva part central el Grand Canal s'eixamplava, i en els seus laterals es trobaven sengles parterres d'aigua amb fonts. La resta de la superfície vegetal es componia de gespa, eres i alberedes, encara que l'element principal en aquest jardí era l'aigua, a la qual Le Nôtre va atorgar cada vegada més importància.
Le Nôtre va tornar a treballar per al rei en els jardins de dos palauets situats prop de Versalles, Marly i Clagny. El Palau de Marly va ser construït entre 1676 i 1686 per Jules Hardouin-Mansart. El jardí es va situar en un tàlveg, on el corrent d'aigua va constituir l'eix principal del terreny, i en el lloc del qual es van condicionar quatre grans estanys en línia amb la façana del palau. Entorn dels estanys es van establir diverses avingudes, flanquejades per un conjunt de dotze pavellons dedicats als signes del zodíac. El Palau de Clagny va ser igualment obra de Mansart, acabat en 1680. Le Nôtre va dissenyar el jardí en funció de l'efecte de llunyania, com en Vaux-le-Vicomte. En l'eix principal va situar un llac amb un illot al mig, flanquejat de parterres i boscanys. El palau va ser derrocat en 1769, i actualment no queda gens del jardí, que es coneix solament per un plànol.

Altres obres de Le Nôtre van ser: el jardí del Palau de Saint-Cloud, projectat per a Felip I d'Orleans, que destaca per la seva cascada monumental construïda entre 1667 i 1697 per Antoine Le Pautre i François Mansart; el jardí del Palau de Sceaux, que va dissenyar en 1670 per a Jean-Baptiste Colbert, ministre del rei, amb un magnífic conjunt de parterres, boscanys i cascades dels quals solament subsisteixen el gran canal i zones de gespa; finalment, entre 1679 i 1691 va intervenir en la reforma dels jardins del Château de Meudon per al ministre Louvois. Altres jardins francesos a destacar són: el jardí del Palau de la Berbie a Albi, una residència episcopal d'origen medieval on al segle xvii es va configurar un jardí barroc, que destaca pels seus parterres de configuració geomètrica situats al costat de camins de grava, a més de bancs de gespa, pèrgoles i diversos elements més que enalteixen el caràcter lúdic del jardí. El Jardí de la Fontaine en Nîmes va ser configurat al segle xviii per l'arquitecte militar Jacques-Philippe Mareschal, i destaca pels seus sistema de terrasses amb fonts, a més de les seves eres de flors d'intens colorit i els seus arbres frondosos, generalment pins i cedres.

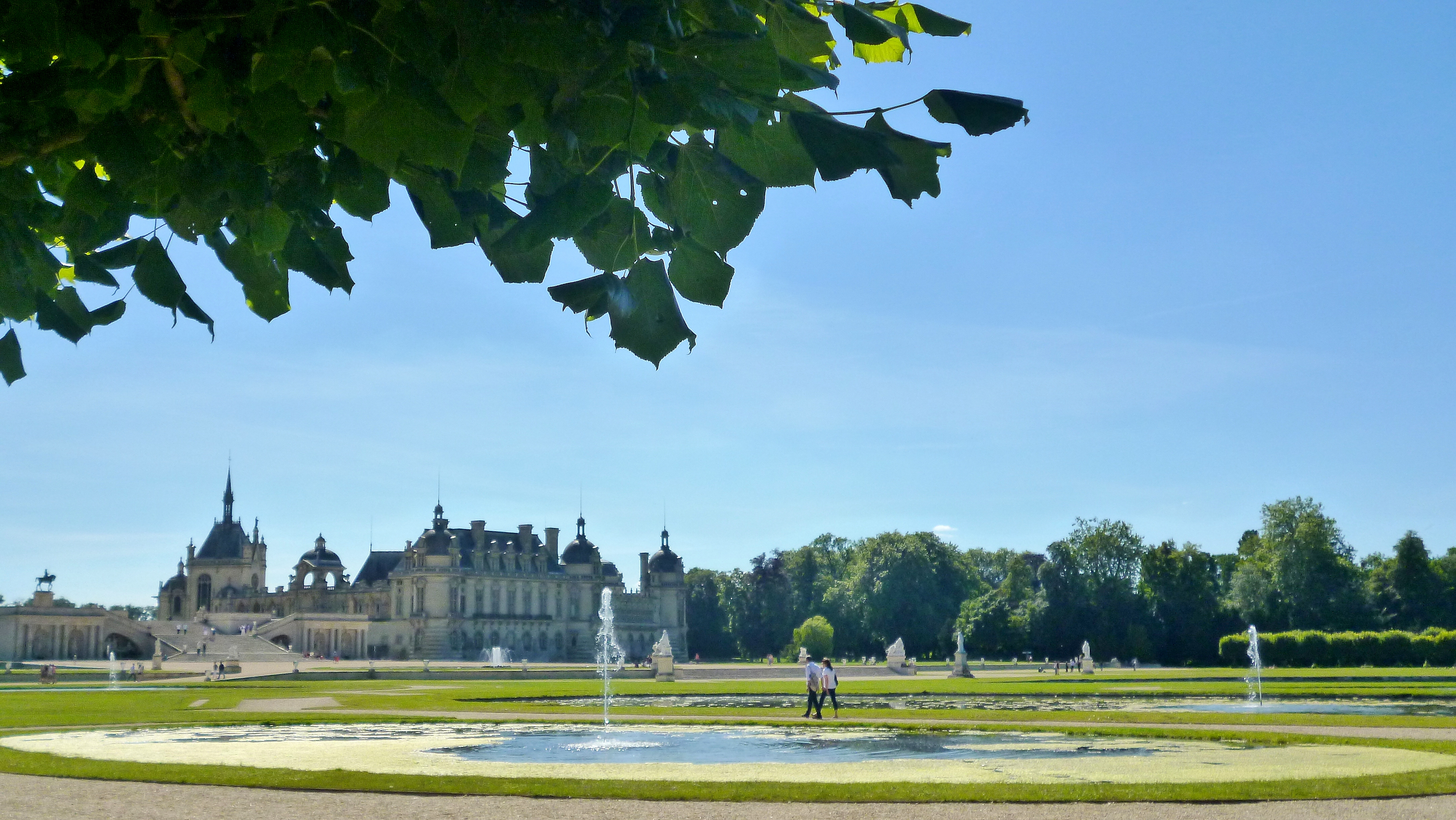
Castell de Chantilly.
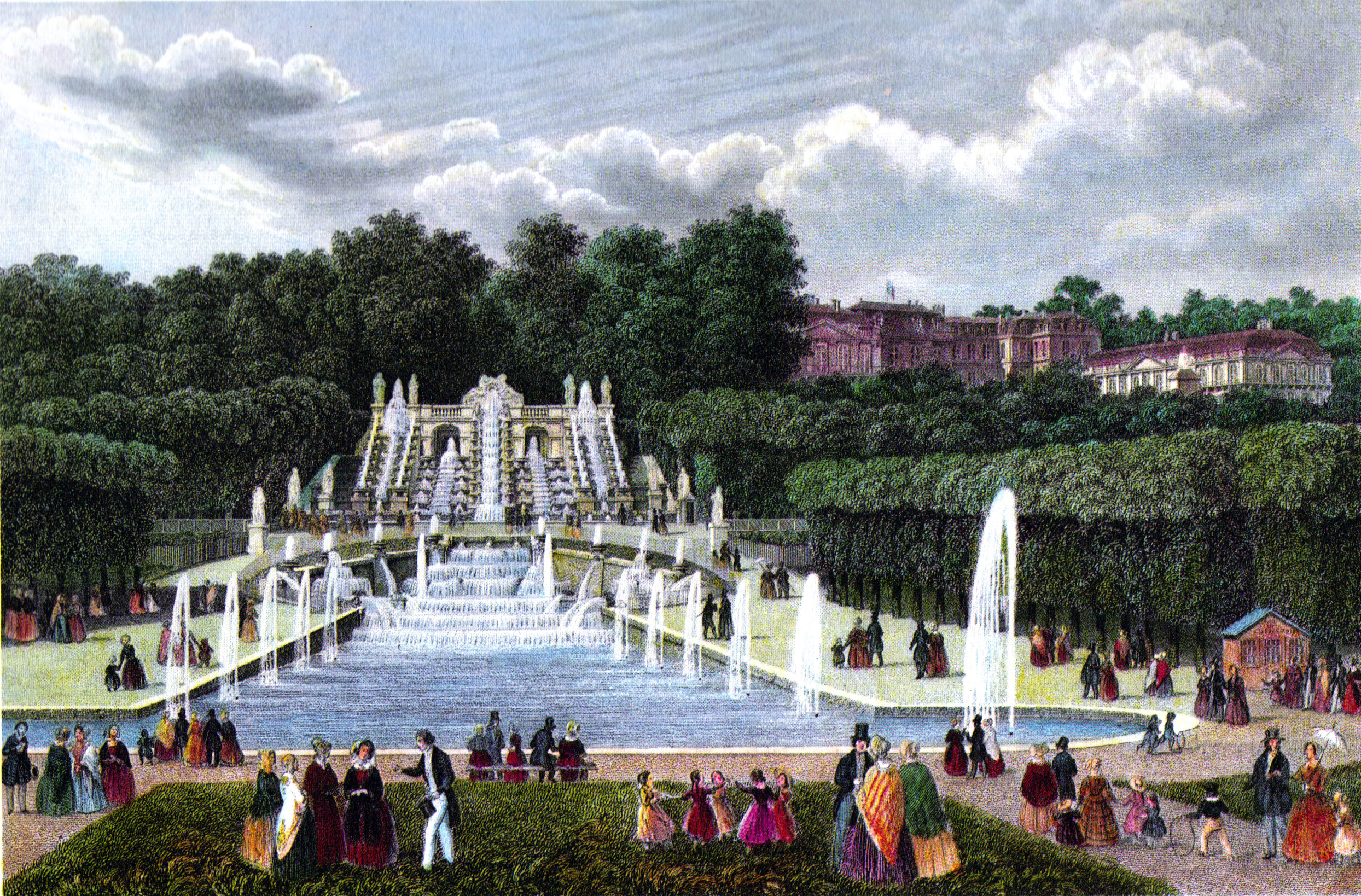
Palau de Saint-Cloud.
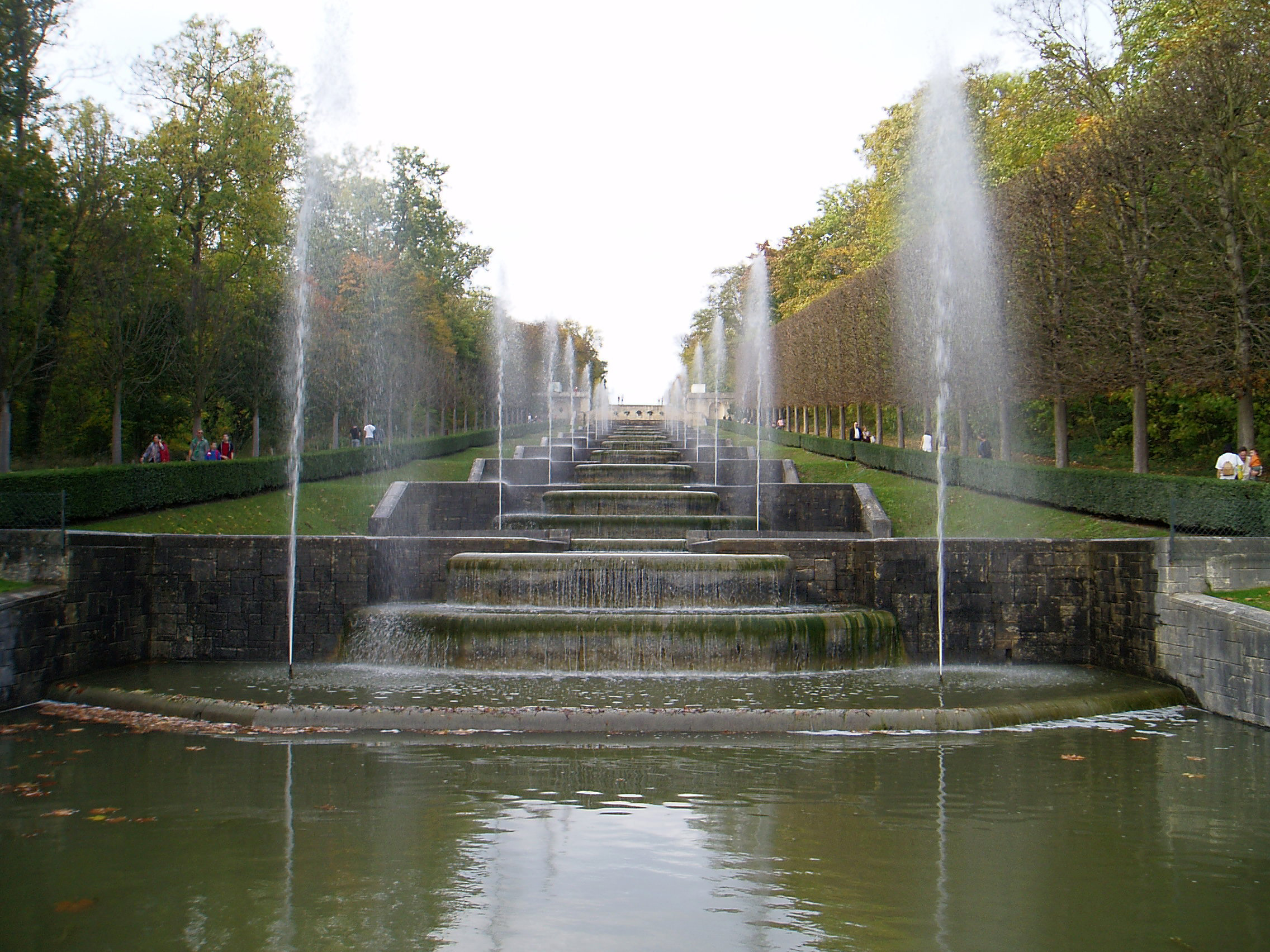
Palau de Sceaux.
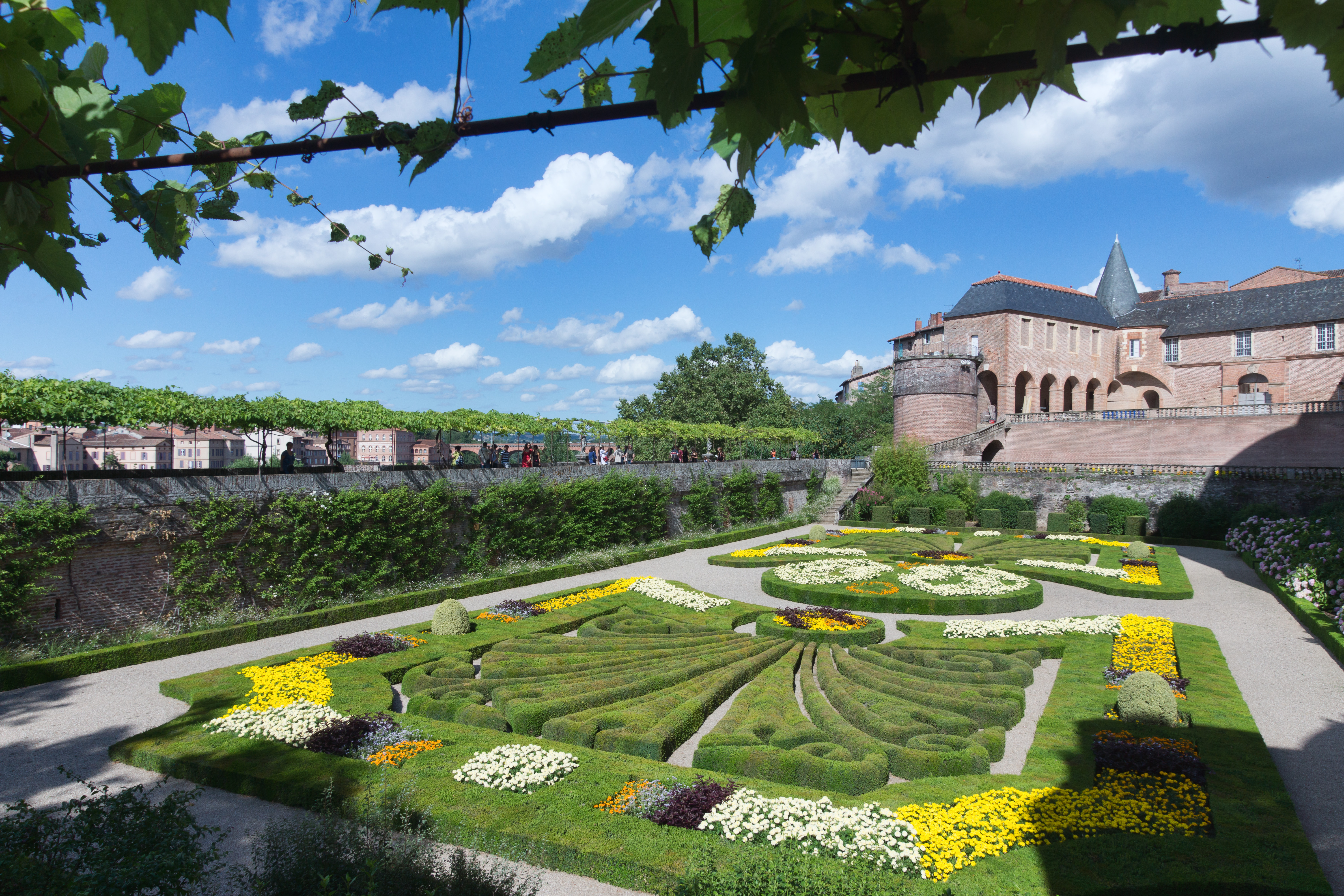
Palau de la Berbie, Albi.
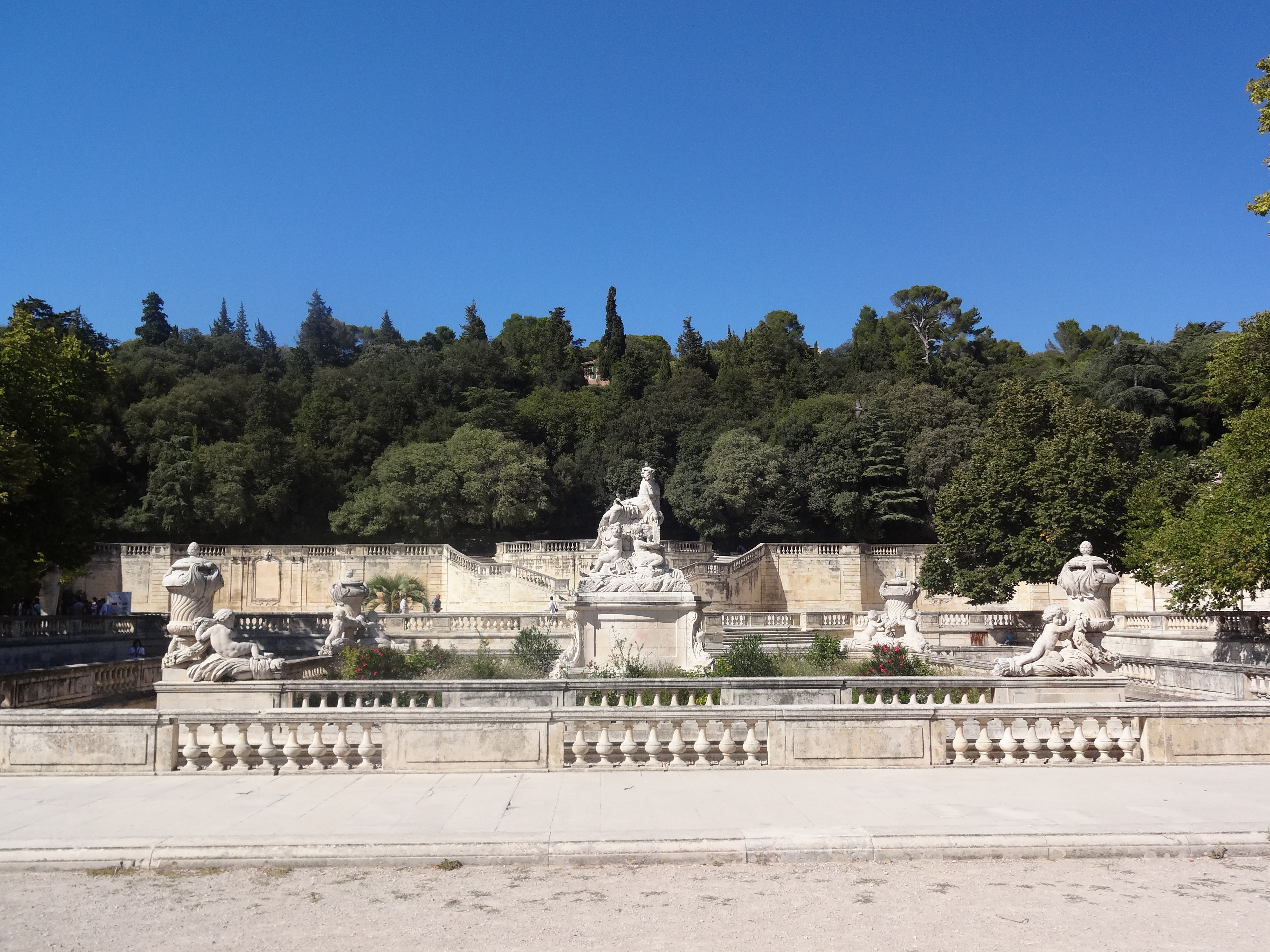
Jardí de la Fontaine, Nîmes.

### Itàlia

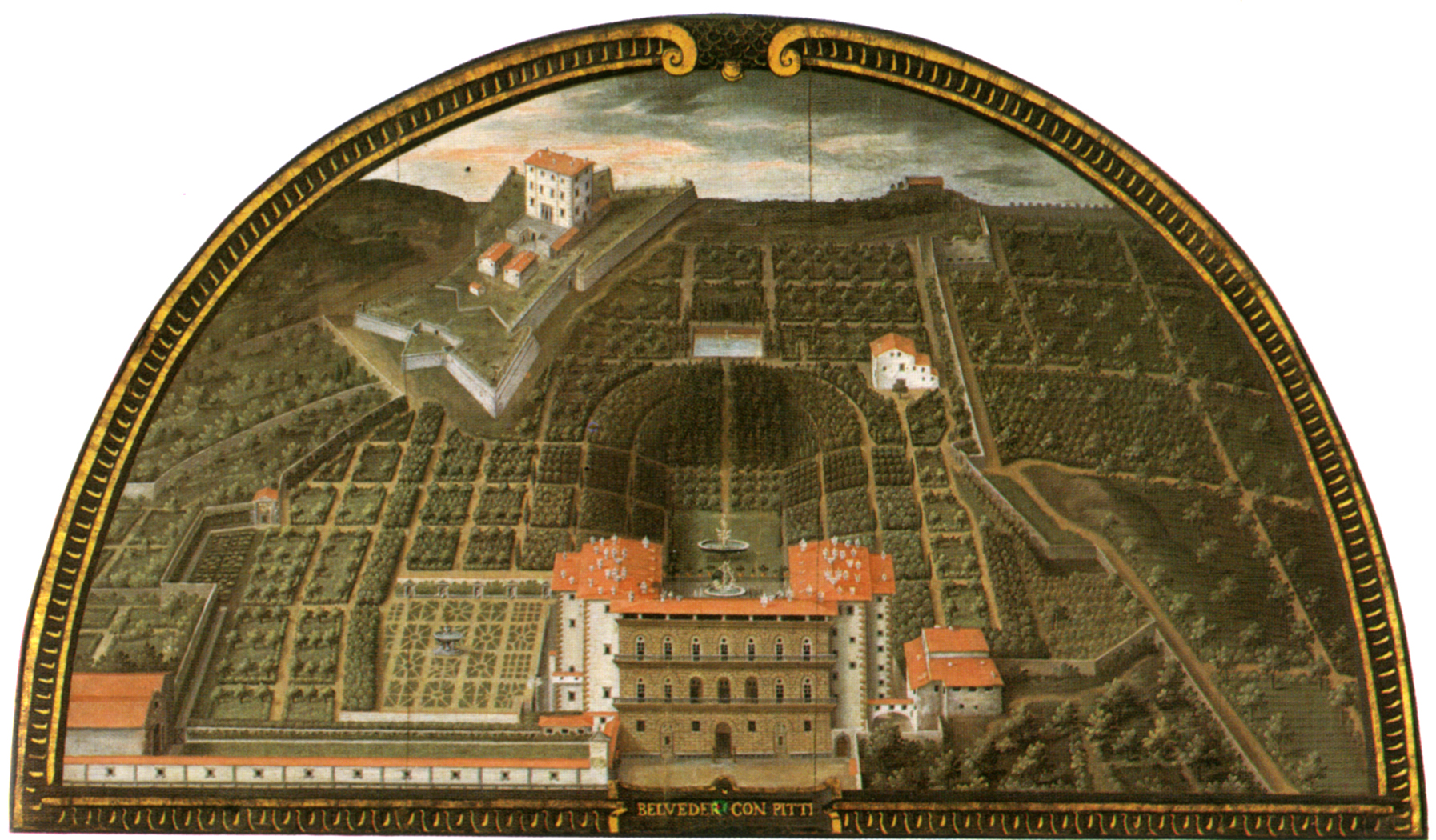
Vista aèria del Jardí Boboli de Florència, pintura de Giusto Utens de 1600, Museu Topogràfic Firenze com'era.

Itàlia va ser el bressol de l'art barroc, gràcies principalment a la importància de l'Església i als grans programes arquitectònics i urbanístics desenvolupats per la seu pontifícia, desitjosa de mostrar al món la seva victòria contra la Reforma. Durant el Renaixement es va desenvolupar notablement la jardineria en aquest país, fins al punt que sol denominar-se com a «jardí italià» al principal model de jardí renaixentista, concebut en general mitjançant un disseny estructurat, de composició geomètrica, construït sobre terrasses amb escalinates, com el Jardí del Belvedere, de Bramante, o la Vila Madama, de Rafael. Aquest esquema va continuar durant bona part del segle xvii, encara que a poc a poc es va anar introduint la influència del jardí francès.
Alguns jardins van ser iniciats com a renaixentistes i finalitzats en estil barroc, com el Jardí Boboli de Florència, les obres del qual van començar en 1549 per ordre de Elionor de Toledo, la dona de Cosme I de Mèdici, sota la direcció de l'arquitecte paisatgista Niccolò Tribolo, que va condicionar la vall situada darrere del Palazzo Pitti, i va configurar un jardí en forma d'amfiteatre, amb un eix central que ho dividia en dues parts simètriques. No obstant això, aquest traçat va canviar amb els anys, i en 1618 Alfonso Parigi va realitzar una sèrie de modificacions que ho van transformar en un jardí plenament barroc, amb uns eixos viaris més amplis i una composició més simètrica, i amb la construcció d'un estany ovalat amb una illa artificial al centre, on es va situar la Font de l'Oceà, obra de l'escultor Giambologna.
A Itàlia la jardineria es va desenvolupar especialment en les viles, un model de finca rústica compost d'un palau envoltat de prats i jardins, generalment prop de les ciutats, on les famílies nobles passaven les seves temporades d'oci i descans. Aquest model procedia d'època romana, i va ser molt difós durant el Renaixement, període en el qual molts d'aquests conjunts van ser dissenyats pels més famosos arquitectes del moment. Aquest esquema va perviure en el barroc italià, i d'entre les moltes viles construïdes en aquest període convindria remarcar les següents:

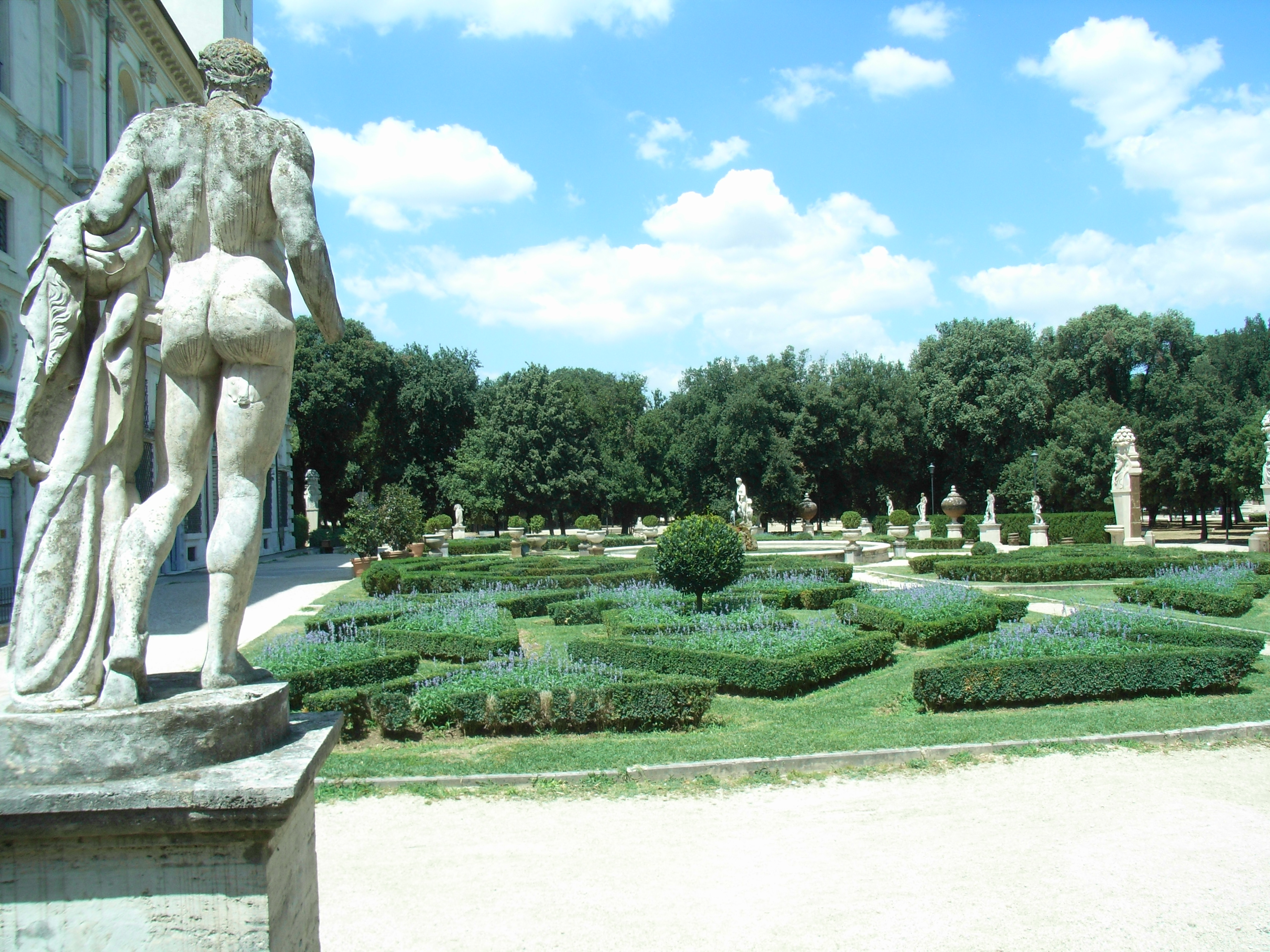
Jardí de la Vila Borghese.

- Vila Montalto (Roma): va ser promoguda pel papa Sixt V, dins d'un pla de transformació urbanística de la ciutat. El més remarcable va ser la seva planimetria, que donava més importància als focus visuals que a la formulació de l'espai: des de l'entrada principal partien tres avingudes en forma radial, la central de les quals conduïa a un casino, on es trobava una plaça semicircular amb un safareig; d'aquí partia una avinguda de xiprers que es creuava amb una via transversal, on se situava una font. Actualment ja no existeix, i en el seu lloc es troba l'estació central romana (Stazione Termini).[50]
- Vila Borghese (Roma): va ser una iniciativa del cardenal Scipione Caffarelli Borghese, nebot del papa Pau V, construïda entre 1613 i 1616 en una zona de vinyers davant de la Porta Pinciana. El traçat d'avingudes es va inspirar en la Vila Montalto, encara que l'avinguda principal no conduïa al casino, sinó a un estany on posteriorment es va col·locar una font anomenada Cavalls Marins, obra de Christoph Unterberger executada en 1770. A continuació l'avinguda principal es creuava amb un eix transversal que conduïa al casino, obra del flamenc Giovanni Vasanzio (actualment un museu, la Galeria Borghese), a la part posterior de la qual es trobaven els giardini segreti, composts de tarongers i herbes medicinals.[nota 9] A partir d'aquí es trobaven diversos jardins ornamentals, boscos, grutes, pavellons i fins i tot un parc zoològic. Al segle xviii es va efectuar una remodelació que ho va convertir en un jardí de tipus anglès.[51]
- Vila Doria Pamphili (Roma): aquesta vila amb un jardí de 9 km² situada en el Gianicolo va ser dissenyada per Alessandro Algardi el 1644 per al príncep Camillo Pamphili, nebot d'Innocenci X. Es va convertir al parc més gran de Roma, amb predomini de zones de boscanys, i el palau en un lloc apartat, allunyat de la zona central, com en la Vila Borghese. L'avinguda principal condueix a una font i a una zona de parterres brodats, mentre que en la terrassa superior es trobava un jardí ornamental i un amfiteatre. Una altra avinguda condueix a una rotonda amb una font, on es trobava una casa d'esbarjo, el Casino della famiglia, al costat d'un giardino segreto; destruït el casino en 1849, en el seu lloc es va construir un arc de triomf. A mitjan segle xix el parc es va transformar en un jardí de paisatge anglès.[52]

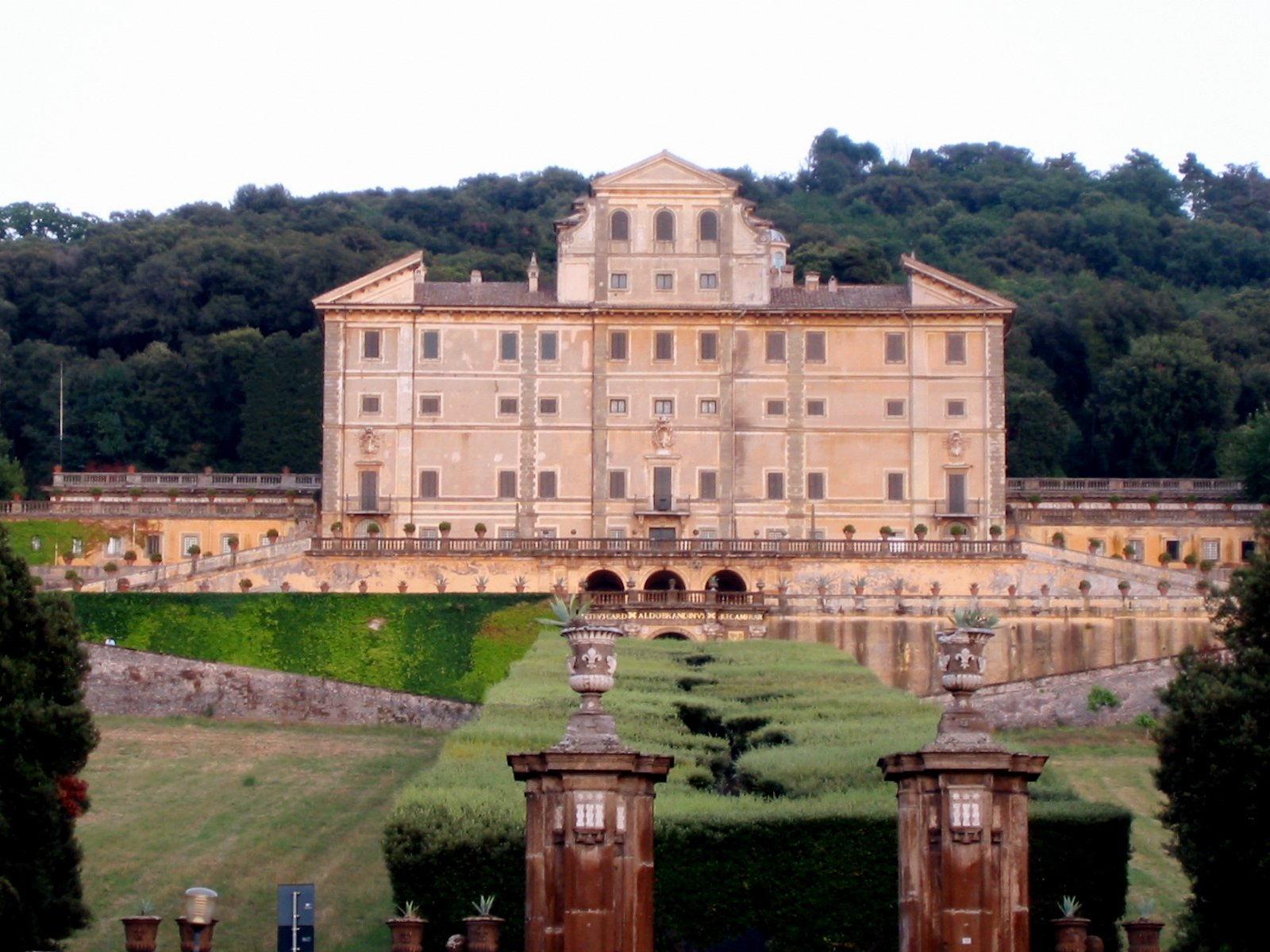
Vila Aldobrandini.

- Vila Aldobrandini (Frascati): la localitat de Frascati, propera a Roma, era des de temps antics molt valorada com a residència d'estiu —el mateix César va tenir una vila rural en aquest lloc—, per la qual cosa en els seus terrenys van proliferar les viles. Entre 1548 i 1607 es van construir unes deu viles de famílies nobles romanes, d'entre les quals destaca la Vila Aldobrandini, construïda per Pietro Aldobrandini, nebot de Clement VIII. El projecte arquitectònic va ser encarregat en 1598 a Giacomo della Porta, i a la seva mort va continuar la seva labor Carlo Maderno, qui va finalitzar els treballs el 1604.[53] El palau, d'estil manierista, s'eleva sobre una sèrie de terrasses practicables a través d'una rampa corbada de dos trams, mentre que la resta del jardí ascendeix de forma escarpada. A l'inici de la rampa se situa una exedra amb el Teatre de l'Aigua, una cèlebre construcció en forma d'hemicicle amb cinc nínxols d'arc de mig punt entre columnes, decorats amb relleus i escultures de figures mitològiques, entre les quals destaca Atles, que rep l'aigua de l'escala superior i la condueix a un safareig. En el jardí superior, emmarcat entre dues columnes d'Hèrcules, es troben dues fonts, la Fontana Rustica i la Fontana di Natura, que al costat de l'exuberant vegetació converteixen aquest jardí en un verger que al·ludeix al Paradís, com suggereix la decoració del palau, amb frescs que al·ludeixen al Parnàs.[54]
- Castillo Ruspoli (Vignanello): en aquesta localitat propera a Viterbo es va construir a principis del segle xviii la residència rural de la família Ruspoli, gràcies a la iniciativa del comte Francesco Marescotti Ruspoli, on destaca un ampli jardí de parterres brodats de tanques de boix, al més pur estil barroc, que encara avui es conserva tal com va ser dissenyat.[55]
- Vila La Pietra (Florència): va ser una iniciativa del cardenal Luigi Capponi, amb un jardí format per diverses terrasses al voltant d'un eix central, fistonades de pèrgoles, fonts i safaretjos, així com d'una sèrie de columnates amb escultures que converteixen el jardí en un gran decorat a l'aire lliure. La vegetació es compon de pins, xiprers retallats i tanques de boix, i destaca en la terrassa inferior un conjunt de boixos en anells concèntrics que circumden un safareig amb una font al centre. El jardí va ser restaurat al segle XX per l'anglès Arthur Acton, que va introduir nombroses novetats.[56]
- Vila Torrigiani (Camigliano): en aquesta localitat propera a Lucca va elaborar un projecte de jardí el gran renovador del jardí francès, André Le Nôtre, en un viatge de retorn al seu país des de Roma en 1679. Enfront de la façana principal del palau es trobaven dues zones de parterres brodats, amb eres de boix i el sòl recobert de pedres de colors, element típicament francès que es va introduir a Itàlia per primera vegada en aquest jardí. En una zona es troba un espai envoltat d'un mur que conté el giardino segreto, amb diverses eres de flors i tanques de boix, que condueix a la Gruta dels Set Vents, personificats en sengles escultures al·legòriques. La part principal del jardí es va transformar al segle XIX en un jardí anglès.[57]
- Vila Mansi (Segromigno): en aquesta localitat toscana propera a l'anterior es troba aquesta vila, construïda entre 1634 i 1635 per l'arquitecte Muzio Oddi per a la comtessa Felice Cenami. Al segle XVIII va passar a ser propietat de Ottavio Guido Mansi, que va encarregar a Filippo Juvara un nou jardí, dividit en dues seccions amb pèrgoles, fonts i diversos trams de vinyes nanes, així com dos safaretjos amb balustrades decorades amb estàtues. En un boscany lateral es troba el grup escultòric Diana banyant-se, al costat d'una arcada en ruïnes. La major part d'aquest jardí es va transformar a l'estil anglès.[58]

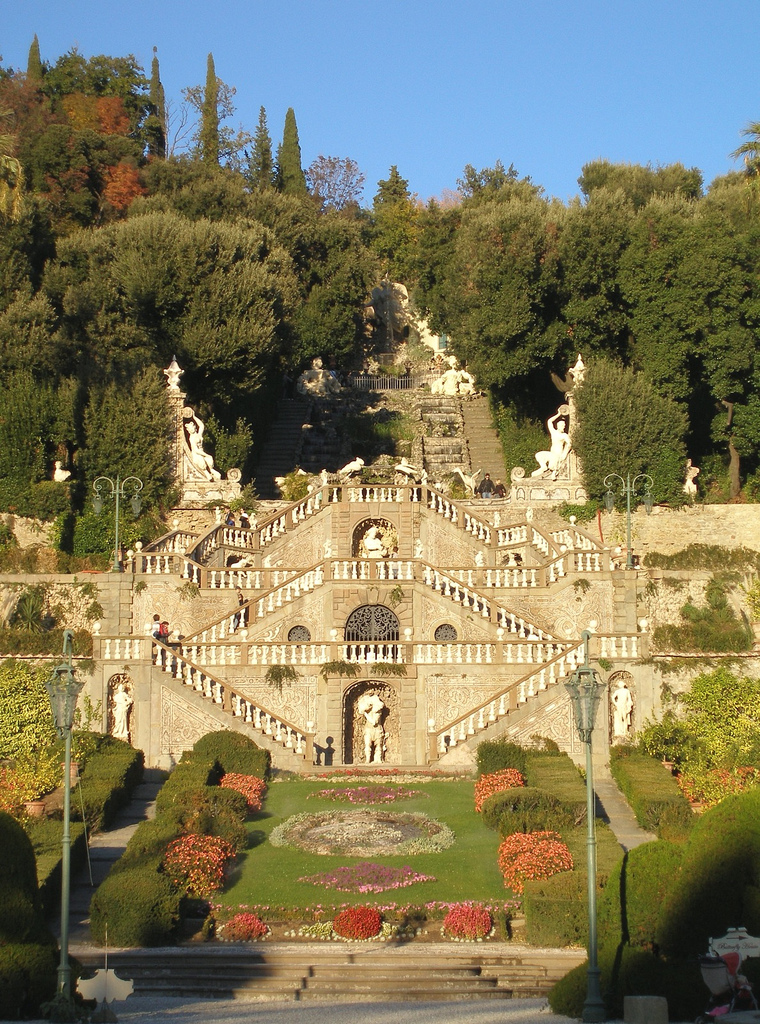
Vila Garzoni.

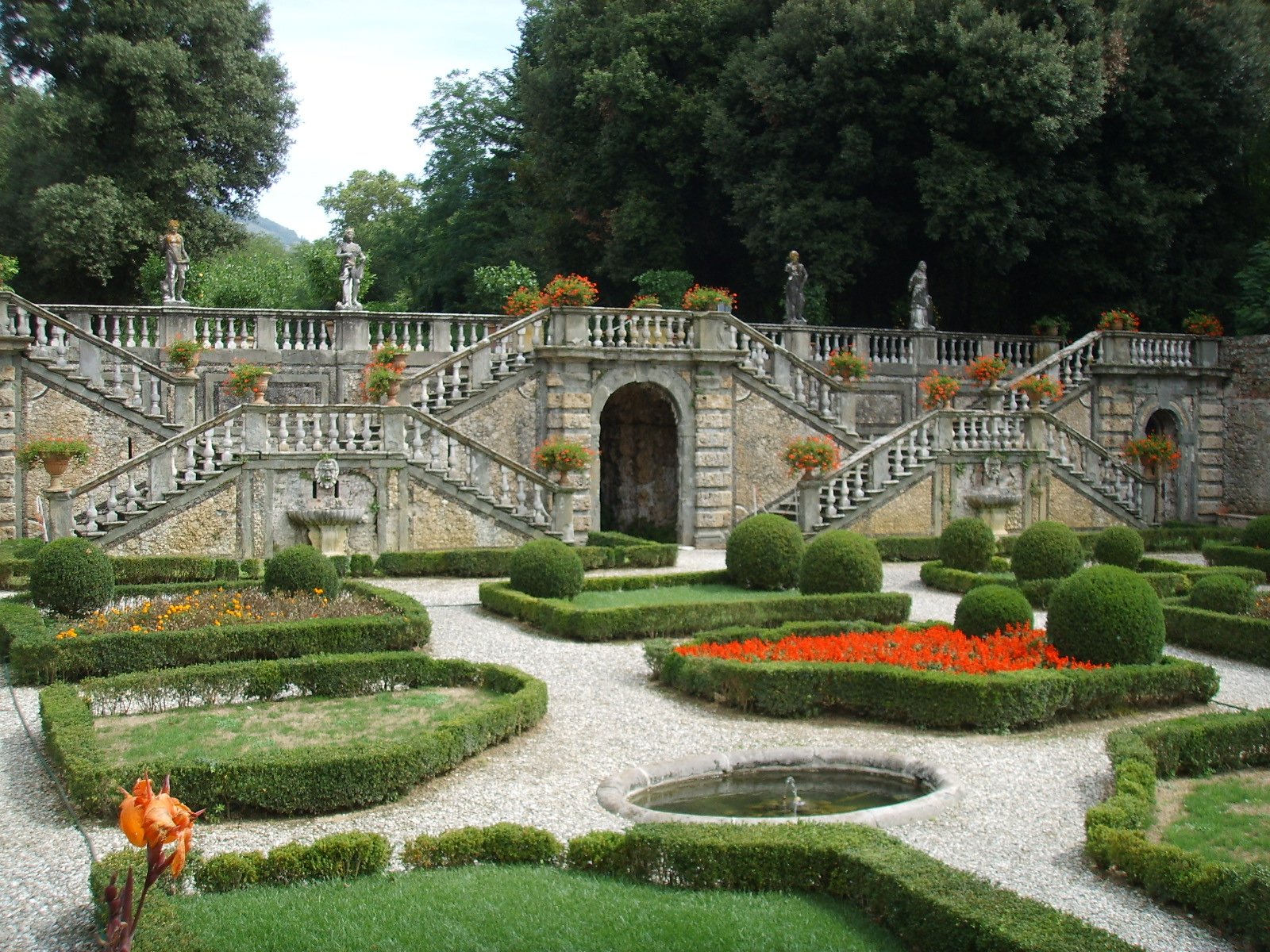
Vila Garzoni (Collodi): en aquesta localitat igualment propera a Lucca es va construir entre 1633 i 1692 aquest jardí, concebut pel mateix propietari, el marquès Romano Garzoni. És un dels pocs jardins barrocs italians que s'ha conservat en la seva integritat. El jardí es troba en un vessant escarpada, al voltant d'un eix central compost d'una escala simètrica de doble tram. En la part inferior se situa una era vorejada de tanques de boix i poblada d'acolorides plantes (espígol, romaní, bruc, clavell), al costat de dos safaretjos de forma orbicular, una d'elles coberta de nenúfars. Ascendint per l'escala es troba a mig camí la Gruta de Neptú, d'estructura conquiforme, al costat de nombroses fonts de petita grandària; d'aquí parteixen dues avingudes, una poblada de palmeres i una altra jalonada d'escultures. Finalment, en la part superior es troba la Piscina de la Fama, un estany voltat per una arcada i poblat de nenúfars, coronat per l'estàtua de la Fama.
- Jardí de la Isola Bella (Llac Maggiore): en aquest llac alpí es troben les illes Borromees, en la major de les quals, la Isola Bella, es va construir un castell amb jardins en 1630 per al comte Carlo II Borromeo, obra de Angelo Crivelli, al que va succeir Pietro Antonio Barca, que va treballar en la seva construcció fins al 1671.[60] El jardí es troba en el costat est, i ascendeix en forma escalonada al llarg de deu terrasses, amb un traçat piramidal. Cada terrassa estava poblada de tanques baixes i llimoners, al costat d'arbres silvestres i altres podats en topiària, zones de gespa, safaretjos i parterres. Els murs es jalonen de tests i estàtues, i en la part superior es troba una gruta de tres pisos, coronada per un unicorn, el lema heràldic dels Borromeu. Els jardins van sofrir nombroses modificacions, i en l'actualitat poc queda de l'inicial jardí barroc.[61]
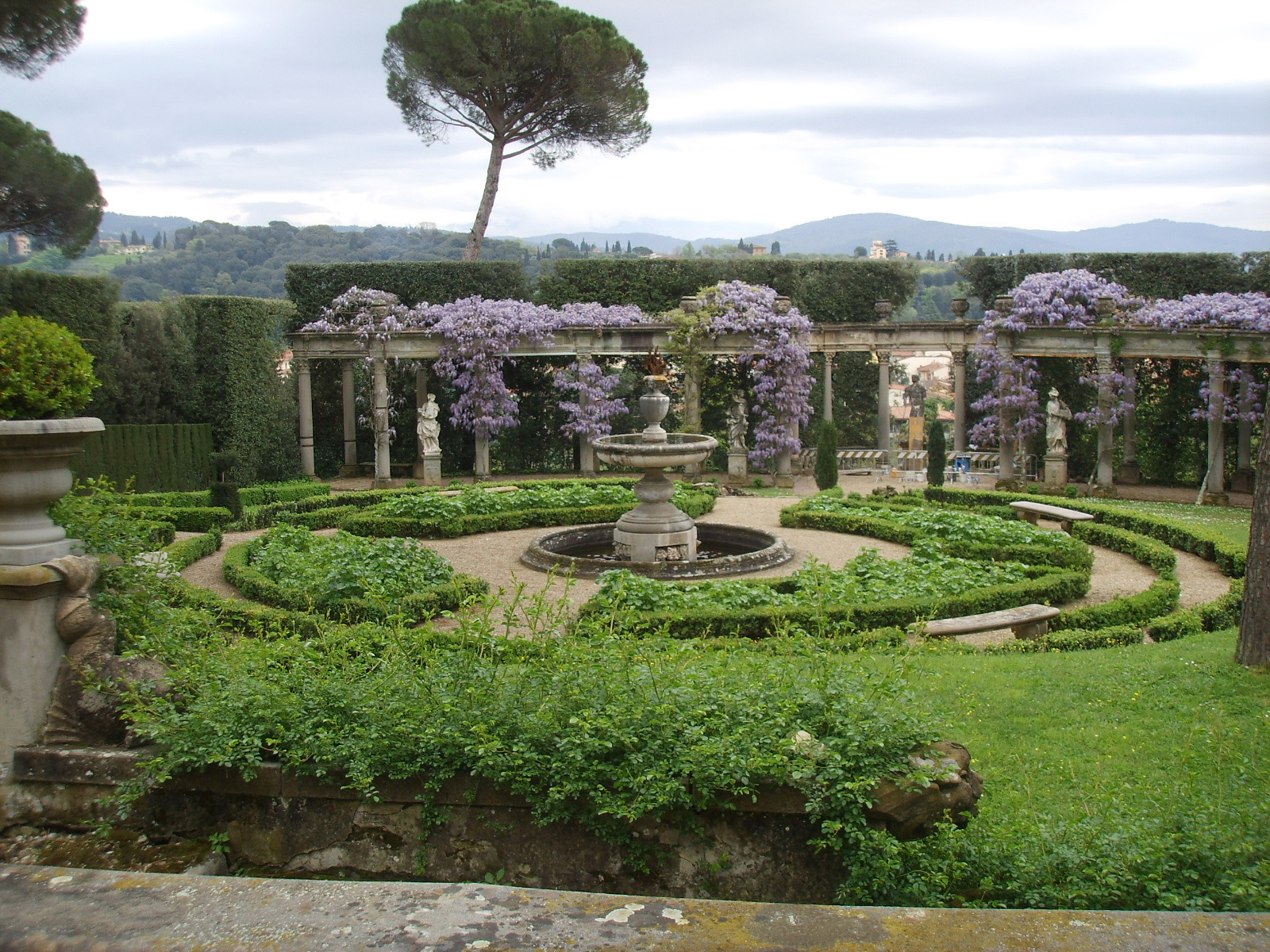
Vila Pisani (Stra): en aquesta localitat vèneta es va construir un gran palau amb motiu de l'entronització del dux Alvise Pisani el 1730. L'edifici, d'estil pal·ladià, va ser obra de Gerolamo Frigimelica, la façana de la qual es realça amb un gran canal rivetat d'escultures, que desemboca en un safareig ovalat. Al voltant d'aquest eix s'estructura el jardí, de clara influència francesa, amb parterres brodats i zones de boscanys, així com un laberint, un mirador i diversos pavellons. A la mort de Frigimelica el 1732 es va fer càrrec dels treballs Francesco Maria Preti, que va finalitzar les obres el 1740. Al segle xix es va efectuar una remodelació del jardí, que va suposar la pèrdua dels parterres.
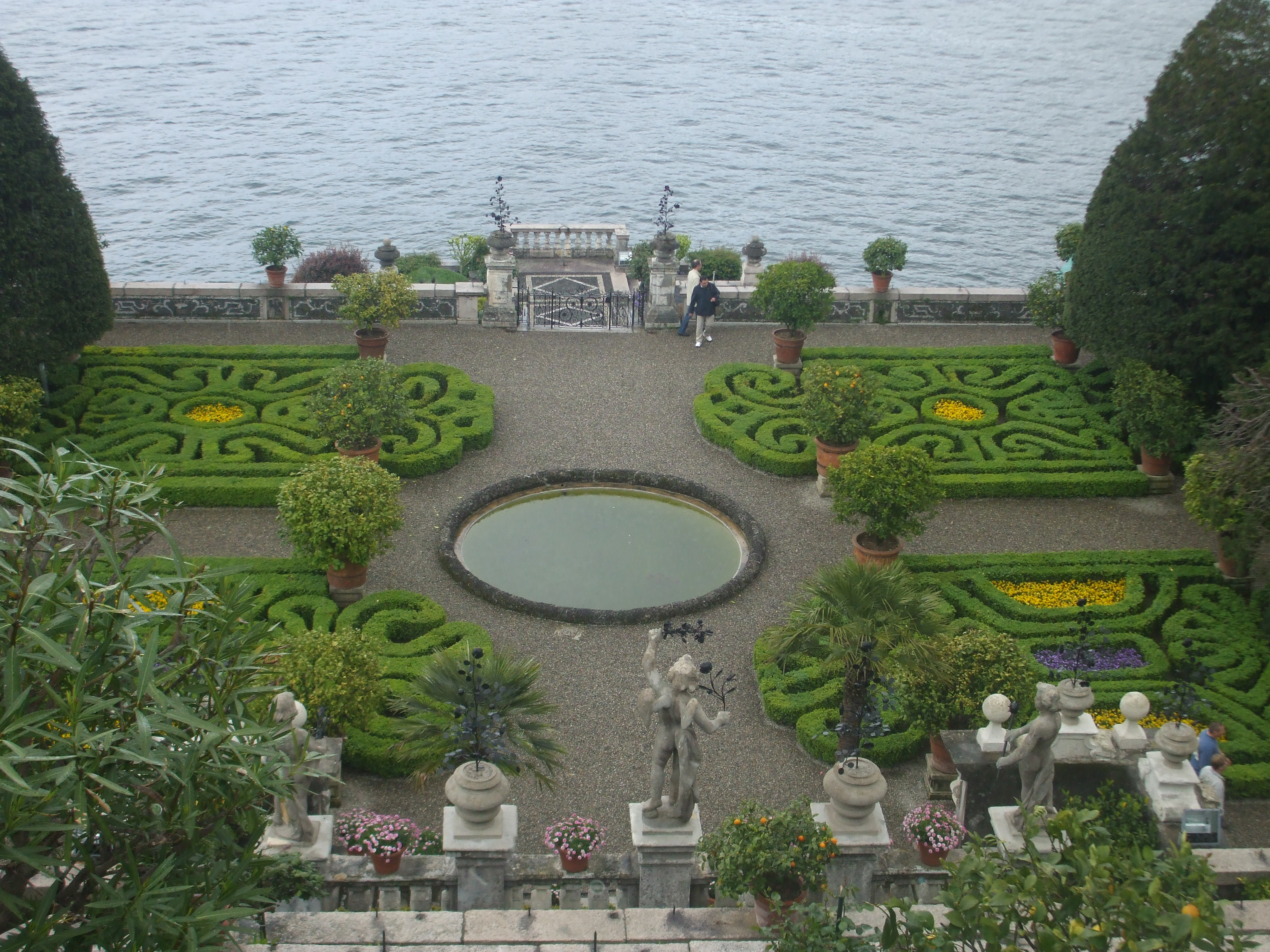
Jardí de la Isola Bella, Llac Maggiore.
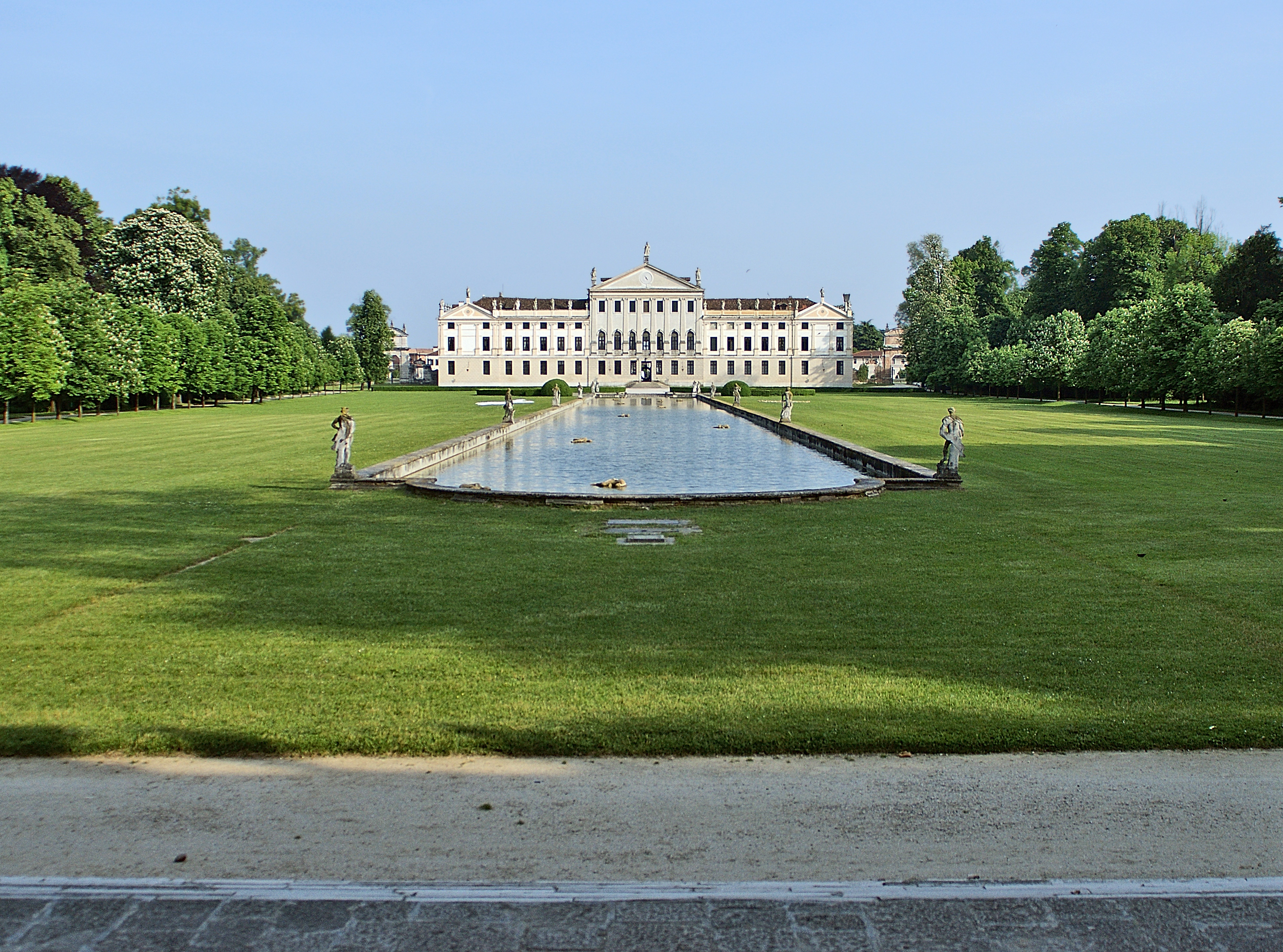
Palau Reial de Caserta: el 1752 es van iniciar les obres d'un gran palau per a la monarquia de les Dues Sicílies, per iniciativa del rei Carles VIII (futur Carles III d'Espanya). El projecte va ser encarregat a Luigi Vanvitelli, que es va inspirar en els típics palaus italians però en dimensions molt més grandioses. El jardí supera en grandària al de Versalles, i per proveir-se d'aigua va haver de construir un aqüeducte de 41 km de llarg, el Acquedotto Carolino. Enfront del palau es van instal·lar zones de gespa —el projecte de Vanvitelli incloïa uns parterres inspirats al parc de La Granja de Sant Ildefons, però finalment no es van realitzar—, flanquejades de boscanys de roures i alzines. El punt neuràlgic del jardí és un gran canal d'aigua anomenat el Canalone, que transcorre en diversos trams de fonts, safaretjos i cascades, jalonat d'escultures que constitueixen un elaborat programa iconogràfic, amb fonts dedicades als Dofins, Èol, Ceres Trinacria, Venus i Apol·lo, i el gran grup de Diana i Acteó. Poc després de la mort de Vanvitelli en 1773 els posteriors treballs de jardineria es van efectuar conforme al nou estil de jardí anglès.[63]  - Vila Torrigiani.
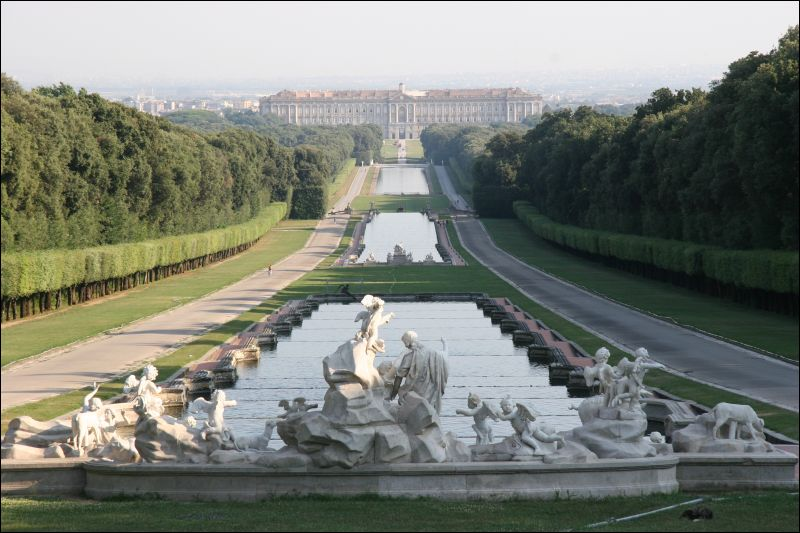
Palacio Real de Caserta.
  - Vila La Pietra.
  - Jardí de la Isola Bella, Llac Maggiore.
  - Vila Pisani.
  - Palacio Real de Caserta.

### Espanya

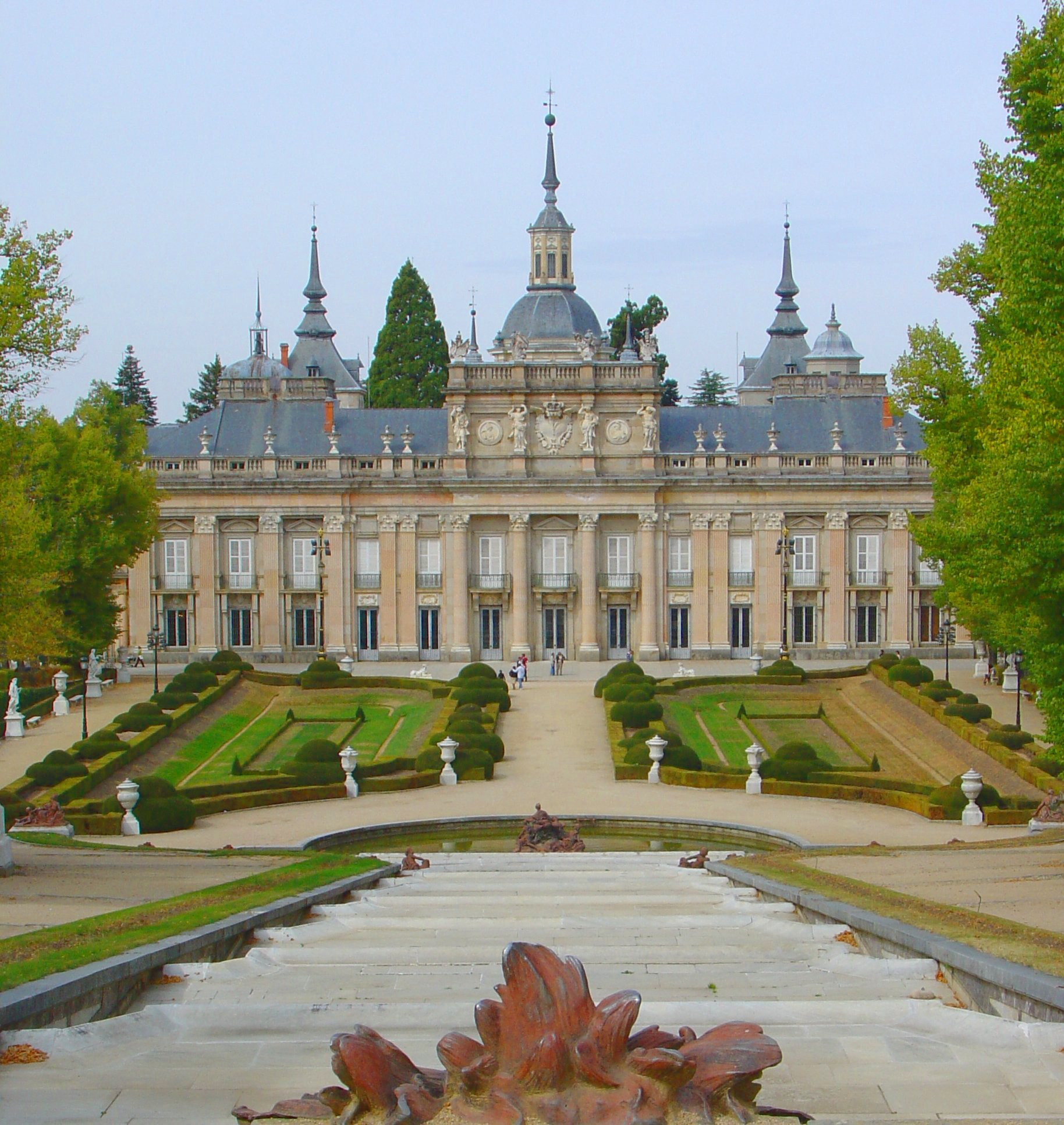
Palau Reial de la Granja de Sant Ildefons, façana del palau des dels jardins.

A Espanya les aportacions del Renaixement i del primer Barroc van arribar tardanament, i al segle xvii no hi ha exemples clars de jardí barroc, excepte petites manifestacions que s'entremesclaven amb altres estils, especialment els vestigis de jardí islàmic que pervivien de l'ocupació musulmana de la península en l'Edat Mitjana. Un clar exemple seria el jardí de l'Alcàsser de Sevilla, que aglutina elements del jardí d'estil mudèjar inicial amb aportacions renaixentistes efectuades per Carles V a principis del segle xvi i una zona d'aspecte barroc en les terrasses properes a la galeria d'arcs. Cal assenyalar que a Espanya el sòl és en general més dur i sec que a Itàlia o França, i el sol és més intens, especialment a l'estiu, la qual cosa va comportar la creació de jardins de petita grandària i fitats en espais tancats, no integrats en el paisatge com en altres països. D'altra banda, a Espanya no existia com als països del seu entorn una classe mitjana o una petita noblesa de tall il·lustrat que afavorís el mecenatge de l'art o la difusió de l'arquitectura i la jardineria, i hi havia una gran diferència social entre el poble pla i l'aristocràcia i la jerarquia eclesiàstica, que copaven el poder. Així mateix, la dinastia regnant, els Àustries, no van afavorir especialment l'art de la jardineria. Un dels pocs exemples van ser els Jardins del Retiro de Madrid, una iniciativa de Felip IV que va confiar al comte-duc d'Olivares, qui va encarregar el projecte a l'italià Cosimo Lotti. Les obres es van iniciar en 1628, a l'estil del jardí renaixentista italià, però a la mort del rei en 1665 es va abandonar el projecte. El 1714 es va reprendre l'enjardinament del Retiro, a càrrec del francès Robert de Cotte, però el seu ambiciós projecte va ser rebutjat pel seu elevat cost, i solament es va efectuar un parterre de broderie en una petita zona del parc coneguda com a Jardí de França o del Parterre. La resta del parc es va realitzar al segle xix.

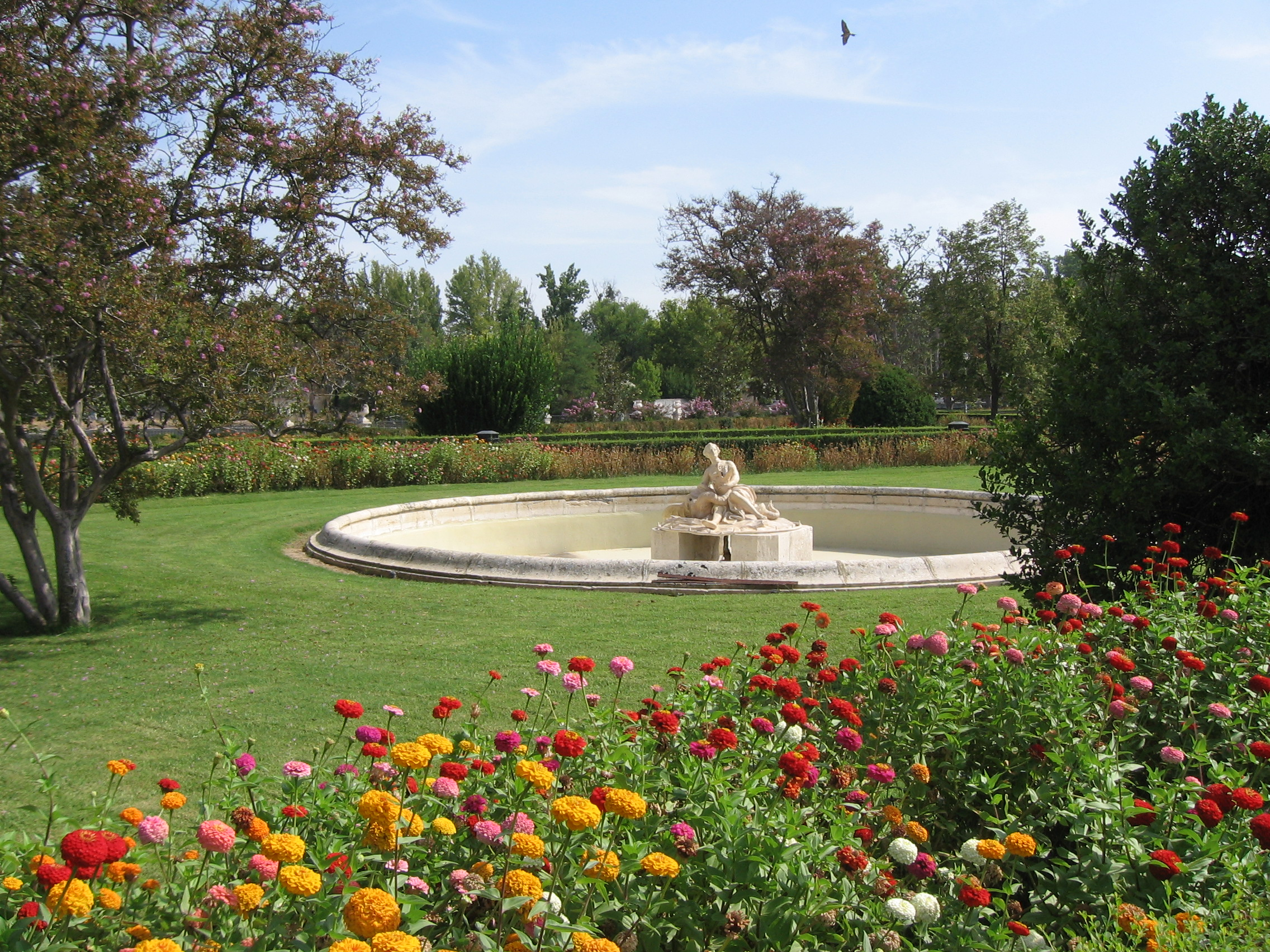
Jardins d'Aranjuez.

Al segle xviii la jardineria va rebre un nou impuls amb l'arribada dels Borbó, l'origen francès dels quals va afavorir l'arribada de jardiners d'aquest país. Felip V i els seus successors van voler emular els grans palaus enjardinats del país veí, la qual cosa es va efectuar principalment en dos conjunts palatins: Aranjuez i La Granja. A Aranjuez, situat a 65 km de Madrid, existia una residència d'estiu per a la família reial, construïda al segle xvi en un antic vedat de caça. Entre els segles xvi i xvii es va confeccionar un jardí d'estil italià en una illa artificial del riu Tajo (Jardí de l'Illa), poblat de boscanys i nombroses fonts d'aigua, entre les quals destacava la Font dels Tritons. A l'arribada al poder de Felip V es va iniciar un ambiciós projecte de reforma tant dels jardins com del palau, construït en estil neoclàssic per Santiago Bonavía i Francesco Sabatini entre 1748 i 1771. El jardí es va transformar en un jardí barroc francès (Jardí del Parterre), amb disseny del jardiner francès Étienne Boutelou, compost de diverses zones de parterre disposades de forma simètrica i jalonades d'estanys i fonts (d'Hèrcules i Anteo, de Ceres i de les Nereidas), així com nombroses escultures. Es van plantar oms per primera vegada a Espanya, així com tanques de carpes. Els camins es van cobrir amb treillages, unes arcades amb enreixats de fusta que proporcionaven ombra. A partir del 1763, sota regnat de Carles III, les següents actuacions es van efectuar en estil anglès (Jardí del Príncep i d'Isabel II).

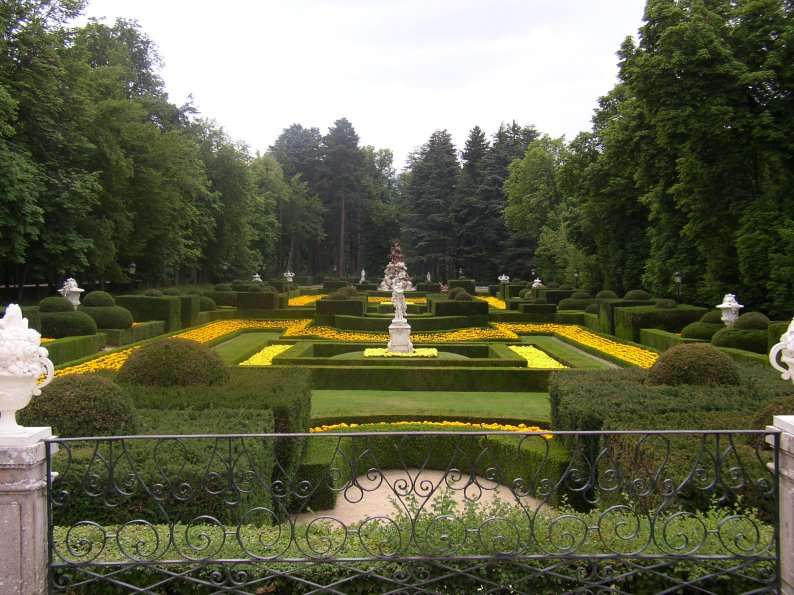
Vista dels jardins del Palau Reial de la Granja de Sant Ildefons.

El Palau Reial de la Granja de Sant Ildefons (Segòvia) va ser construït entre 1721 i 1736 seguint un traçat dissenyat per Teodoro Ardemans, encara que la façana va ser elaborada per Filippo Juvara i Giovanni Battista Sacchetti. Tant el palau com el jardí, dissenyat per René Carlier —a la mort del qual es va fer càrrec del projecte Étienne Boutelou—, es van inspirar en Versalles, per la qual cosa se'l coneix com el «Versalles espanyol». La decoració escultòrica va ser obra de René Frémin i Jean Thierry. Des de la façana del palau parteix un eix central flanquejat de dos eres rectangulars, que condueix a un estany decorat amb un grup escultòric dedicat a Anfitrite, després del qual se situa una cascada, coronada per un pavelló octogonal amb una font dedicada a les Gràcies. A l'est del palau es va instal·lar un parterre al que s'accedeix a través d'unes escales en rampa, decorat amb escultures que al·ludeixen al mite de Andròmeda, mentre que en un lateral es troba un boscany amb un laberint. Des del pati d'honor del palau, anomenat de la Ferradura, parteix una avinguda que condueix a un altre parterre amb fonts, en el centre de les quals una roca artificial prefigura la muntanya Parnàs, coronat per la figura al·legòrica de la Fama muntada a lloms de Pegàs, de la qual sorgeix un sortidor d'aigua que és considerat el més alt d'Europa. El conjunt es completa amb diverses fonts, dedicades a Saturn, Minerva, Hèrcules, Ceres, Neptú, Mart, Cibeles i la Victòria.
Un altre projecte real que finalment no va ser realitzat en l'època va ser el enjardinament del Palau Reial de Madrid, a la zona coneguda com a Camp del Moro. Per a aquesta zona, situada entre el riu Manzanares i el Real Alcàsser de Madrid, es van fer successius projectes que no van arribar a executar-se, des d'un primer jardí renaixentista concebut per Patricio Caxesi en 1567, passant per un mur de tancament que va iniciar Juan Gómez de Mora en 1626, fins a diversos projectes barrocs: el primer va ser de Teodoro Ardemans, qui en 1705 va proposar un jardí de planta cruciforme compost per parterres; el segon es va dissenyar després de l'incendi de l'Alcàsser en 1734 i la creació d'un nou Palau Reial, obra de Giovanni Battista Sacchetti, qui també va elaborar els plànols del jardí, que no van ser del grat del rei; en 1746 es va demanar un nou disseny al jardiner major de Versalles, Louis Le Normand, que va enviar algunes plantes des de França, però el projecte de les quals tampoc va prosperar; l'últim va ser de Francesco Sabatini, del que solament es va realitzar l'ordenació viària (passeig de la Verge del Port i porta i costa de Sant Vicent). Finalment va ser al segle xix quan es va elaborar el projecte definitiu, obra de Ramón Oliva, encara que ja en estil paisatgista.

Durant el segle xviii el jardí de La Granja va inspirar nombrosos projectes de enjardinament de finques de famílies nobles, que van conjuminar naturalesa i arquitectura en honor d'uns espais lúdics a l'aire lliure per a l'esplai i el descans. Van sorgir així els jardins creats per a l'infant Lluís de Borbó i Farnesio a Boadilla del Monte i al Palau de la Mosquera (Arenas de San Pedro), tots dos projectats per Ventura Rodríguez, o els efectuats per la Casa d'Osuna en Les Vistillas i la Alameda de Osuna (actual Parc de El Capricho). Altres exemples serien el jardí de la Cinquena del Duc de l'Arc, el del Palau dels ducs d'Alba a Piedrahíta, el del pairal gallec d'Oca, el del Retiro de Churriana, el del Real Sitio de la Florida i el del Parc del Laberint de Horta a Barcelona —més proper ja al neoclassicisme.

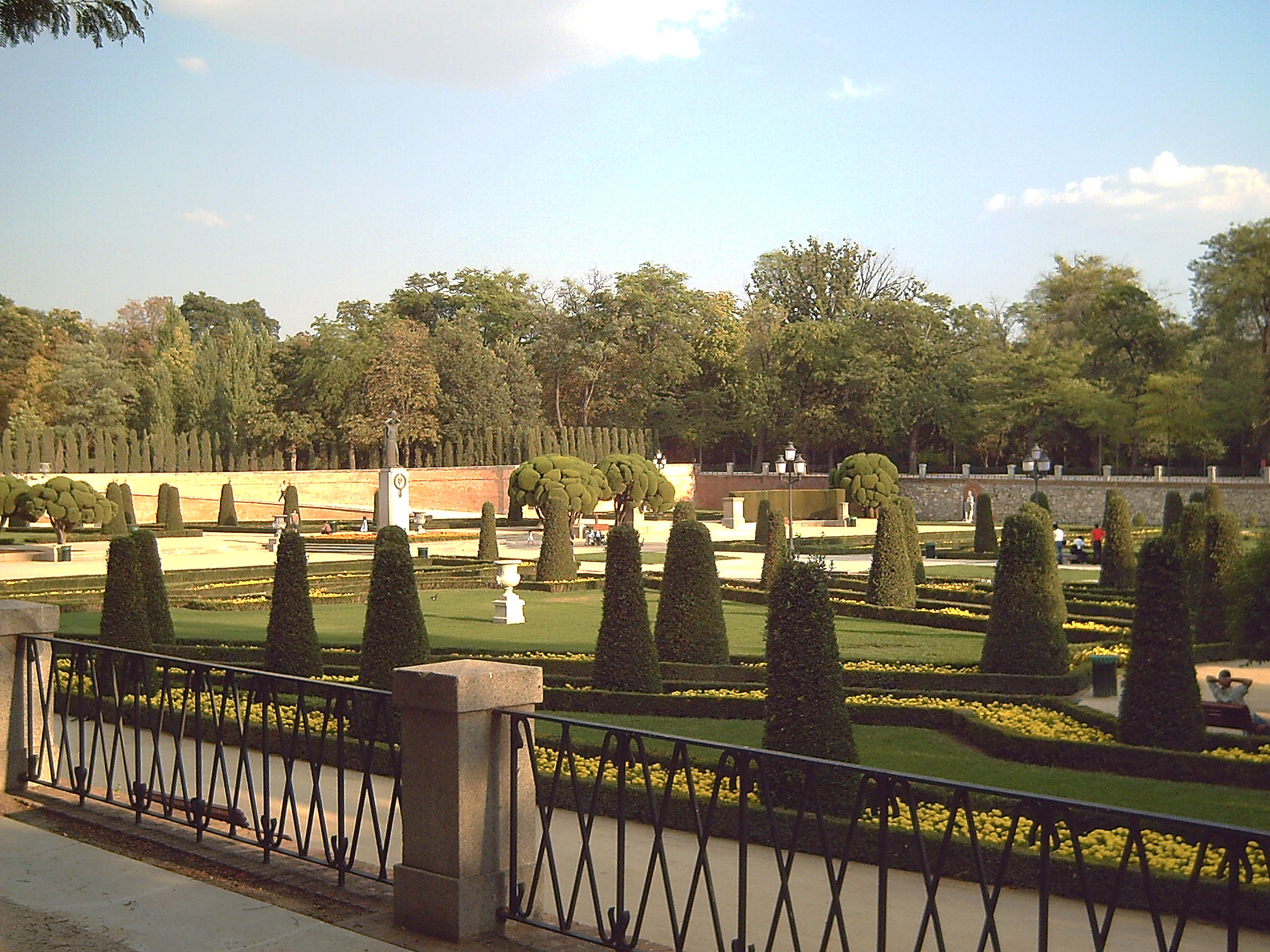
Parc del Bon Retir.
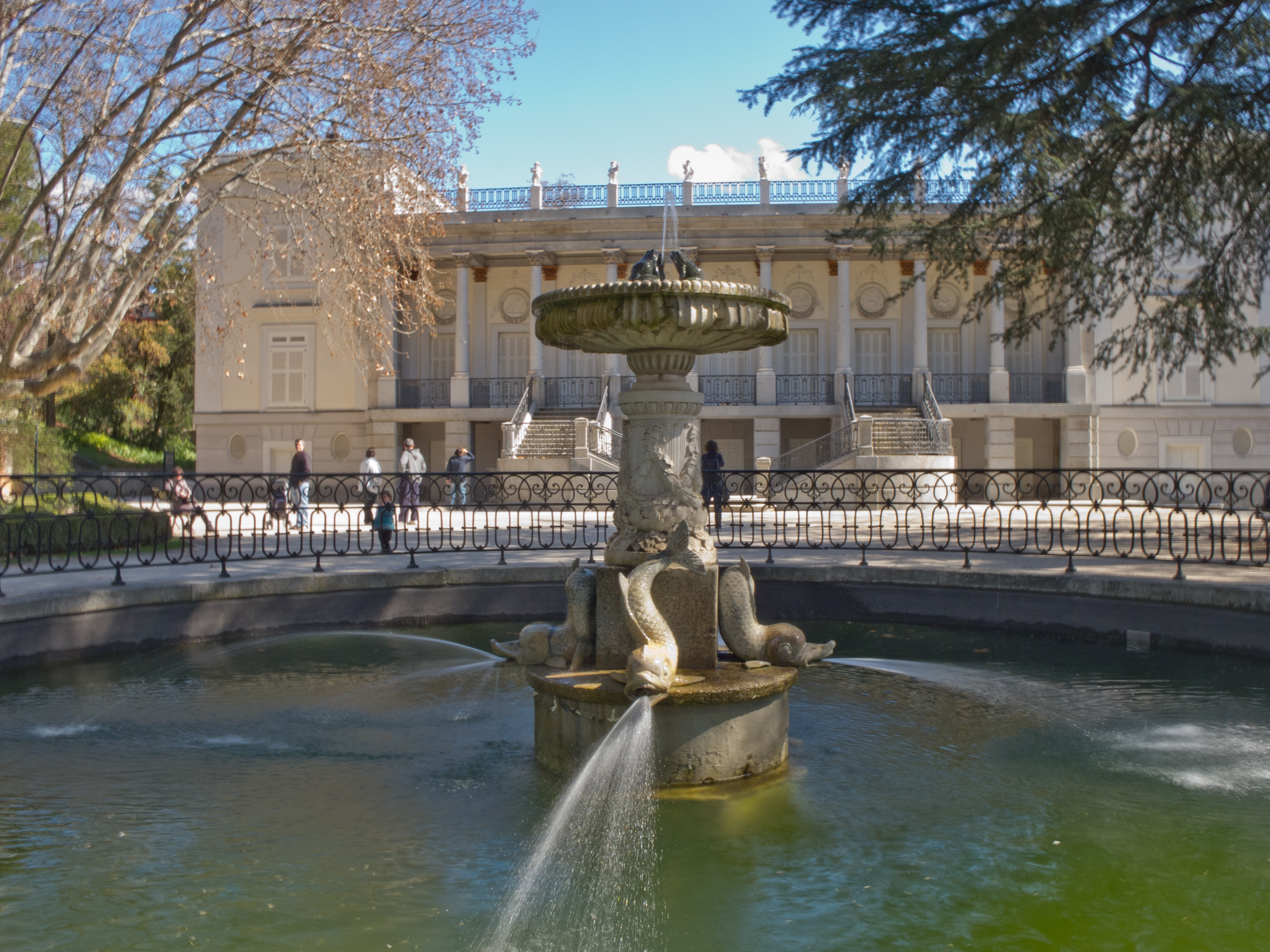
Parc del Capritx, Albereda d'Osuna.
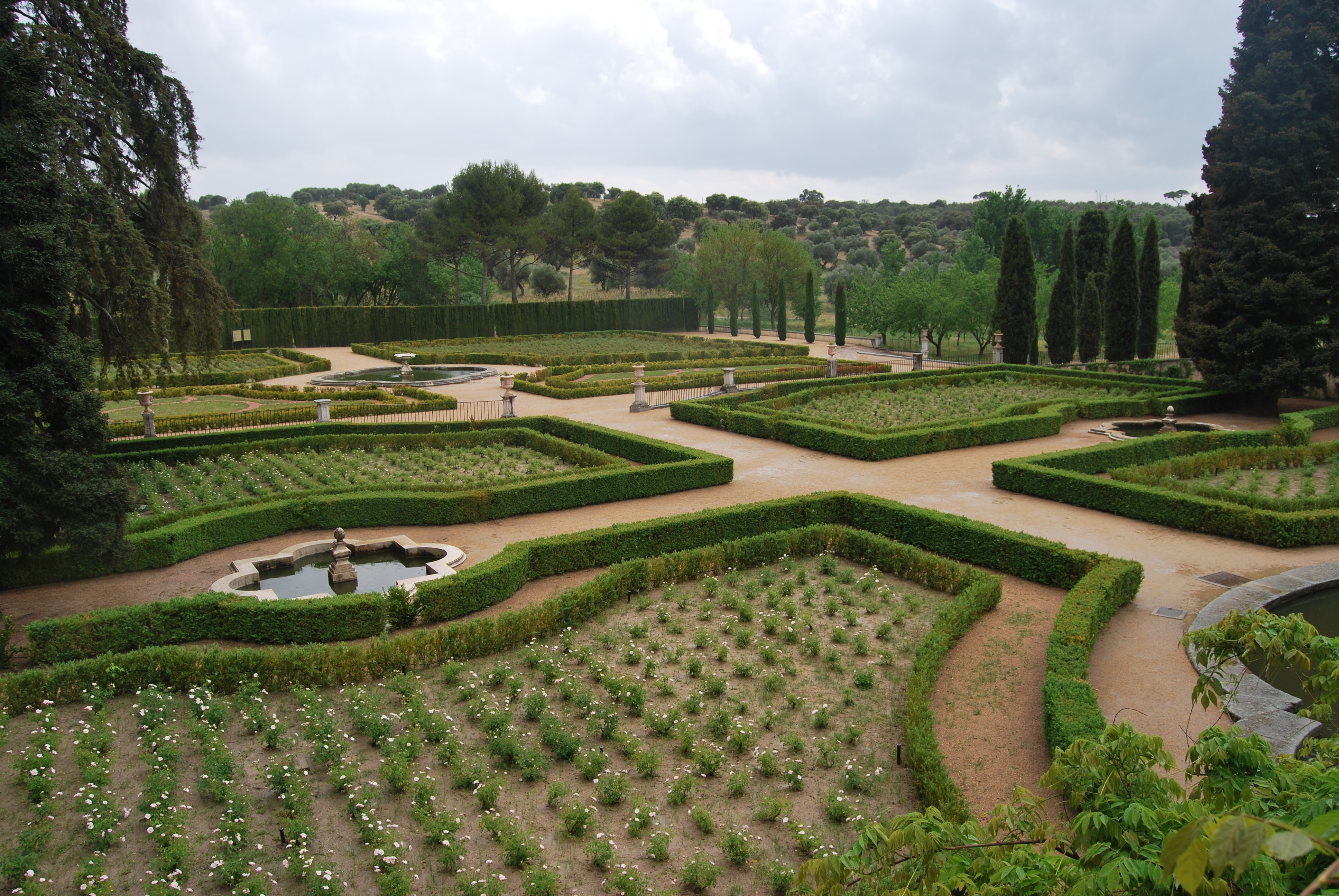
Quinta del Duc de l'Arc.
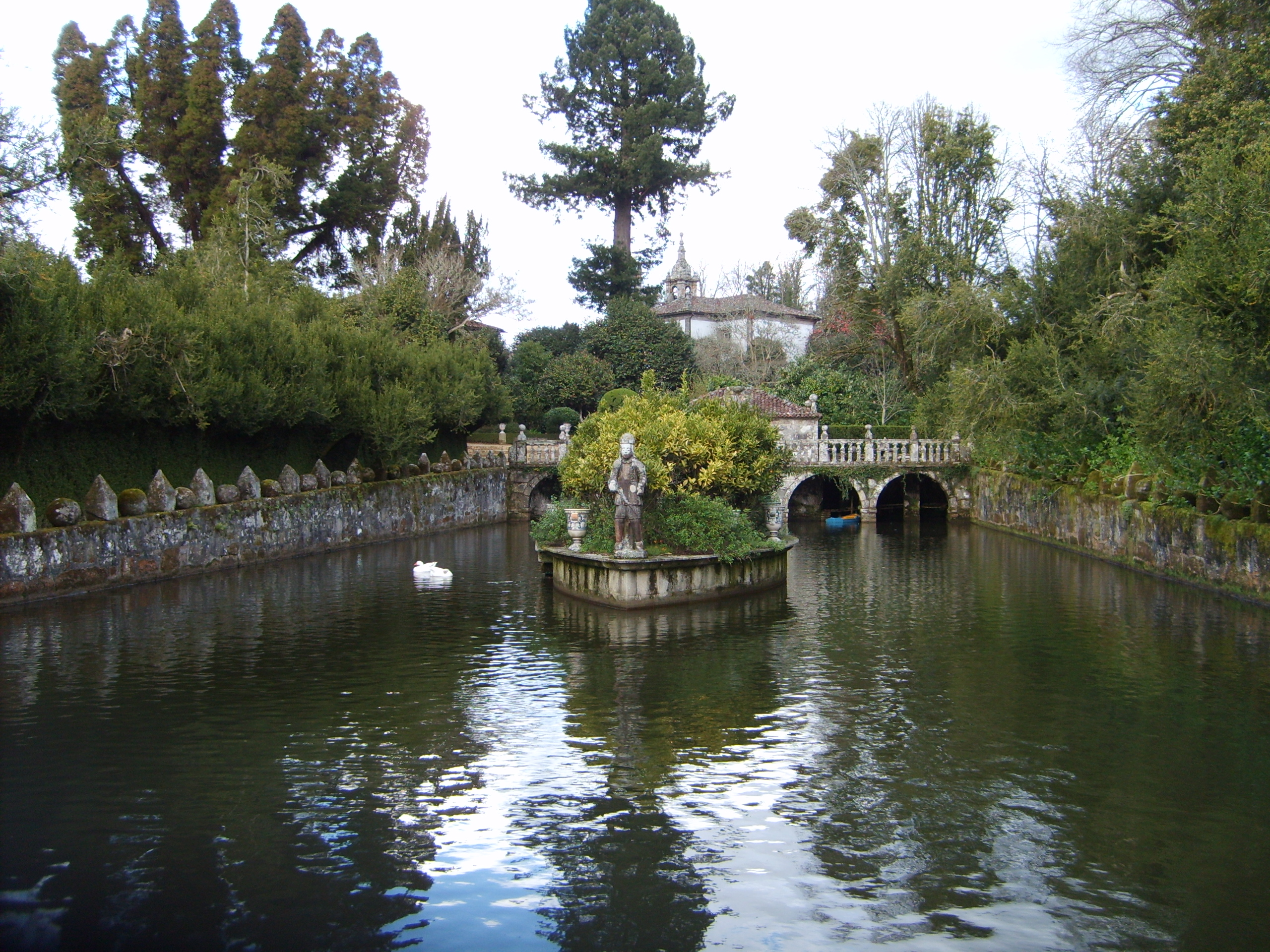
Pazo d'Oca.
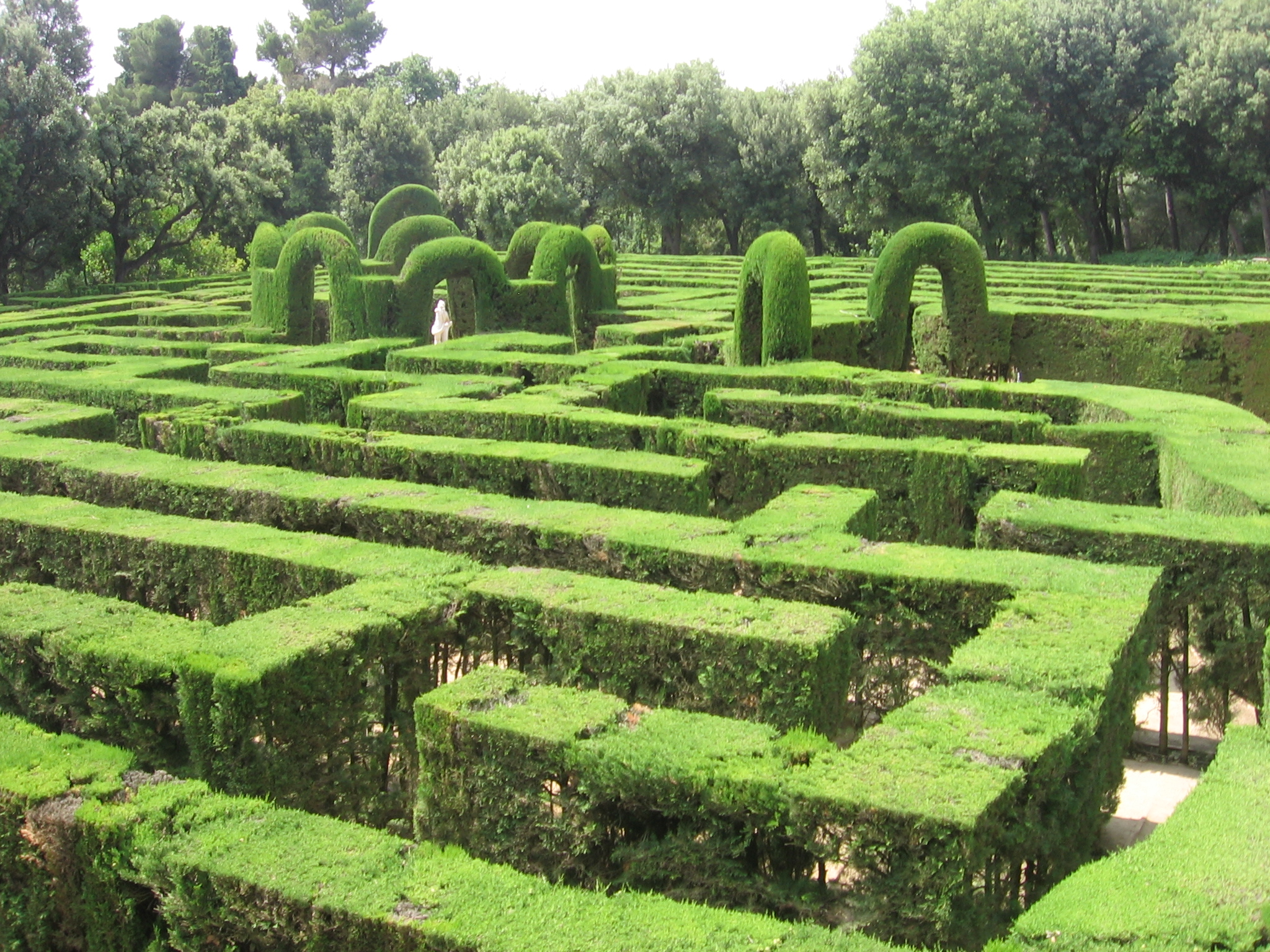
Parc del Laberint de Horta.

### Portugal

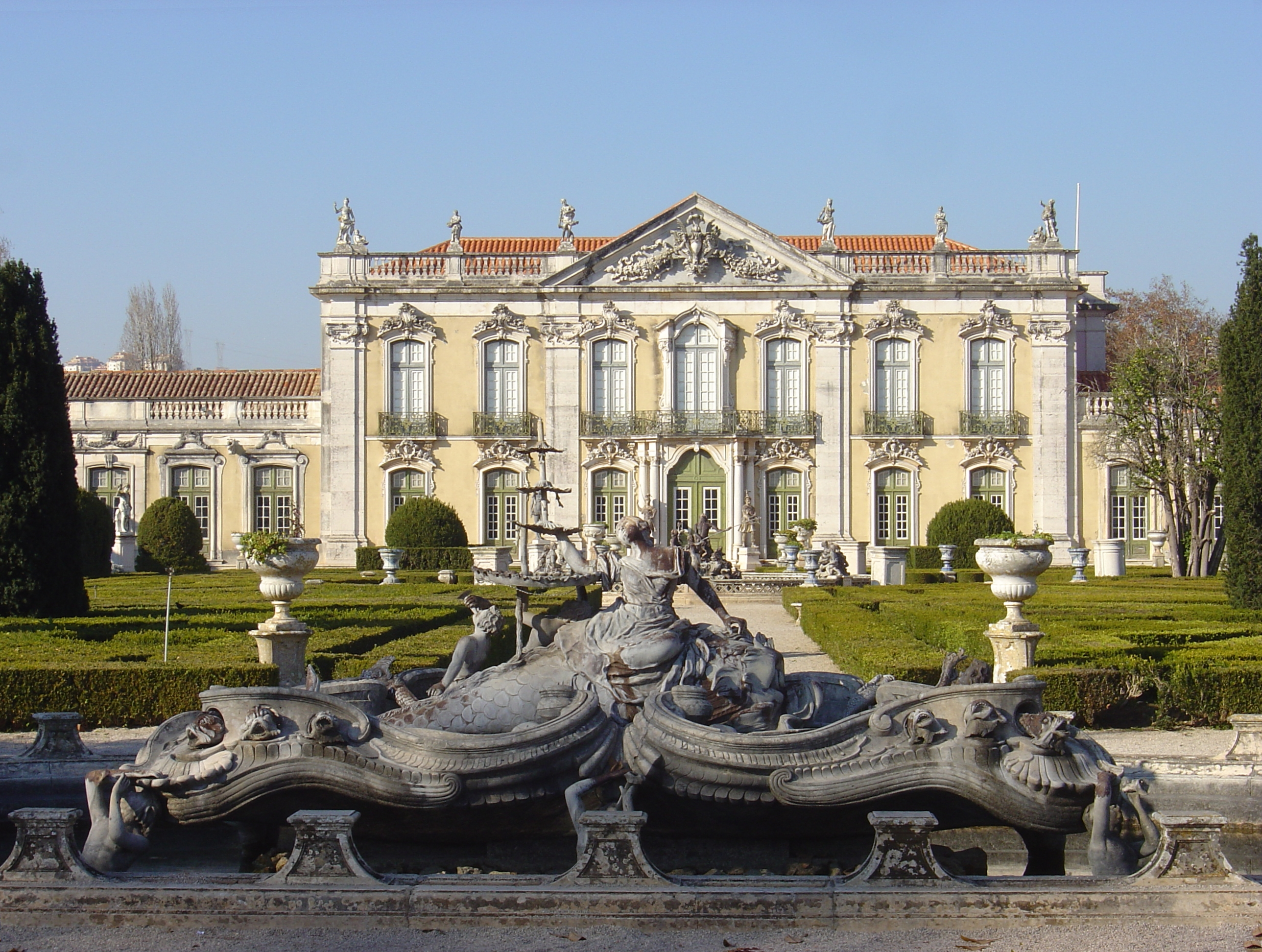
Palau Nacional de Queluz.

A Portugal les arts es van revitalitzar especialment després de la independència d'Espanya el 1640, que va donar inici a una època de gran prosperitat. La jardineria va aglutinar diverses influències, des de la islàmica fins a la italiana i francesa, encara que va desenvolupar diversos segells característics propis: la utilització de taulells per a la decoració de murs i paviments; la configuració dels estanys disposats en terrasses; i un peculiar estil en el disseny de parterres de boix.
Els jardins es van prodigar especialment en les residències senyorials, entre les quals destaca el Palau dels marquesos de Fronteira a Benfica, construït en 1669 per João de Mascarenhas, marquès de Fronteira. El jardí va ser configurat en forma de parterre de broderie, on destaquen les tanques de boix tallats en diferents altures i formes, amb diverses fonts i jalonat d'estàtues. En un dels límits del jardí, al costat d'un gran estany, es troba un mur de cinc metres d'altura, amb una arcada de quinze arcs de mig punt, dotze d'ells cecs i recoberts de taulells amb representacions eqüestres d'influència velazquiana, i tres que donen accés a sengles grutes. A la part superior d'aquest mur es troba la denominada Galeria Reial, formada per un passeig amb balustrada i el mur decorat amb una sèrie de fornícules amb busts; al centre hi ha un pòrtic rectangular amb un frontó partit de volutes, i en els laterals se situen dos pavellons, tots ells recoberts de taulells.
En 1722 es va iniciar la construcció del Santuari del Bon Jesús de la Muntanya a Braga, per iniciativa de l'arquebisbe Rodrigo de Moura Telles, un conjunt arquitectònic que destaca per les seves monumentals escales, que salven un desnivell de 116 metres, i que inclou un jardí clasificable dins de la tipologia de jardí sagrat, integrat en el concepte de Sacre Munti o peregrinació al Gòlgota, el pujol en la qual va anar crucificat Jesús. La part inferior presenta una escala que ascendeix dins d'una zona boscosa jalonada d'ermites i fonts dedicades als planetes; a continuació ve l'escala dels Cinc Sentits, que simbolitza alhora els pecats i la humanitat de Crist; finalment, en la part superior de troba l'església amb diverses capelles dedicades a la Passió. El jardí es completa amb un llac i grutes artificials.
Un altre exemple és la Casa de Mateus a Vila Real, un conjunt residencial construït en 1743 per l'arquitecte italià Niccolò Nasoni en un estil tardobarroco que deixava entreveure l'incipient neoclassicisme. El jardí està estructurat en terrasses, amb parterres de formes circulars, quadrades o pentagonals, formats per tanques de boix i eres de flors situats en un sòl de còdols de marbre blanc. A la part inferior del jardí se situa una galeria de xiprers podats en forma de volta de canó, flanquejada de dos petits jardins, un de parterres de broderie delimitats per una tanca i un jardí d'aigua amb un arce japonès.
Un projecte més ambiciós va ser el del Palau Nacional de Queluz: en aquesta localitat propera a Lisboa es trobava un pavelló de caça pertanyent al marquès de Castelo Rodrigo, que va ser confiscat pel rei Joan IV el 1654 per convertir-ho en residència dels infants. Posteriorment, el 1747, Pere III va dur a terme una ambiciosa remodelació, que va encarregar a l'arquitecte Mateus Vicente d'Oliveira, mentre que el jardí va ser dissenyat pel francès Jean-Baptiste Robillion, que es va inspirar en el jardí de Marly. Des de la façana del palau es troben diverses zones de parterre, disposades al voltant de dos grans estanys decorats amb grups escultòrics al·lusius als mites de Tetis i Posidó; també es troba un gran canal flanquejat per murs decorats amb taulells, i pertot arreu se succeeixen les fonts, cascades i sortidors, així com els busts i escultures, que creen un ambient de gran harmonia i elegància.

### Alemanya

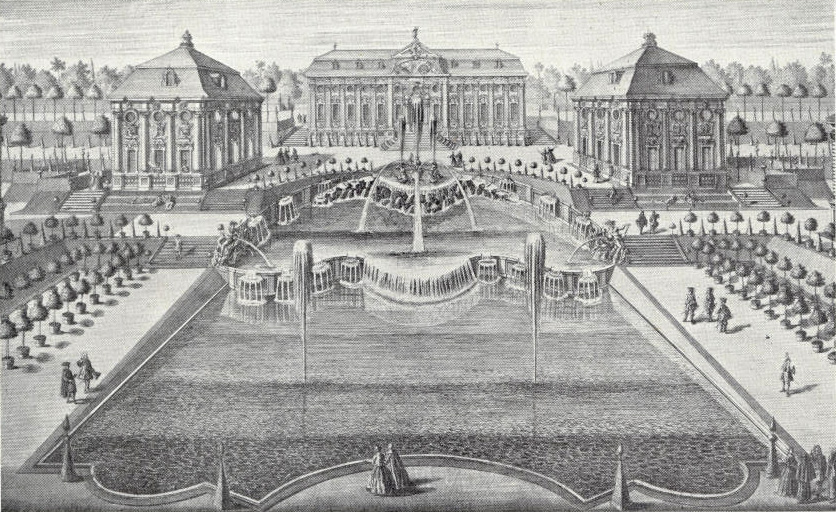
Palau de la Favorita, Magúncia.

El territori de l'actual Alemanya estava en aquella època fragmentat en diversos estats —el més preponderant dels quals era Prússia—, que amb la seva multiplicitat de centres cortesans va propiciar el desenvolupament de nombrosos projectes tant arquitectònics com a paisatgístics. La Guerra dels Trenta Anys (1618-1648) va suposar una època de penúria social i econòmica, però la posterior època de prosperitat es va traduir en nombrosos projectes constructius. La jardineria va rebre la influència francesa, encara que es van tenir en compte models renaixentistes com el Jardí de tarongers amargs de Leonberg o el Hortus Palatinus de Heidelberg, així com els tractats teòrics de Joseph Furttenbach, arquitecte municipal de Ulm, que en obres com Architectura civilis (1628) va establir uns paràmetres de plantació de les eres que van marcar per bastant temps la jardineria en tota l'Alemanya meridional.
Alguns dels primers projectes de rellevància van ser deguts a l'arquebisbe-elector de Magúncia, Lothar Franz von Schönborn, que després d'un llarg viatge per Europa va plasmar la seva visió del jardí barroc en dues finques pertanyents a la seva família: el Castell de Gaibach, prop de Würzburg (1677), i el Palau de Weißenstein, a Pommersfelden (1715-1723). En el primer va projectar un jardí allargat i planificat des d'un eix central flanquejat de parterres brodats, al costat d'un dels quals va situar un estany ovalat, envoltat d'eres de flors i amb una font al centre, de les escultures del qual sorgien dolls d'aigua. El segon va ser planificat per Maximilian von Welsch, que va dissenyar un jardí estructurat al voltant d'una plaça circular amb un estany i flanquejada de castanyers, al voltant de la qual es trobaven zones de parterre i diversos horts, un d'ells una orangerie. Aquest jardí va ser posteriorment reconvertit a l'estil anglès. Un altre projecte de l'arquebisbe va ser el Palau de la Favorita, a Magúncia, construït per Maximilian von Welsch en 1704 a imitació del Palau de Marly, però amb sis pavellons en comptes de dotze; va ser destruït el 1793 per tropes franceses.

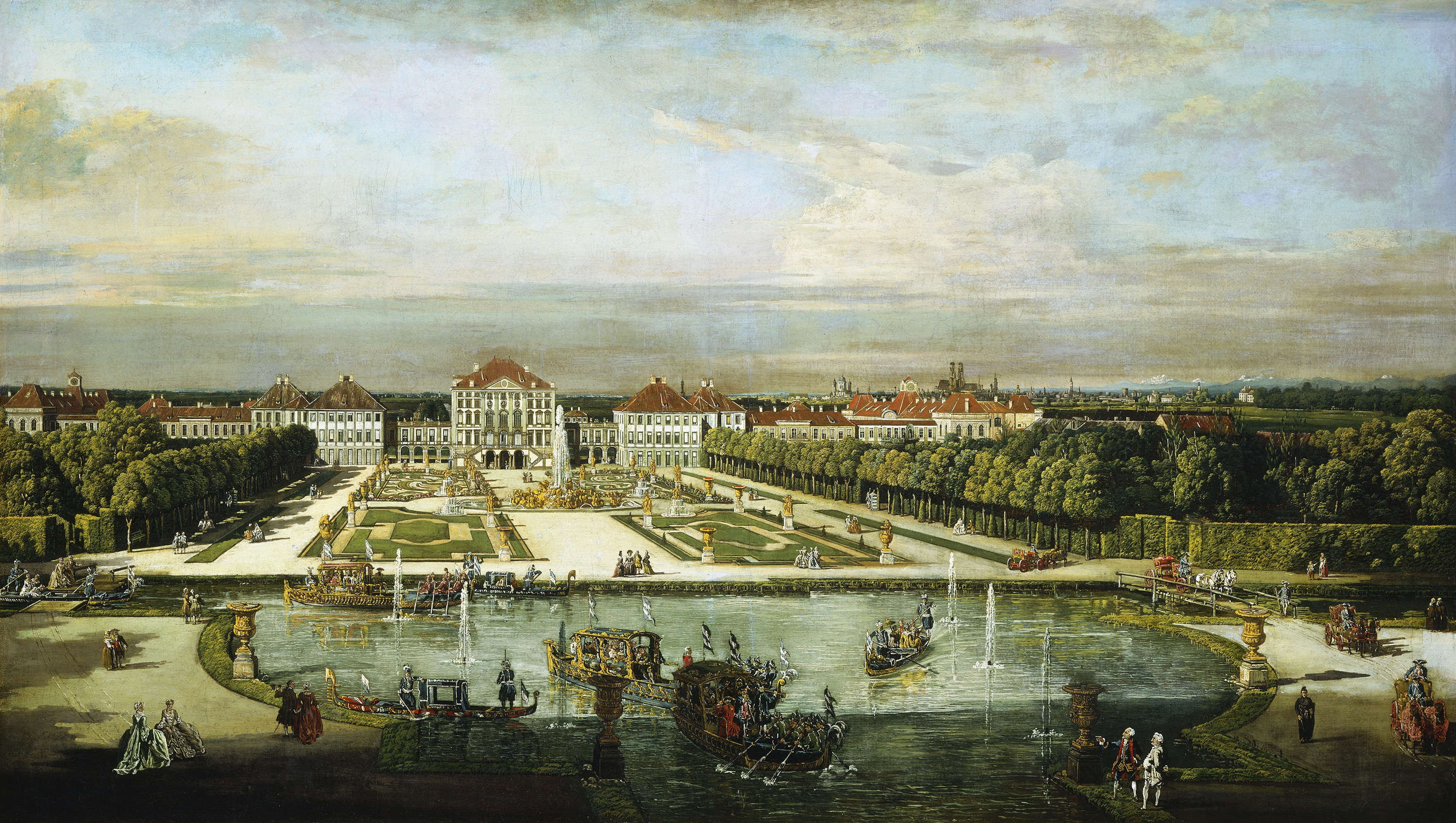
El Palau de Nymphenburg al voltant del 1760, pintura de Bernardo Bellotto.

Un altre projecte doble va ser el desenvolupat pel príncep elector Maximilià II Manuel de Baviera: els palaus de Schleißheim i Nymphenburg. Schleißheim, conegut com el «Versalles bavarès», va ser construït entre 1701 i 1704, amb un jardí dissenyat per l'italià Enrico Zucalli, que des de la façana del palau va establir una àmplia avinguda central amb un canal i zones de gespa i eres de flors, i flanquejada de boscanys. No obstant això, el parterre més proper al palau va ser obra del francès Dominique Girard, en el més pur estil de broderie francès. El Palau de Nymphenburg, prop de Múnic, va ser construït entre 1701 i 1715 sobre un anterior palauet conegut com a Castello delle Nymphe. El jardí va ser encarregat novament a Dominique Girard, que va elaborar un projecte inspirat en l'obra de Le Nôtre: enfront del palau s'obria una avinguda de parterres, que desembocava en un gran estany transitat per góndoles, i als costats de les quals se situaven zones de boscanys, que incloïen espais per jugar a pilota i a les bitlles. En el parterre principal es trobava una font amb un doll d'aigua de deu metres d'altura; dedicada a Flora, obra de l'escultor holandès Guillielmus de Grof. A partir d'aquí es desenvolupaven de forma axial zones de parterre i boscanys, canals d'aigua, fonts i cascades, pavellons i cases d'esbarjo, tot això decorat amb escultures, moltes de les quals van ser obra de Ignaz Günther. El parc va ser redissenyat al segle xix en estil anglès.
Un fill de l'elector Maximilià II de Baviera, l'arquebisbe-elector de Colònia Climent August, va ser el promotor d'altres dos conjunts de palau i jardí: el Castell de Augustusburg a Brühl (1727) i el Palau de Clemenswerth a Sögel (1736-1745). El primer va ser projectat novament per Dominique Girard, que va haver d'adaptar-se a un canal d'aigua i un parc zoològic existents prèviament, a partir dels quals va establir una sèrie de parterres i eres de flors envoltades de platabandes emmarcades per tanques de boix, sobre un sòl de graveta de color clar. Al voltant es troben zones de boscanys, jalonades de fonts i estanys. El segon consisteix en un pavelló de caça edificat per l'arquitecte Johann Conrad Schlaun, que es va inspirar en la pagoda del parc de Nymphenburg, així com en el palau de Marly. El palau principal es troba al centre d'un octàgon del que parteixen de forma radial vuit avingudes que desemboquen en sengles pavellons. A partir d'aquí s'estén el parc, amb àmplies superfícies de gespa i passejos vorejats d'arbres, en una estructura inusual per a l'època.

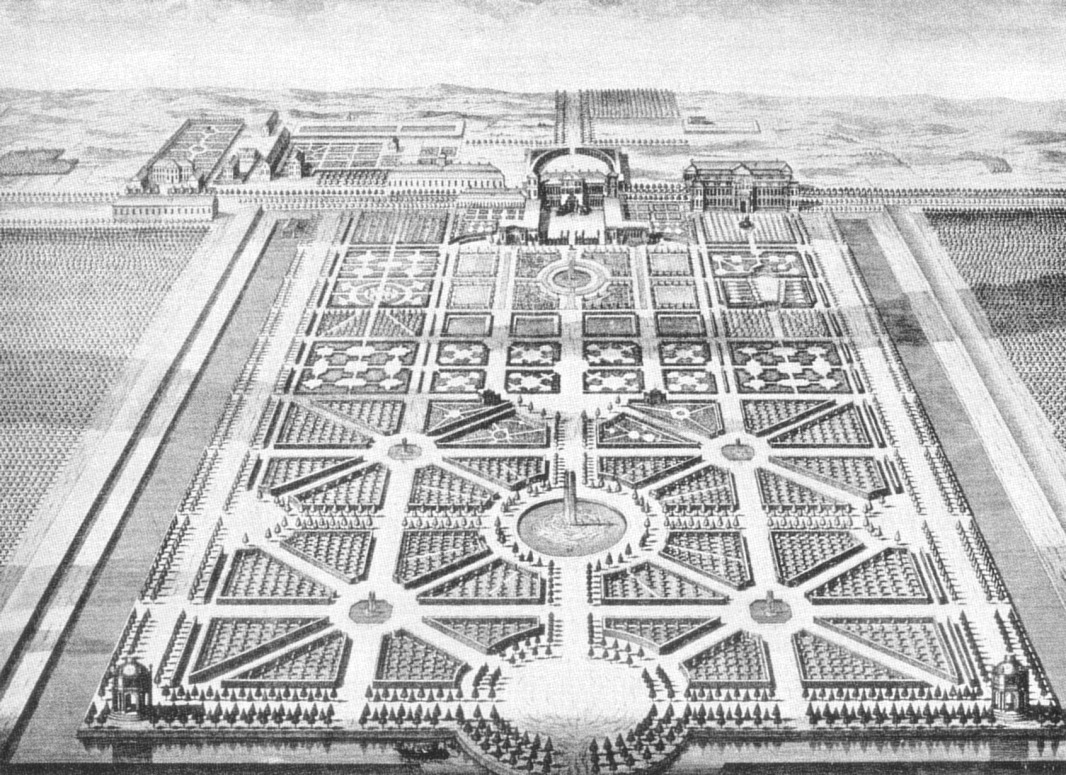
Vista aèria del Gran Jardí de Herrenhausen, dibuix de Joost van Sasse del 1720.

Una de les realitzacions més ambicioses de l'època va ser el Gran Jardí de Herrenhausen (1696-1714), a Hannover, iniciativa de la princesa Sofia de Wittelsbach, que va encarregar el projecte a l'arquitecte de jardins francès Martin Charbonnier. Des del palau parteix una avinguda central que finalitza en una gran plaça circular, als costats de la qual es disposen de forma simètrica zones de parterre delimitades per múltiples avingudes, tant paral·leles com a perpendiculars a l'eix del palau, al costat d'altres traçades en diagonal, amb diversos estanys en les interseccions. El jardí està delimitat per un canal d'aigua, i als costats del palau es troben diversos giardini segreti, així com un hort fruiter flanquejat de tanques de fajos.
A Dresden també es va desenvolupar un notable conjunt de jardins per iniciativa d'August el Fort, elector de Saxònia i rei de Polònia. Després d'un viatge a Itàlia i França va decidir construir un palau que superés als quals havia vist, el Zwinger, realitzat entre 1694 i 1728 sota la direcció arquitectònica de Matthäus Daniel Pöppelmann. Pel que sembla, el mateix August va dissenyar el traçat del jardí, pensat per donar cabuda a múltiples activitats lúdiques a les que era aficionat el monarca, com espectacles eqüestres, banquets, òpera, representacions teatrals o focs artificials. A més, va estipular explícitament que els jardins «es realitzessin d'acord amb el projecte aprovat, com una obra singular i no com una obra que guardés simetria amb el castell». Per a la realització d'aquests esdeveniments es va establir una gran plaça el·líptica propera al palau, mentre que en la resta del jardí es van instal·lar zones de parterre i petits grups d'arbres, al costat d'estanys i fonts i una profusa decoració escultòrica. Altres projectes d'August van ser: el Gran Jardí de Dresden (1715), els jardins del Palau japonès de la mateixa ciutat (1717), el Castell de Pillnitz (1720-1730) i els jardins de Großsedlitz (1723).

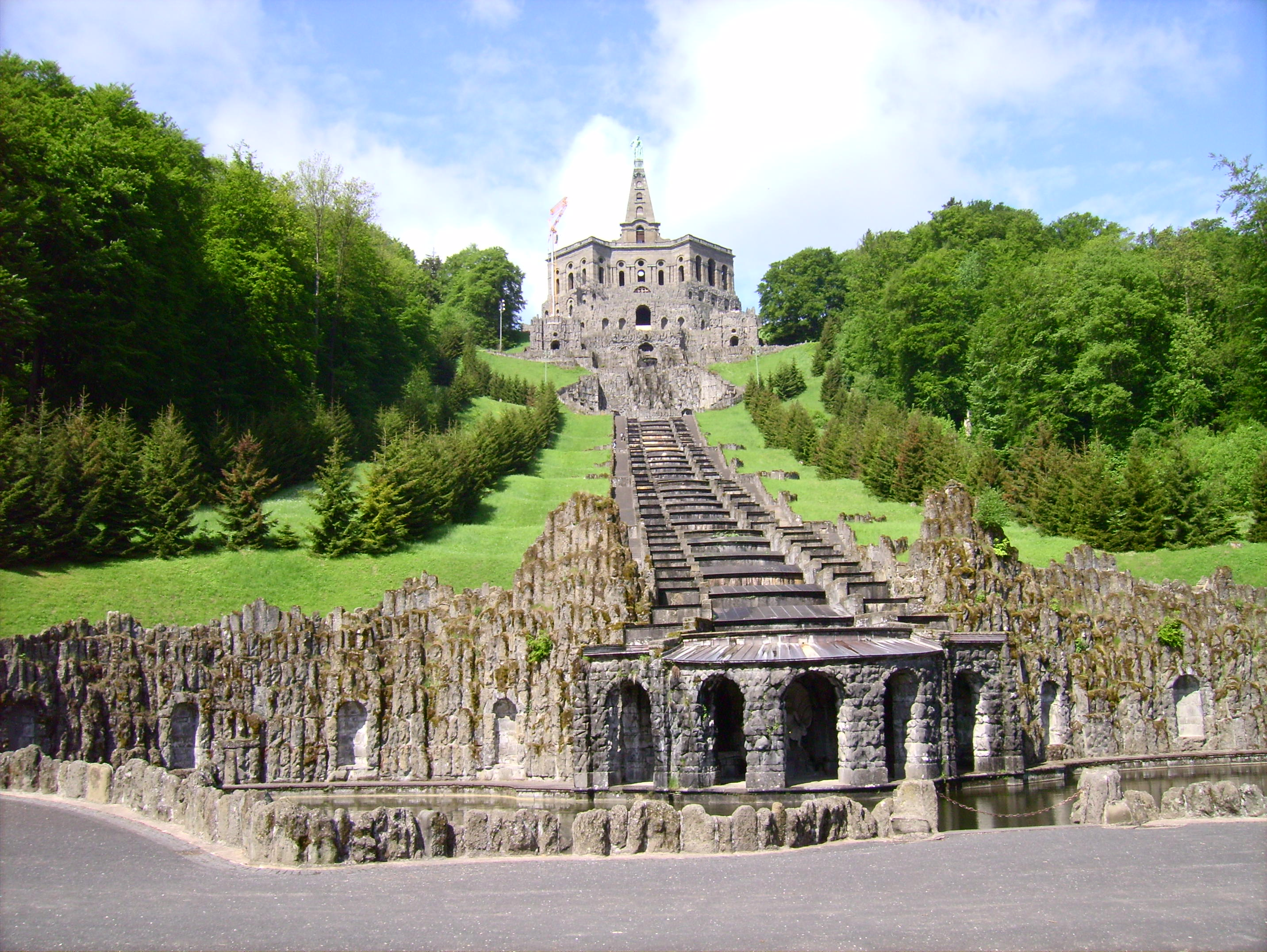
Karlsberg, parc de Wilhelmshöhe, Kassel.

Un projecte singular va ser el Karlsberg de Wilhelmshöhe a Kassel, ideat pel landgrave Carles I de Hessen-Kassel després d'un viatge a Itàlia, on va quedar meravellat amb els jardins de Frascati i del Palazzo Farnese de Roma. L'obra va ser encarregada a Giovanni Francesco Guerniero, que va projectar la construcció de dos palaus situats en el peu i el cim d'un pujol, units per una cascada disposada en terrasses. Els treballs es van realitzar entre 1701 i 1718, però a causa de dificultats pressupostàries solament es van realitzar en una tercera part del conjunt: en el cim es troba un pavelló octogonal rematat per una piràmide coronada amb una estàtua d'Hèrcules de nou metres d'altura, obra de Johann Jakob Anthoni; d'aquí parteix la cascada, que desemboca en una pila dedicada a Neptú.
A Weikersheim (Baden-Württemberg), feu de la casa de Hohenlohe, hi havia un castell d'origen medieval on entre 1707 i 1725 es va planificar un nou jardí, obra de Daniel Mathieu. Des del castell parteix una avinguda central flanquejada de quatre eres de gespa vorejades de tanques i amb una font al centre cadascuna, mentre que en la intersecció de les avingudes s'obre una plaça circular amb un estany, on se situa la Font d'Hèrcules. Al fons es troba una orangerie, delimitada per una galeria d'arcades amb estàtues. Tot el jardí està decorat amb escultures d'al·lusió mitològica, des de déus olímpics fins a al·legories dels vents, els continents i els quatre elements, totes elles obres de Johann Jakob Sommer. Així mateix, com a detall anecdòtic, en la balustrada del fossat del castell es troba la denominada Galeria dels Nans, així anomenada per contenir petites estàtues sobre tipus populars.

Altres jardins a esmentar serien: el del Palau de Charlottenburg a Berlín, construït el 1697 per Sofia Carlota de Hannover amb un disseny de Siméon Godeau, un deixeble de Le Nôtre; el del Castell de Salzdahlum, elaborat a la fi del segle xvii i principis del xviii per ordre del duc Antonio Ulrico de Brunswick-Lüneburg; el del Palau de Sanssouci a Potsdam, construït entre 1744 i 1764 per Georg Wenzeslaus von Knobelsdorff per al rei Frederic II el Gran; el Jardí de roques de Sanspareil a Bayreuth, un singular conjunt de grutes concebut per Guillemina de Prússia entre 1744 i 1758; el jardí del Palau Benrath, dissenyat per Nicolas de Pigage el 1746 per al príncep elector Carles II Teodor de Wittelsbach; i el del Palau de Schwetzingen, planificat per Johann Ludwig Petri entre 1753 i 1758 per al mateix príncep.

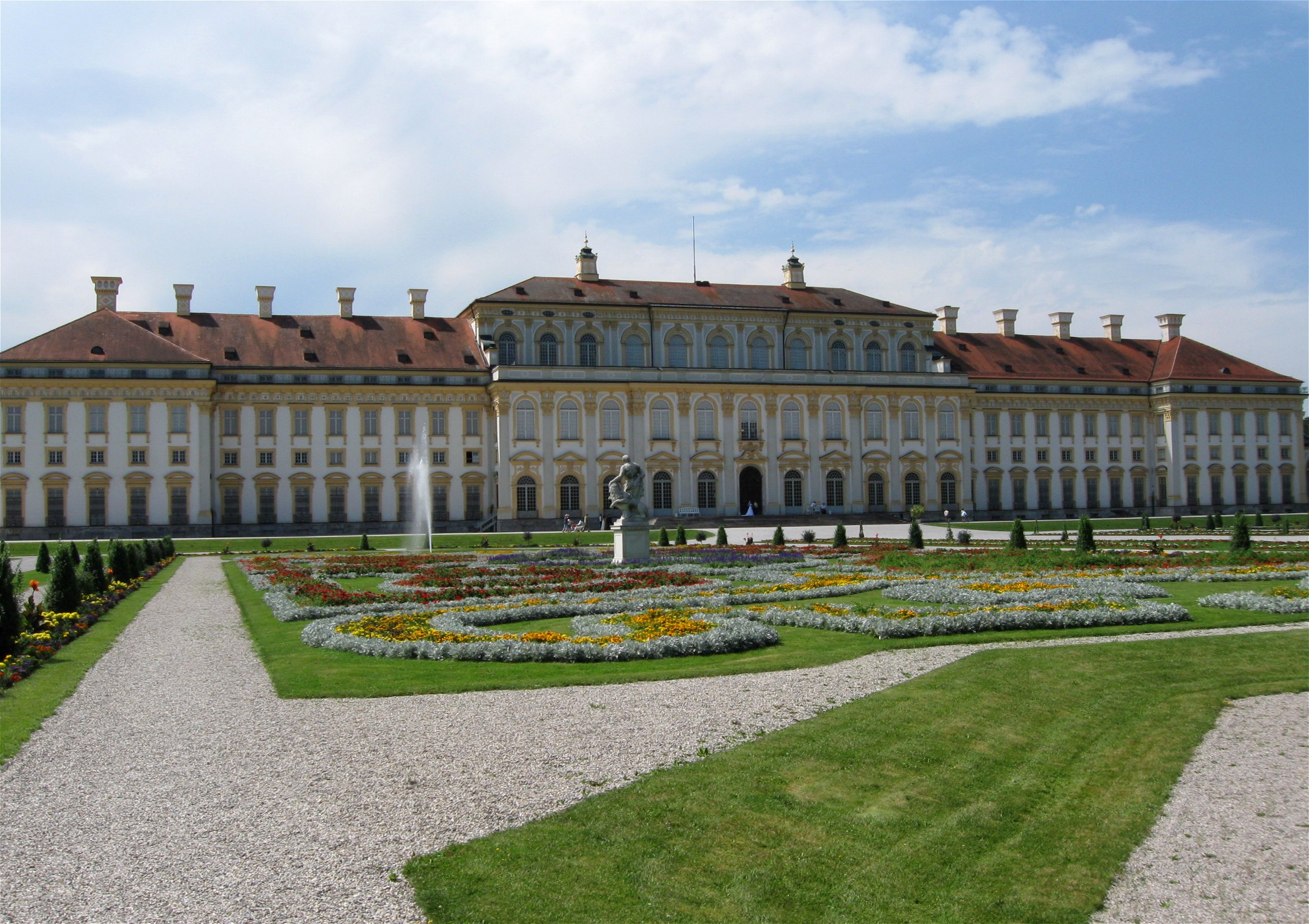
Palau de Schleißheim.
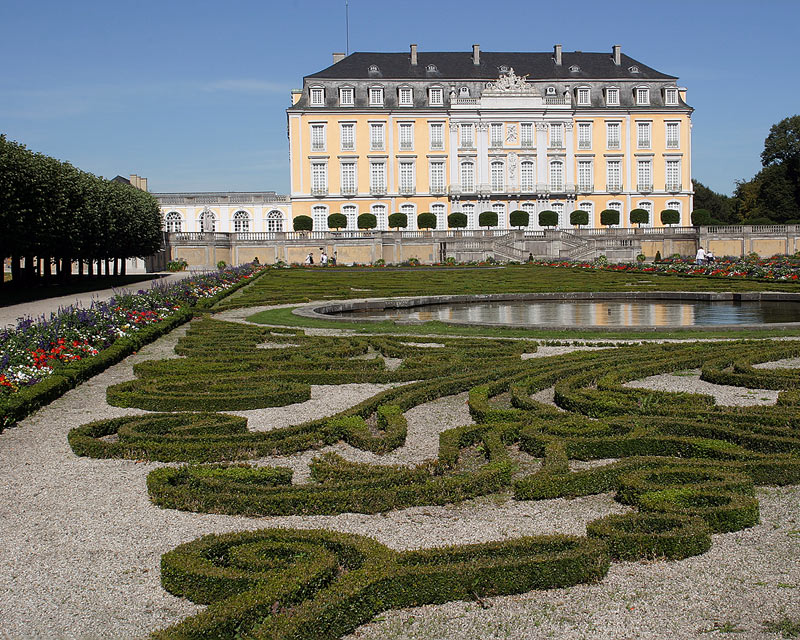
Palau d'Augustusburg.
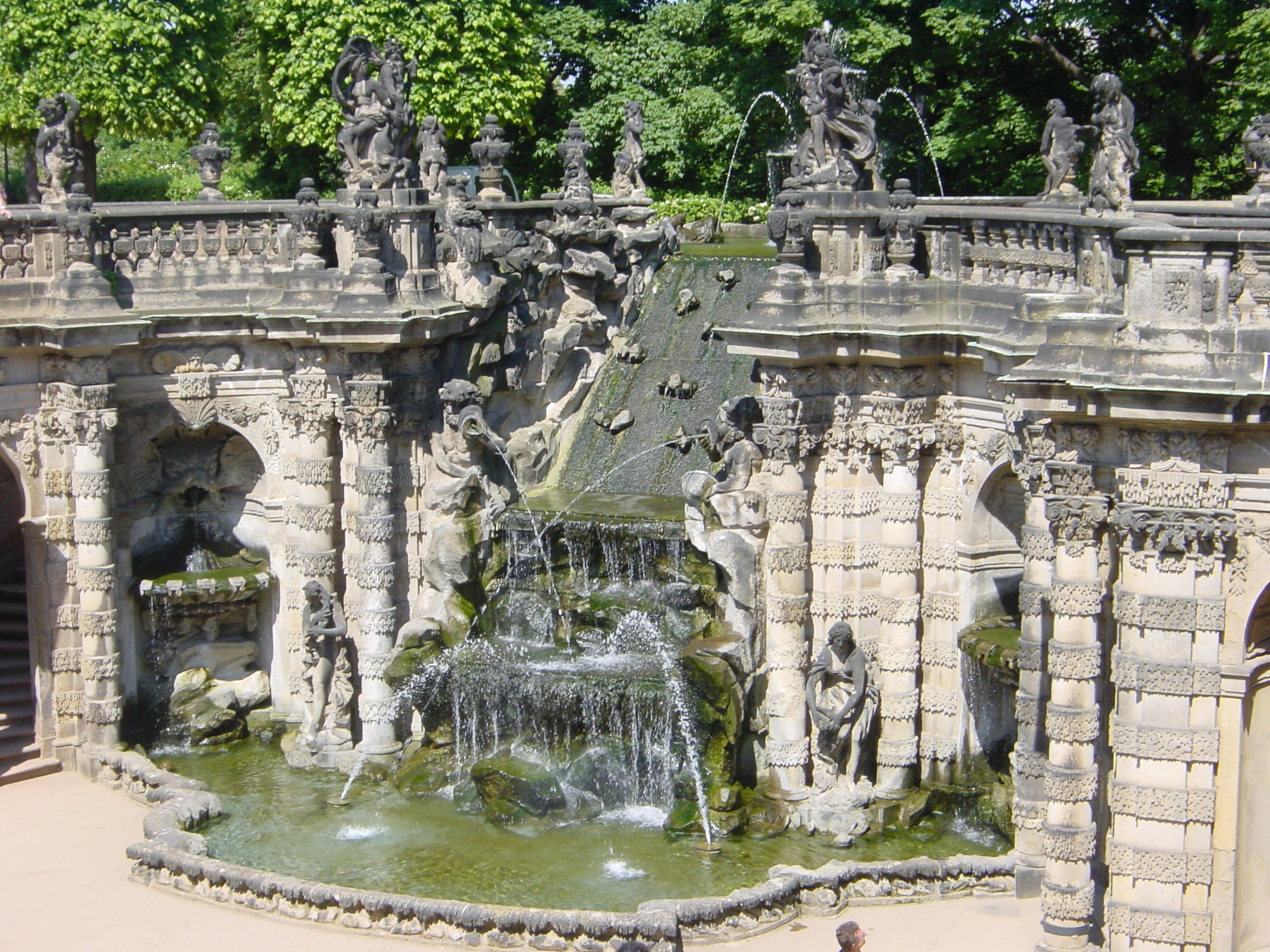
Palau Zwinger, Dresden.
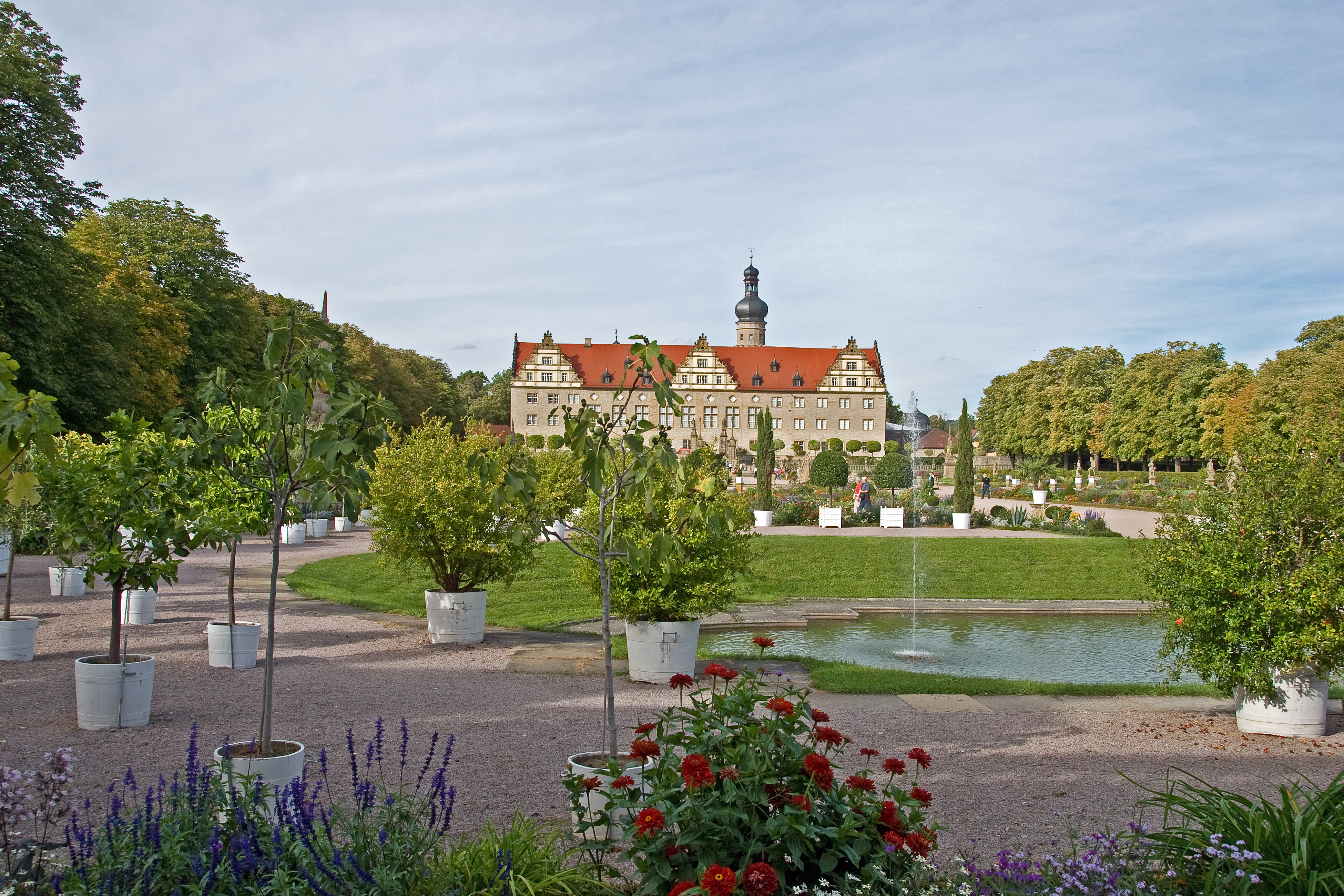
Castell de Weikersheim.
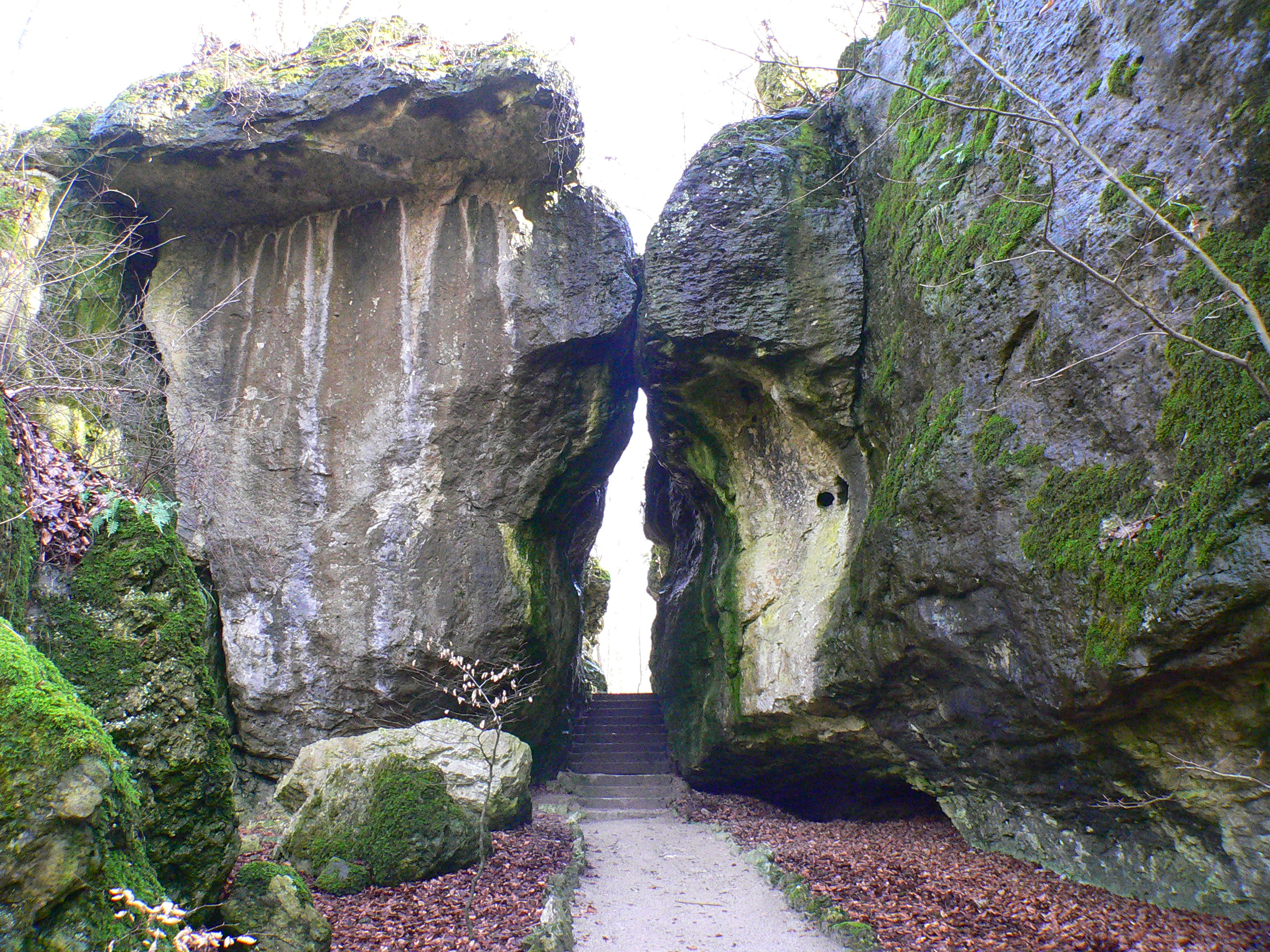
Jardí de roques de Sanspareil, Bayreuth.
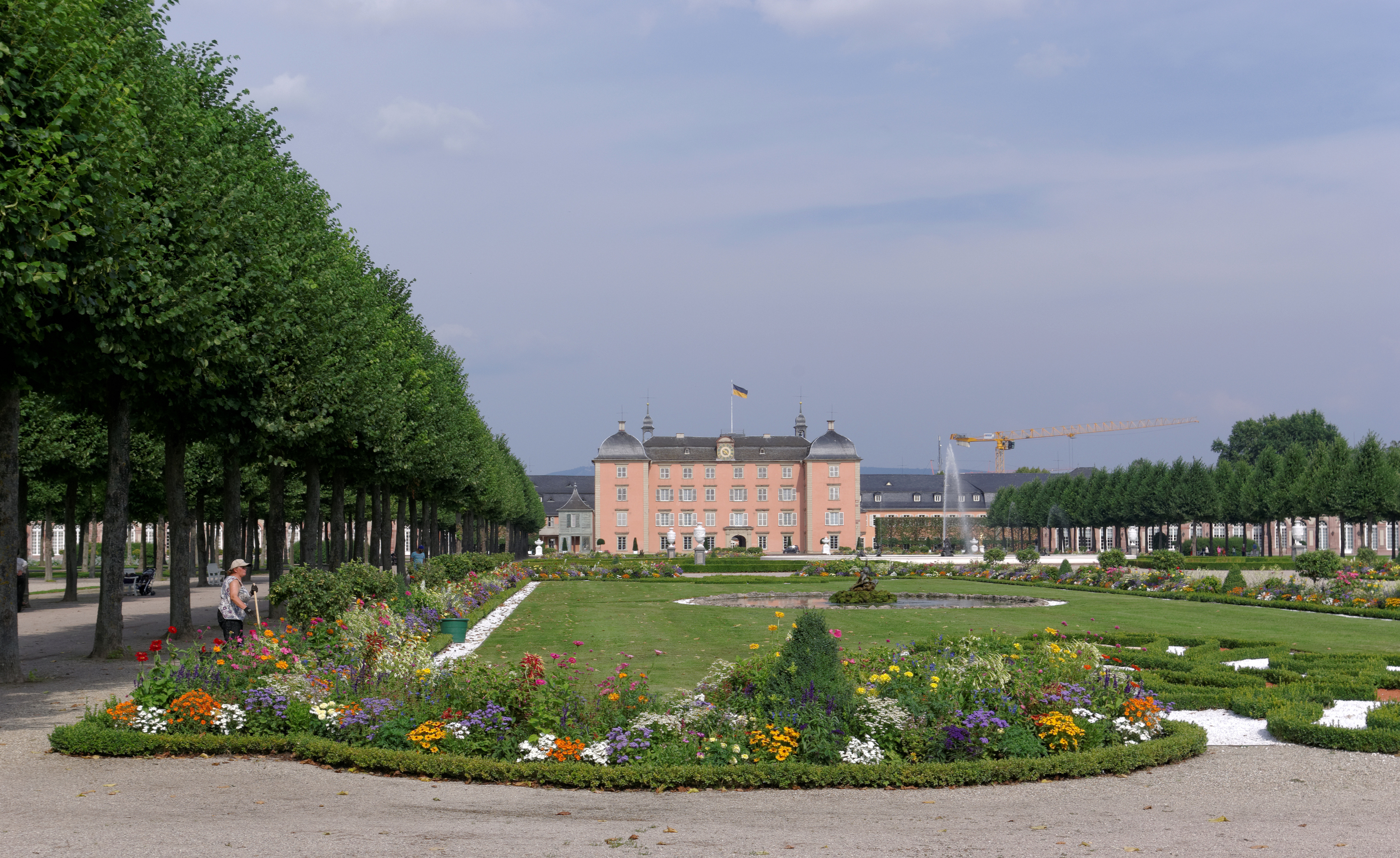
Palau de Schwetzingen.

### Àustria

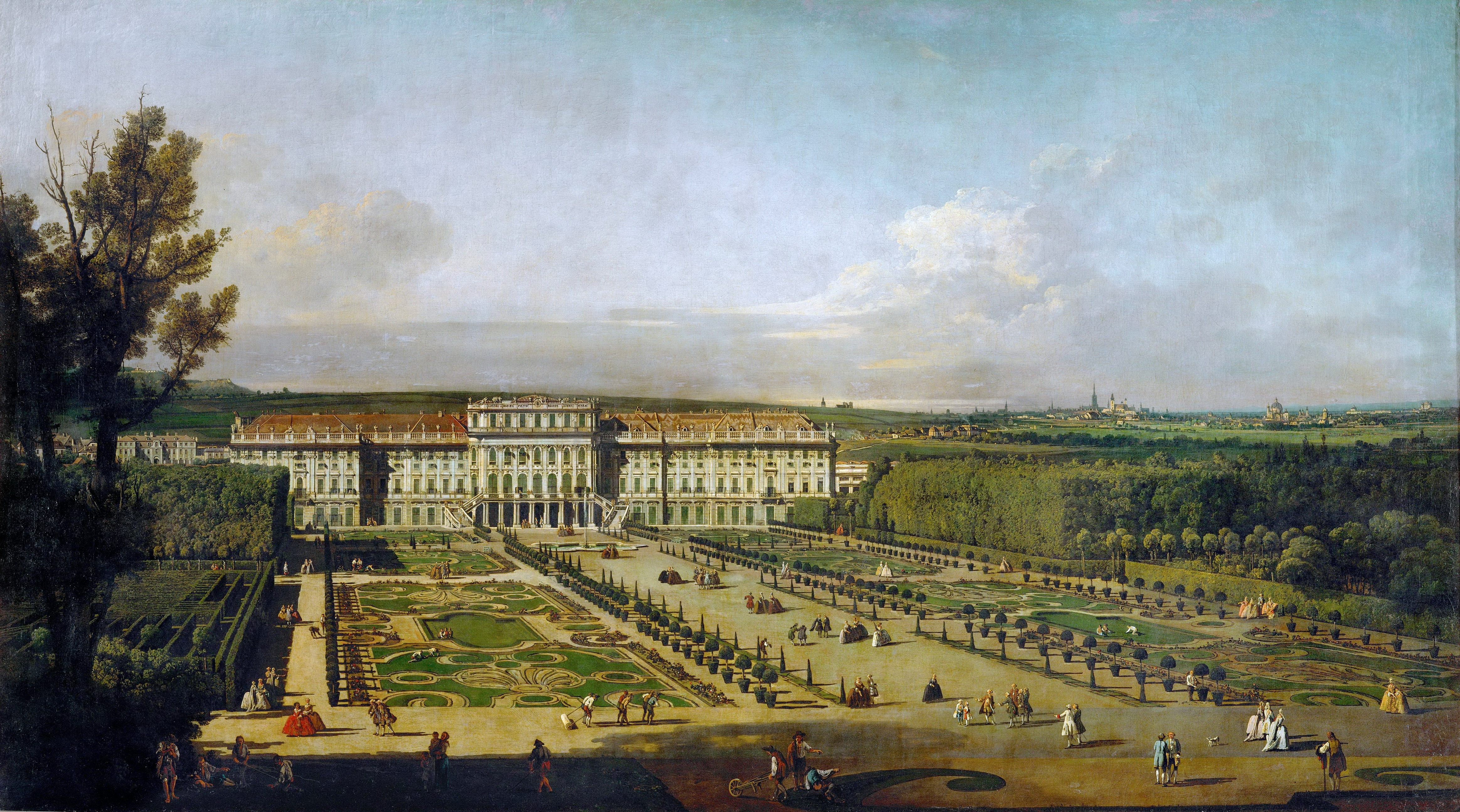
Jardí de Schönbrunn, oli de Bernardo Bellotto de 1758-1761, Kunsthistorisches Museum, Viena.

Àustria era el principal feu dels Habsburg, emperadors del Sacre Imperi Romano Germànic. A la seva capital i centre de la cort imperial, Viena, es va iniciar en 1696 la construcció del Palau de Schönbrunn, en substitució d'un antic palauet destruït en 1683 pels turcs. El palau va ser edificat pel prestigiós arquitecte Johann Bernhard Fischer von Erlach, encara que el jardí va ser confiat a l'arquitecte de jardins francès Jean Trehet, que va trasplantar mil arbres de París a Viena. El jardí s'articulava a través d'un sistema d'avingudes en forma d'estel, amb el palau al centre. A més dels habituals elements del jardí barroc, com els parterres, les tanques, els bosquetes, els estanys i fonts, les escultures i altres detalls ornamentals, es va construir un petit parc zoològic, dissenyat per Nicolas Jadot de Ville-Issey, pel qual es van organitzar expedicions a la recerca d'animals exòtics a Àfrica i Amèrica. També es va construir una orangerie de 200 metres de longitud, dissenyada per Nikolaus Pacassi, que comptava amb un sistema de calefacció hipocàustica per conservar les plantes a l'hivern. Els treballs efectuats des de 1780 es van encaminar cap a un jardí de paisatge anglès.

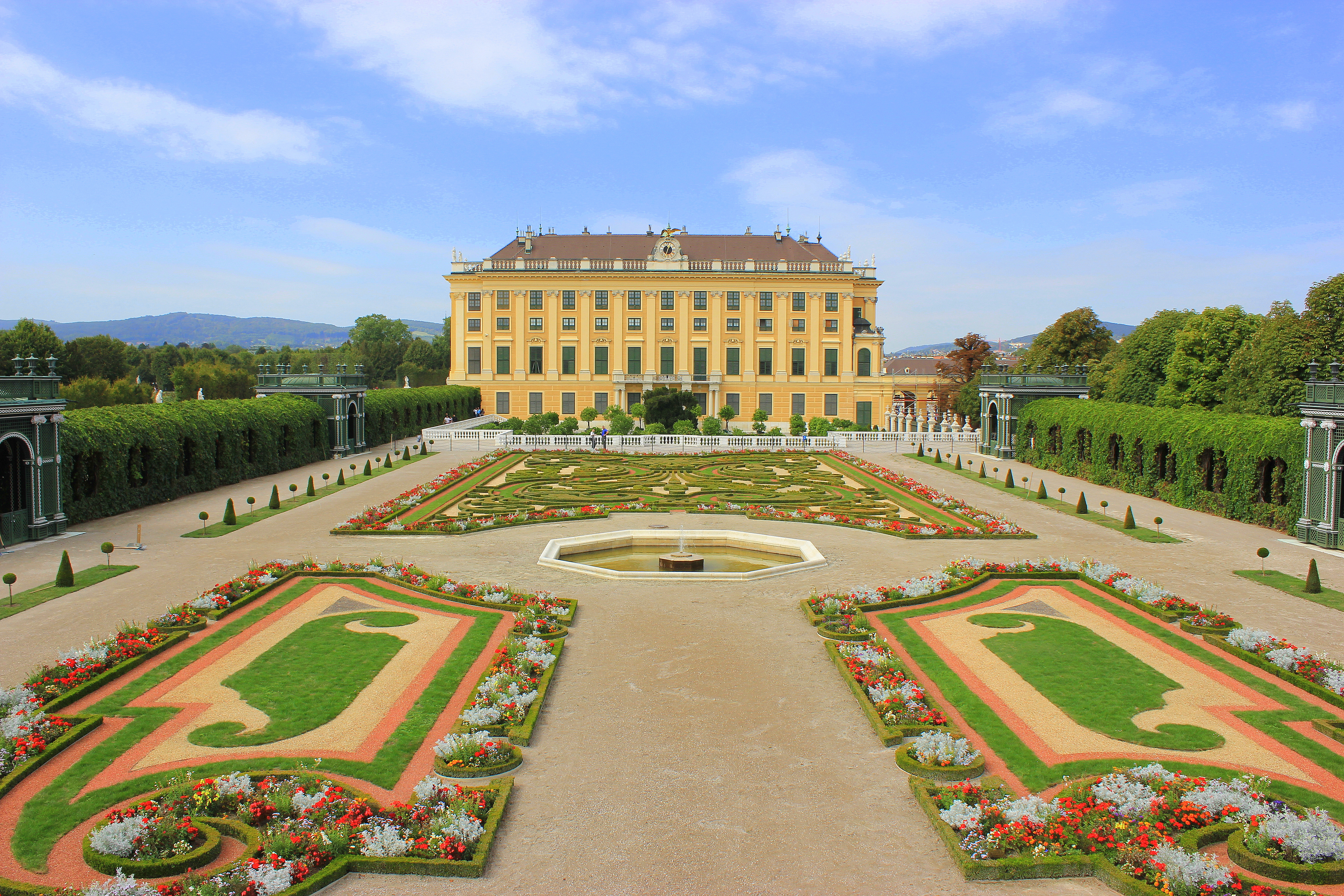
Palau de Schönbrunn.

Un jardí que no ha arribat fins als nostres dies és el del Palau de Liechtenstein a Viena, construït entre 1700 i 1704 per Johann Bernhard Fischer von Erlach per iniciativa del príncep Johann Adam Andreas de Liechtenstein. D'un eix central partien diversos compartiments amb eres i tanques de boix, teix i xiprer ornamentats amb nusos i espirals. La decoració es completava amb gerros i escultures de temàtica mitològica, com les estàtues d'Apol·lo i Dafne.

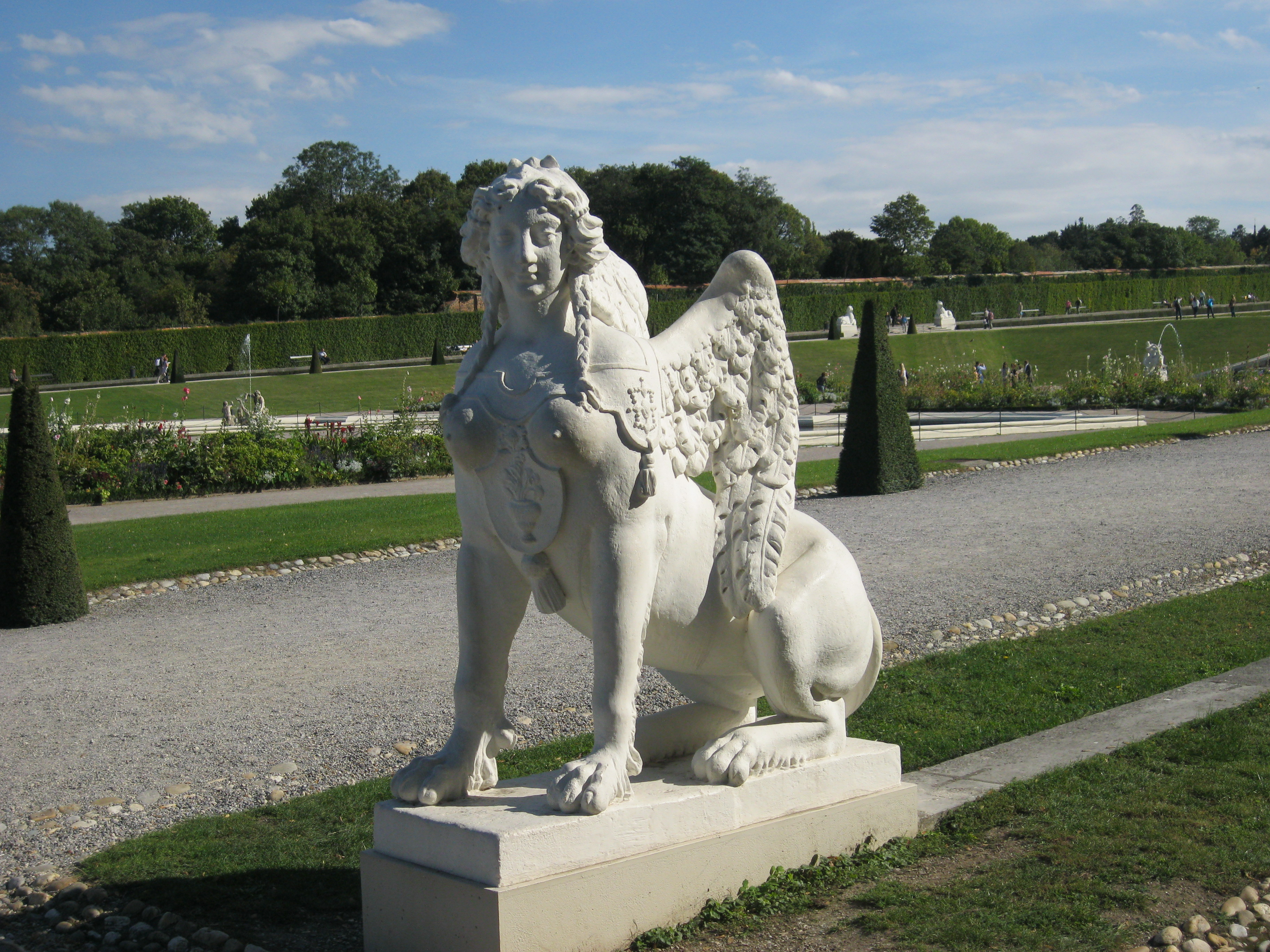
Escultura d'una esfinx, jardí del Belvedere.

Un altre gran projecte va ser el Palau Belvedere a Viena, construït entre 1714 i 1723 per Johann Lukas von Hildebrandt per al príncep Eugeni de Savoia, a la mort del qual va passar a les mans de la família imperial. El jardí va ser dissenyat per Dominique Girard, que va elaborar una solució original per adaptar el jardí al terreny ascendent situat entre els dos palaus (Oberes i Unteres Belvedere, és a dir, Belvedere superior i inferior): un eix consistent en un talús amb escales laterals i una cascada central divideix el jardí en dues terrasses; en la inferior es van plantar tanques d'arbres configurats de forma estereomètrica, i en la superior eres de flors i estanys. La zona de boscanys, articulada amb un sistema d'avingudes en diagonal, es va basar en el tractat de Dezallier d'Argenville publicat el 1710.
Finalment, cal citar el magnífic jardí del Palau de Mirabell de Salzburg, construït en 1606 pel príncep-arquebisbe de Salzburg Wolf Dietrich von Raitenau, i reformat entre finals del segle xvii i principis del xviii per Johann Bernhard Fischer von Erlach i Johann Lukas von Hildebrandt. Van traçar en el jardí dos eixos paral·lels alineats amb el veí castell de Hohensalzburg, i van situar al centre del parterre una gran font amb una escultura de Pegàs. El 1728 va efectuar una remodelació l'inspector de jardins de Salzburg, Franz Anton Dannreiter, que va afectar el parterre petit, la orangerie i una nova superfície situada en el terreny del fortí. Al segle xix es va transformar la major part del terreny en un jardí anglès.

### Països Baixos

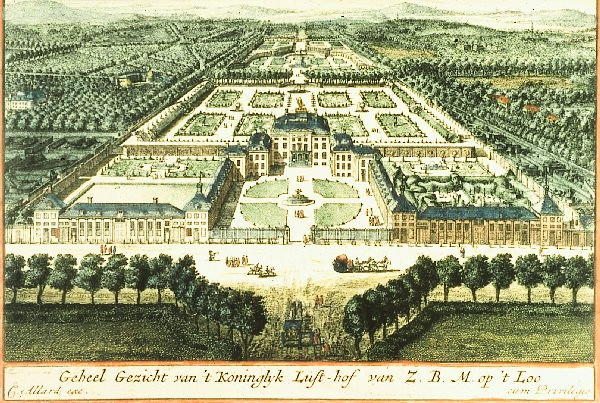
Jardí del Palau Het Lloo.

Als Països Baixos la jardineria es va desenvolupar especialment des de la independència d'Espanya rubricada a la Pau de Westfàlia el 1648. En aquest país el comerç internacional va afavorir l'auge de la burgesia, que davant l'augment de la seva riquesa i com a mostra d'ostentació es va dedicar al mecenatge de l'art per emular a les classes nobles. Una de les principals característiques dels jardins holandesos va ser la utilització de canals d'aigua al voltant del jardí, un recurs procedent del jardí de Honslaerdyck, prop de La Haia, construït el 1621 pel príncep Frederic Enric d'Orange-Nassau, on un canal flanquejat de llargues arbredes vorejava tot el perímetre del palau i el jardí.
Un dels primers grans projectes de la jardineria holandesa va ser el jardí de Heemstede, promogut el 1680 per Diderick van Veldhuysen, un estadista de Utrecht. El projecte va ser elaborat pel francès Daniel Marot, que va dissenyar un traçat axial partint del centre del jardí, on se situava el castell, de planta octogonal i envoltat d'aigua. La clara inspiració francesa es va traduir en parterres brodats, treillages, boscanys, galeries, laberints i obeliscos de boix, encara que l'obertura de canals i avingudes cap al paisatge circumdant seguia models originals holandesos.
La principal realització de la jardineria holandesa va ser el jardí del Palau Het Lloo a Apeldoorn, construït el 1685 per Guillem III (futur rei d'Anglaterra). Del projecte es va encarregar Daniel Marot, que es va inspirar clarament en Versalles, especialment en la part alta, configurada de forma radial a partir d'un eix central, encara que la part baixa del jardí presentava un conjunt de tanques i arbredes típicament holandès. Marot va destacar especialment en el disseny de patrons per a parterres, que encara que partien de models francesos s'allunyaven d'aquests per les seves formes més simètriques i un esperit més sobri i sever. Per a l'estructura interior dels parterres va introduir unes quantes innovacions, consistents en la unió de les zones ornamentals de les platabandes de gespa, les quals també enquadraven per fora el parterre i accentuaven l'encreuament d'eixos. Els treballs de Marot, pels quals va comptar amb la col·laboració de l'arquitecte i escultor holandès Jacob Roman, s'aprecien especialment en l'anomenat Jardí de la Reina, en el parterre principal al costat del palau i en els passejos de la part alta del jardí. El 1703 va publicar alguns dels seus dissenys de parterres en Œuvres de Sieur Daniel Marot. Els jardins de Het Lloo van influir en algunes realitzacions alemanyes, com el jardí de Nymphenburg i el Gran Jardí de Herrenhausen.

### Anglaterra

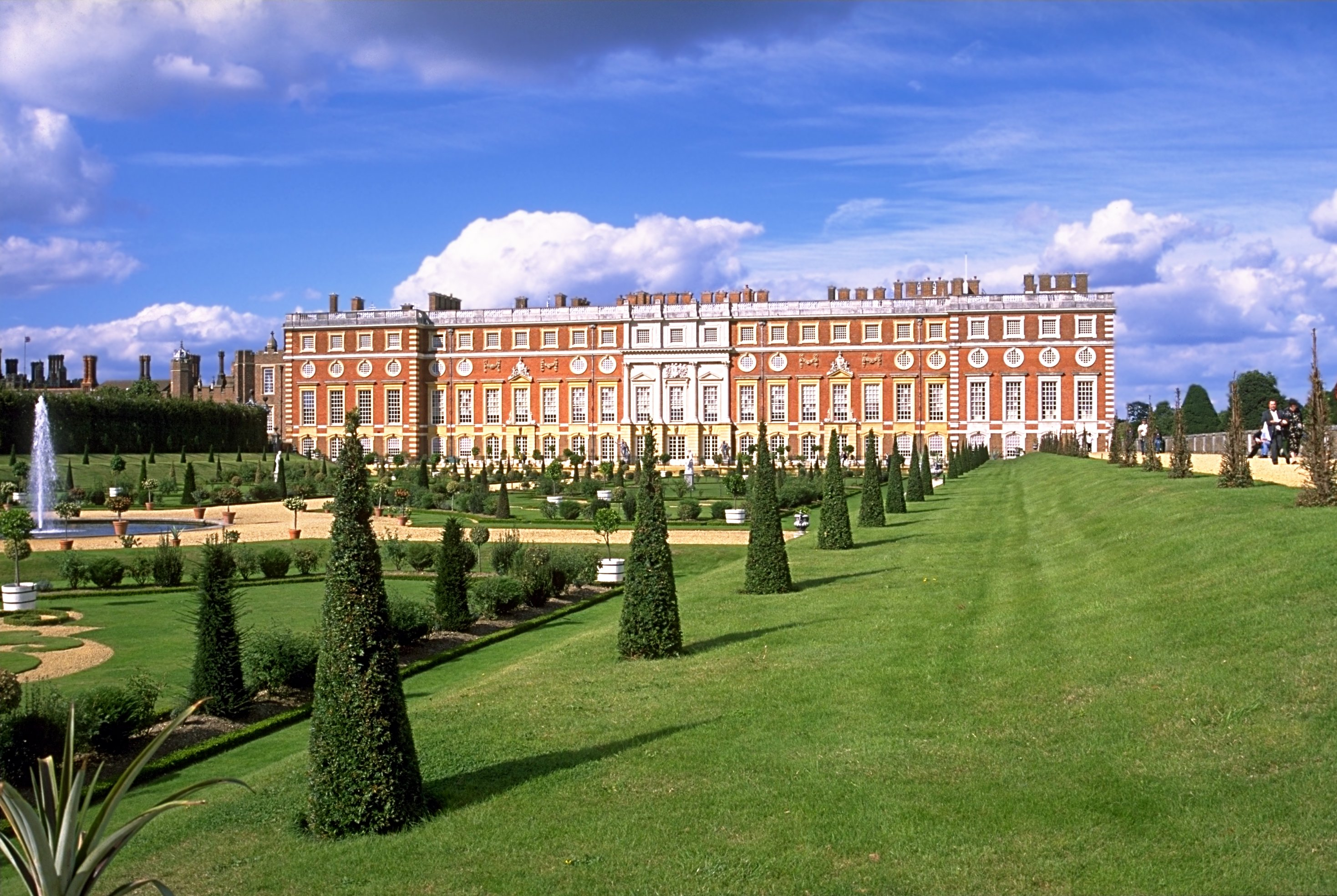
Jardins de Hampton Court.

A Anglaterra no va tenir molta implantació el jardí francès, especialment des que al segle xviii la pràctica de la jardineria en aquest país es va anar encaminant cap al paisatgisme, la qual cosa va desembocar en el denominat «jardí anglès». Malgrat tot, es van donar unes quantes mostres de jardí barroc, com el jardí de Hampton Court (Londres), un parc creat per Enric VIII que va ser reformat en 1660 per Carles II. Llavors es va crear un gran canal que partia del palau com a eix central, i es corresponia amb el sistema d'avingudes configurat en forma d'estel. El jardiner del rei, John Rose, va anar fins i tot enviat a París per estudiar amb Le Nôtre, al que es va convidar igualment a viatjar a Londres, encara que no hi ha constància que efectués el viatge. Posteriorment es va fer una nova reforma i ampliació durant el regnat de Guillem III, que en 1689 va encarregar la remodelació del palau al prestigiós arquitecte Christopher Wren, i va comptar amb Daniel Marot per al disseny dels parterres. Es va crear un jardí ornamental enfront de l'ala aquest del palau, de forma semicircular i amb camins coberts de grava i jalonats de places circulars amb fonts. El Privy Garden —el jardí privat d'Enric VIII— va ser reconvertit en eres de parterre, fitades per una reixa de ferro amb dotze portes, obra de l'artesà francès Jean Tijon. Finalment, es va transformar l'antic hort fruiter en un altre tipus wilderness, inspirat en el boscany francès encara que més silvestre, la qual cosa obria el camí cap al jardí de paisatge.
Un altre exponent va ser el jardí de Blenheim Palace (Oxfordshire), construït entre 1705 i 1719 per l'arquitecte John Vanbrugh per al duc de Marlborough. Es van conformar llavors l'anomenat Jardí Militar, l'hort i les avingudes nord i aquest plantades amb oms, encara que les zones contigües al palau van ser elaborades al segle xx. En el jardí, dissenyat per Henry Wise, destaquen els parterres situats al costat d'estanys de formes dentades i els ornaments de boix. Posteriorment el jardí va ser transformat a l'estil anglès en successius projectes elaborats per Lancelot “Capability” Brown i William Chambers, encara que a finals del segle xix el paisatgista francès Achille Duchêne va col·locar al voltant del castell uns parterres d'aigua amb adorns a la francesa, i una font barroca d'estil berninesc.
A Chatsworth House (Derbyshire) existia un jardí renaixentista que en 1687 va ser reformat en estil barroc pel duc de Devonshire, amb un projecte dissenyat pels arquitectes de jardins Henry Wise i George London. Al costat de detalls típicament anglesos, com un parc silvestre amb laberints inspirat en Hampton Court, o avingudes alineades amb oms com en Blenheim Palace, la influència francesa es va traduir en zones de parterres i eres de flors, així com en una cascada situada en un pujol després de la façana del jardí, coronada per un pavelló edificat per Thomas Archer. El 1760 un nou projecte a càrrec de “Capability” Brown va transformar el jardí a l'estil paisatgista, per la qual cosa va quedar únicament la cascada com a vestigi del jardí barroc.
El jardí de Melbourne Hall (Derbyshire) és un dels pocs jardins barrocs anglesos que es conserven. Va ser projectat per Wise i London en 1704 pel vicetresorer reial, Thomas Coke. Al costat d'un jardí de disseny geomètric inspirat en l'obra de Le Nôtre, van plantar un túnel de teixos de 90 metres de longitud, al costat d'una sèrie de terrasses de gespa que descendien fins a un gran estany envoltat de xiprers. Al sud es trobava un boscany de teixos i hagis, amb un sistema d'avingudes amb fonts, sortidors i escultures en les interseccions, i una gruta amb una font d'aigua mineral. Al costat del llac es va construir un pavelló de ferro forjat en forma de gàbia, conegut com a birdcage («gàbia d'ocells»), obra de Robert Bakewell de 1706.

Cap el 1720 es va ser imposant la nova moda del jardí paisatgista, encara que la transició entre els dos estils va comptar amb intents d'aglutinar o sintetitzar ambdues corrents, com els efectuats per Stephen Switzer i Charles Bridgeman: el primer, en la seva obra Ichnographia Rustica (1741-42), va defensar la «liberalització» del jardí barroc abans que la seva superació, mentre que el segon va efectuar dissenys de parterres no tan geomètrics com els francesos, que si bé se circumscrivien al disseny del conjunt arquitectònic s'adaptaven més flexiblement al terreny, en un denominat «estil de transició» (transitional style) que va plasmar preferentment en els jardins de Stowe, Buckinghamshire.

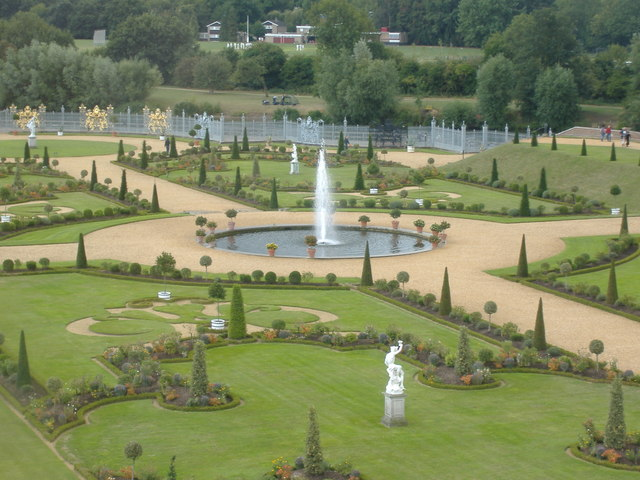
Hampton Court, Jardí Privat.
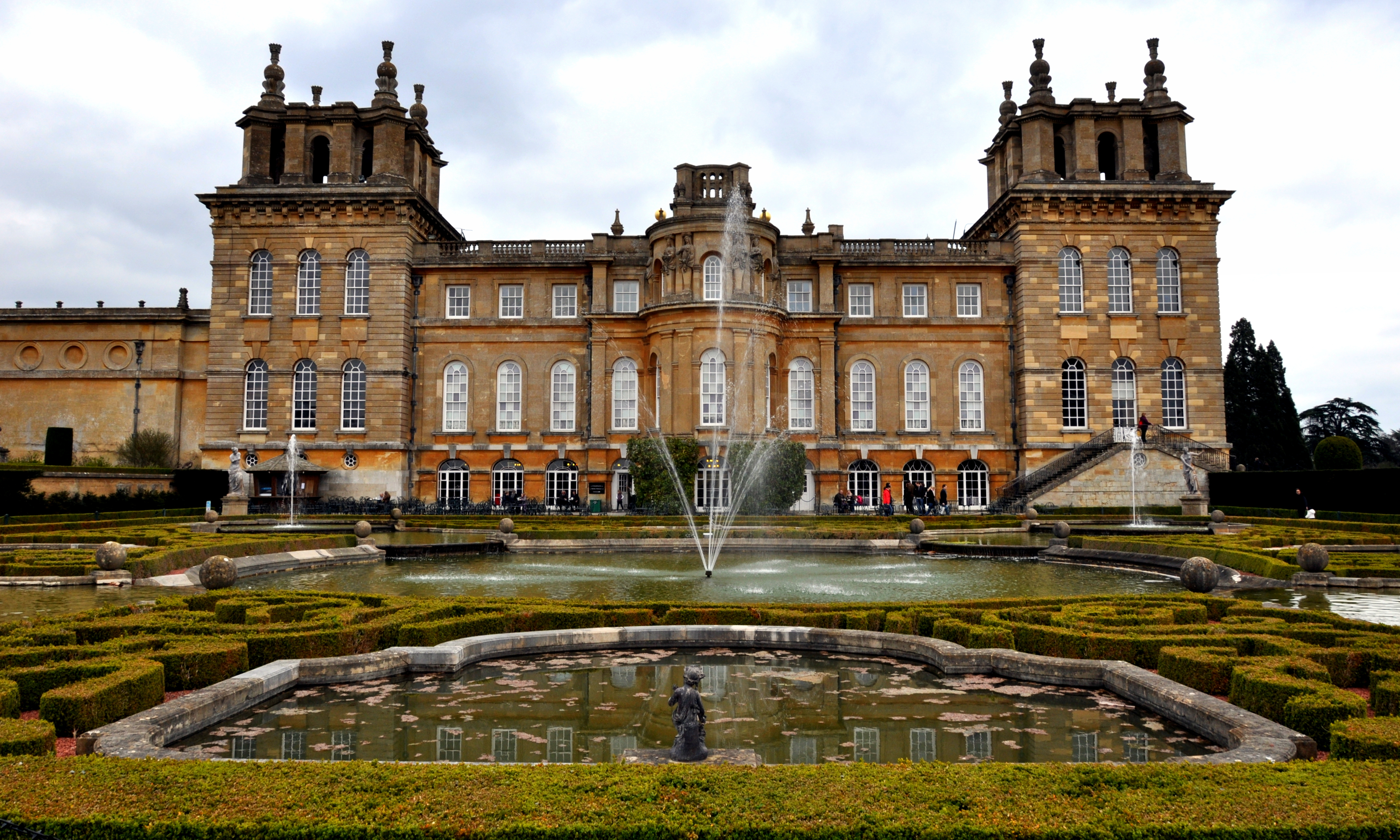
Palacio de Blenheim.
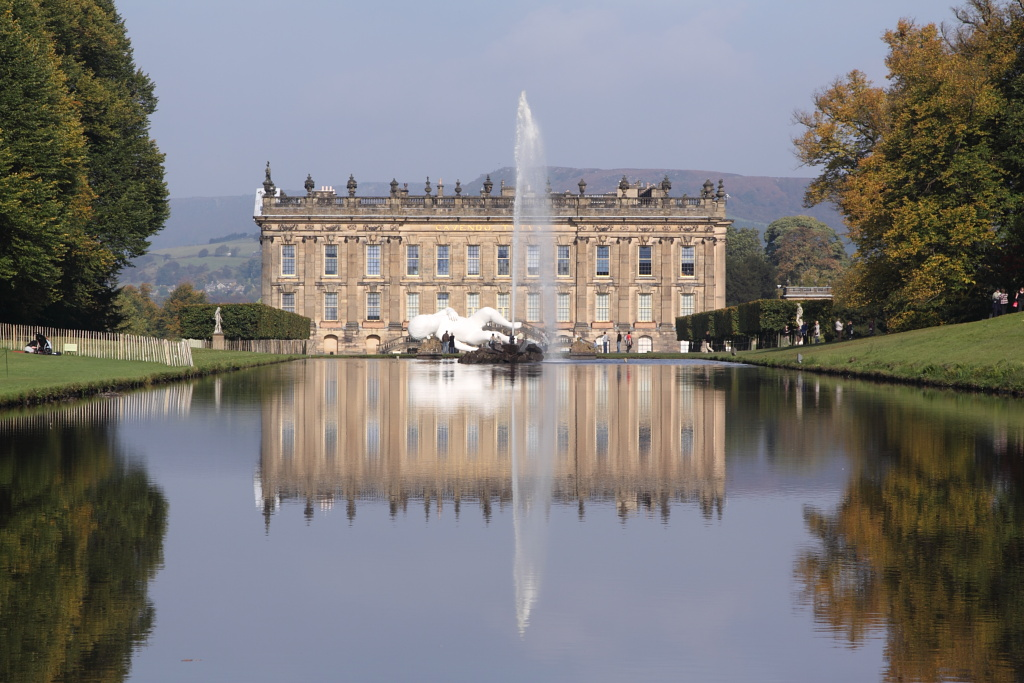
Chatsworth House.
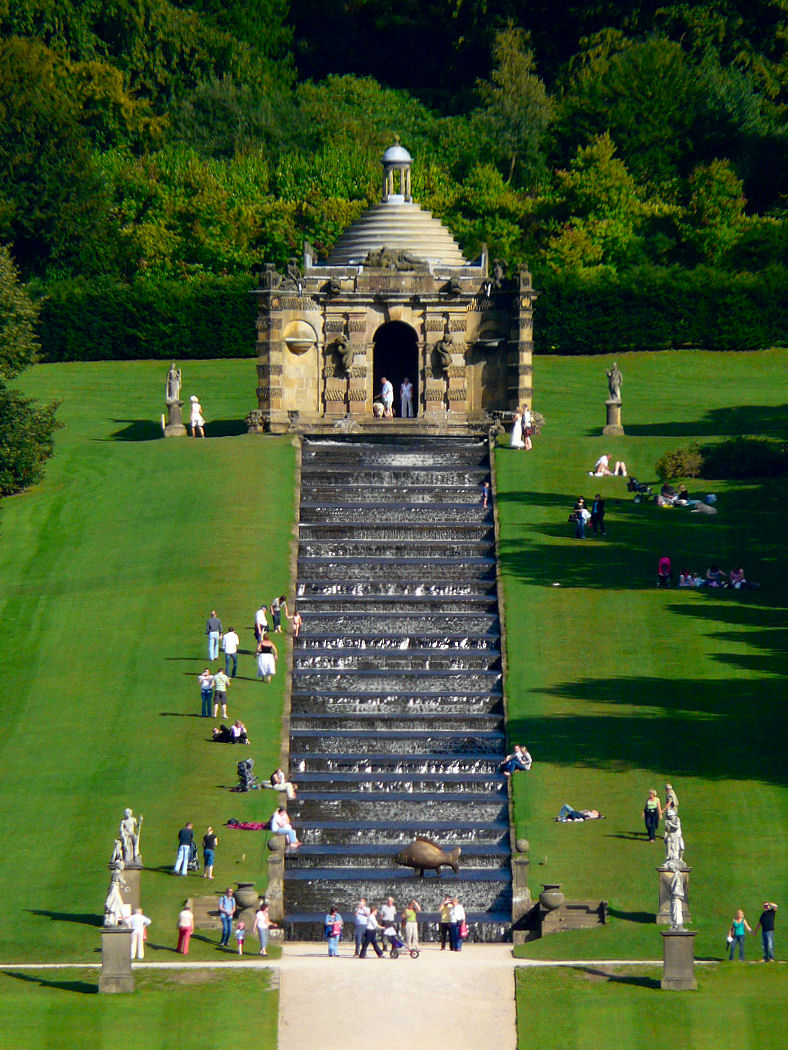
Chatsworth House, Gran Cascada.
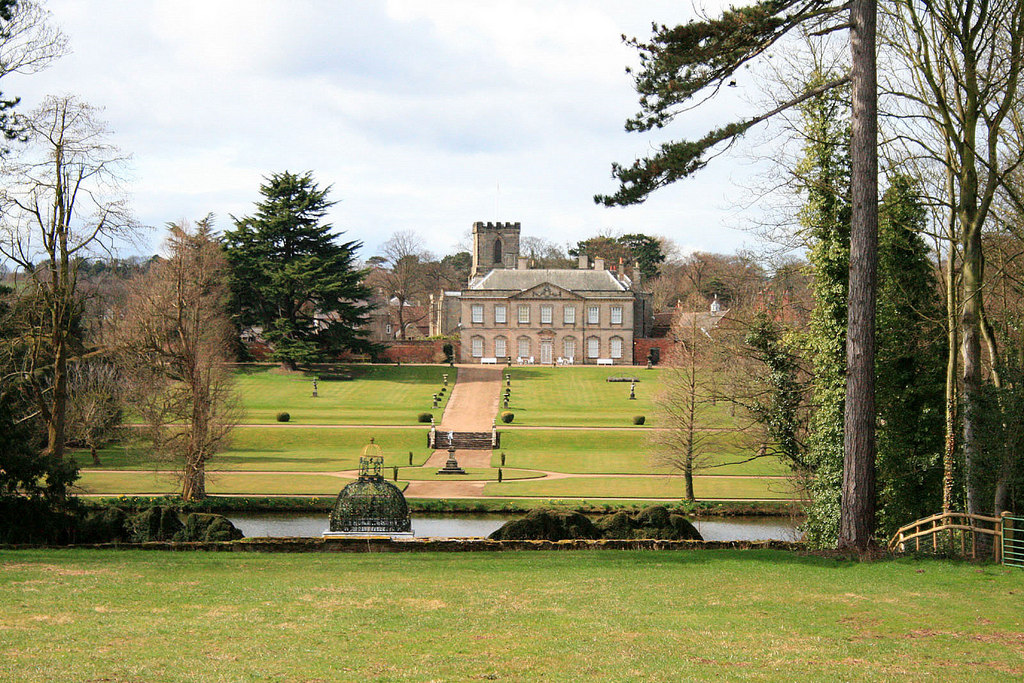
Melbourne Hall.

### Escandinàvia

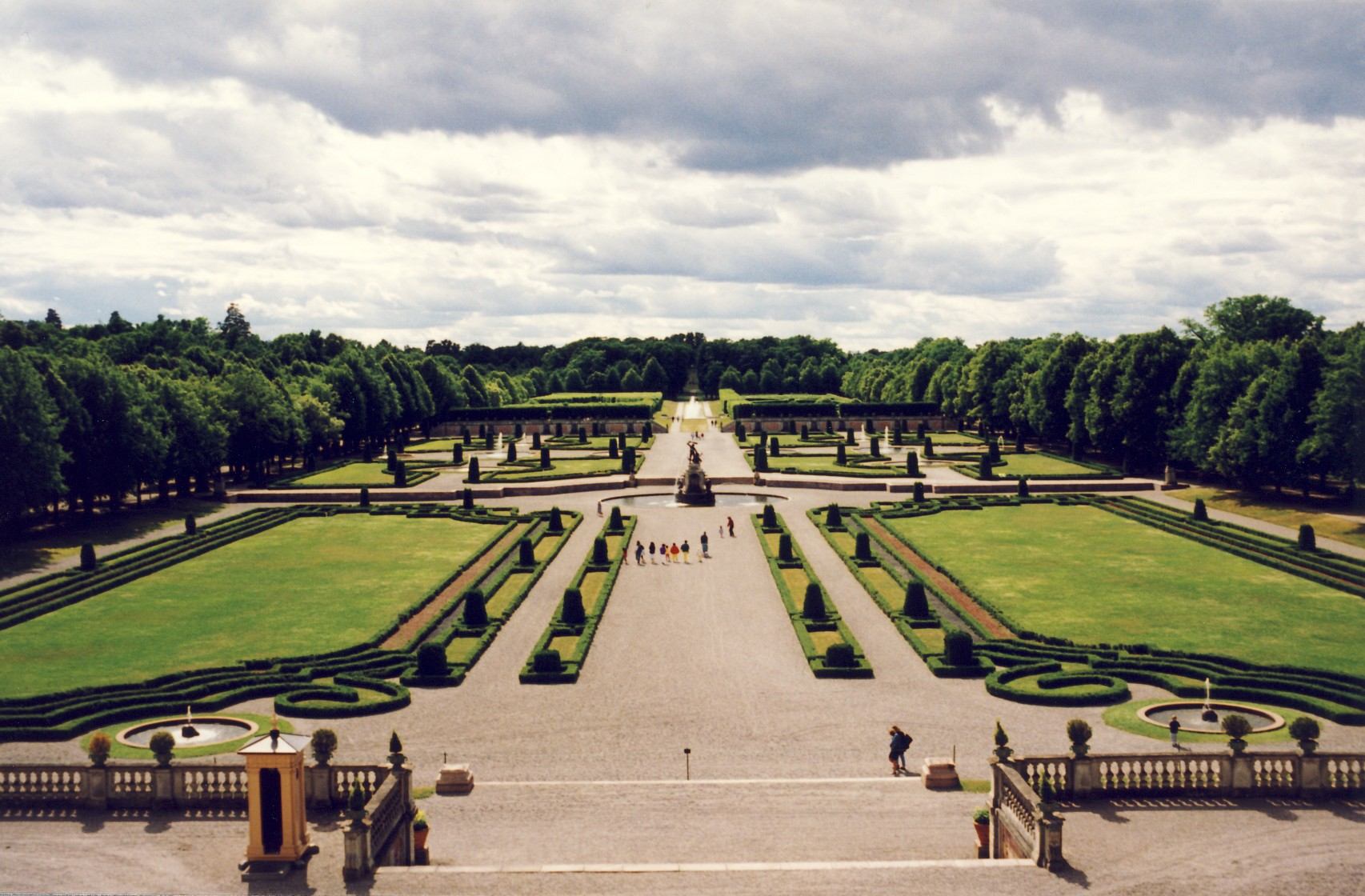
Jardí del Palau de Drottningholm.

A Dinamarca hi havia una llarga tradició de jardins hortícoles d'origen medieval, però no de jardins ornamentals i d'esbarjo, situació que va variar ostensiblement després d'un viatge a França del rei Federico IV. En 1700 va iniciar una remodelació del jardí del Palau de Frederiksberg (Copenhaguen) en estil barroc francès, amb una disposició en terrasses i zones de parterre, que va ser a càrrec d'Hans Hendrik Scheel. El 1717 va construir un nou palau, el de Fredensborg, al nord de Copenhaguen, amb un jardí dissenyat per l'arquitecte italià Marcantonio Pelli en col·laboració amb Johann Cornelius Krieger. El projecte, elaborat entre 1759 i 1769, no va ser realitzat íntegrament a causa dels seus elevats costos, per la qual cosa no es van poder realitzar les terrasses de marbre ni les cascades previstes inicialment, i en el seu lloc es van instal·lar terraplens coberts de gespa i diverses plantes, mentre que els estanys amb sortidors es van substituir per altres acabats en blocs de pedra i fusta.
A Suècia la jardineria va rebre alhora la influència francesa i l'alemanya, sobretot la derivada del Hortus Palatinus de Heidelberg. Gustau II Adolf va promoure nombroses obres en el Palau Real d'Estocolm, i la seva filla la reina Cristina va reclamar a la cort sueca al jardiner francès André Mollet, que va publicar el seu famós llibre Le Jardin de Plaisir a Estocolm el 1751. Mollet va transformar els jardins reials en parterres brodats, va importar diverses plantes des de França i va construir diverses orangeries. Però el principal projecte va ser el Palau de Drottningholm, situat en una illa del llac Mälar, a l'oest d'Estocolm, on es trobava un castell medieval que va ser remodelat en 1661 per la reina Eduvigis Leonor de Holstein-Gottorp, amb un projecte arquitectònic de Nicodemus Tessin el Vell. És un dels jardins més grans del nord d'Europa, amb parterres basats en models de André Mollet, mentre que l'estructura general està inspirada en l'obra de Le Nôtre, amb qui Tessin tenia contacte personal. Inclou una magnífica col·lecció d'escultures de bronze, obra de Adriaen de Vries.

### Altres països europeus

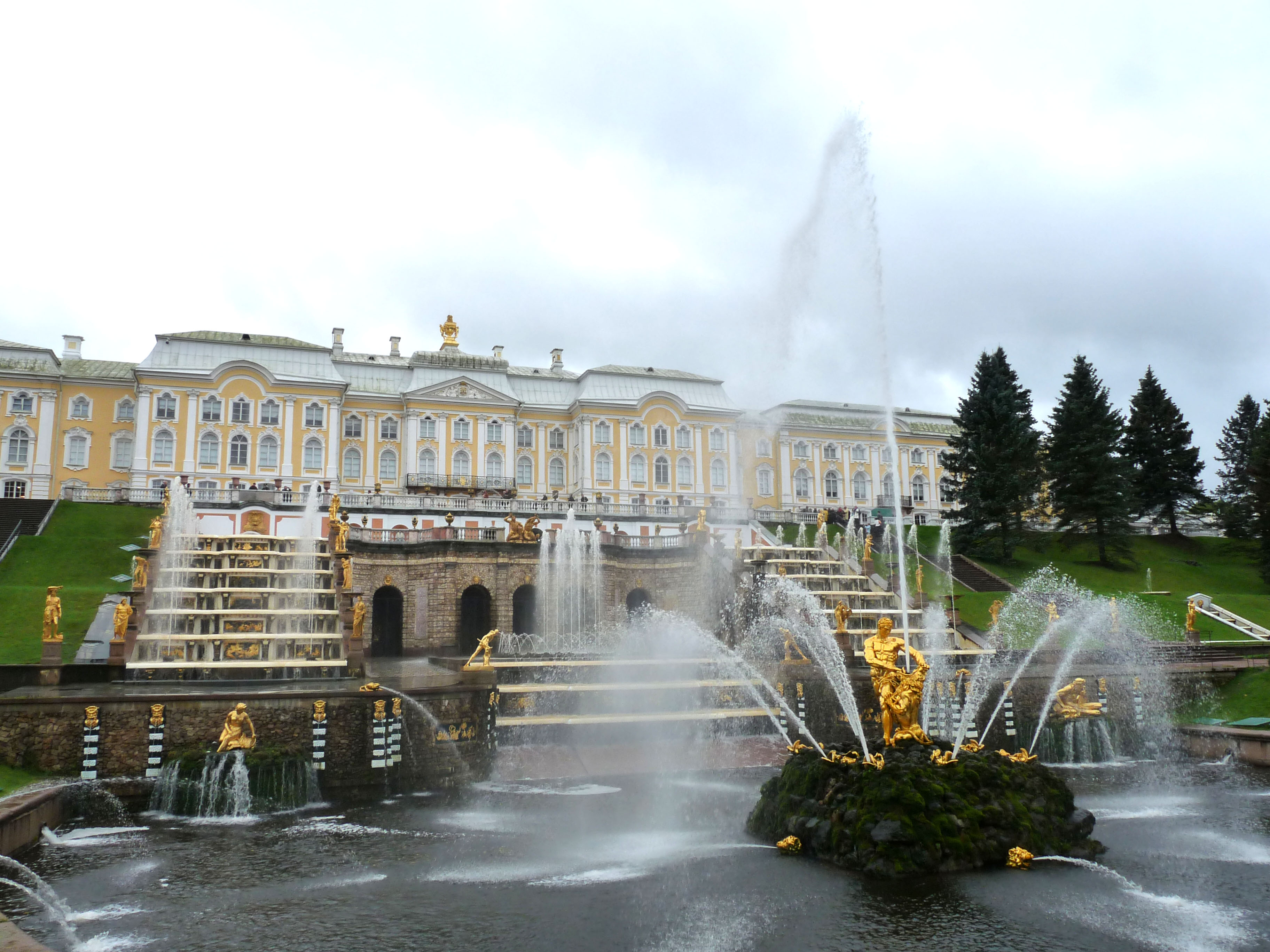
Palau de Peterhof, Sant Petersburg.

A Rússia no hi havia fins al segle xviii molta tradició jardinera, però l'arribada al poder del tsar Pere I, fundador de la ciutat de Sant Petersburg, va comportar la construcció de nombrosos palaus i jardins inspirats en els grans conjunts palatins europeus, especialment Versalles. La principal d'aquestes construccions va ser el Palau de Peterhof, conegut com el «Versalles rus» i construït entre 1715 i 1725 pel francès Jean-Baptiste-Alexandre Le Blond, un deixeble de Le Nôtre. Comptava amb un ampli jardí, que s'estenia des de la terrassa del palau fins al mar a través d'una suau pendent. El tsar va manar portar arbres i plantes de tot el món, i es van trasplantar 40.000 oms i arces provinents de tota Rússia. El nucli principal del jardí és la doble cascada enfront del palau, flanquejada d'estàtues daurades, que descendeix a través de set graons de marbre fins a una gruta i un gran estany, on se situa una roca artificial amb una escultura de Samsó obrint la boca a un lleó, d'on sorgeix un doll d'aigua; de l'estany surt un canal que desemboca en el mar, on hi ha un petit port. Des d'aquí el jardí s'estructura a través d'una sèrie d'eixos visuals, com en Versalles, alternant zones de parterre i boscanys amb estanys i fonts, i una profusa decoració escultòrica.
A Polònia, el regnat de Joan III Sobieski va suposar una breu etapa d'esplendor cultural, que es va traduir en projectes com el Palau de Wilanów (Varsòvia), conegut com el «Versalles polonès», construït entre 1677 i 1692 per Augustyn Wincenty Locci i Andreas Schlüter. El palau compta amb un extens parc de 45 ha amb jardins de diversos estils, nombroses fonts, escultures i monuments. El jardí barroc és la secció més antiga, enfront de la terrassa posterior del palau, emplaçat en dos nivells; està dissenyat amb formes geomètriques, i posseeix diverses fonts. Entre 1799 i 1821 es va instal·lar un jardí anglès enfront de l'ala nord del palau. Un altre exponent va ser el jardí del Palau Branicki a Białystok, un projecte del Gran Hetman Jan Klemens Branicki construït entre 1726 i 1755. El jardí destaca en la seva part frontal per una terrassa sostinguda sobre columnes, des d'on s'albira una estupenda panoràmica del parterre, amb una albereda central i decoració d'esfinxs. Posteriorment, el jardí va ser ampliat en estil anglès.

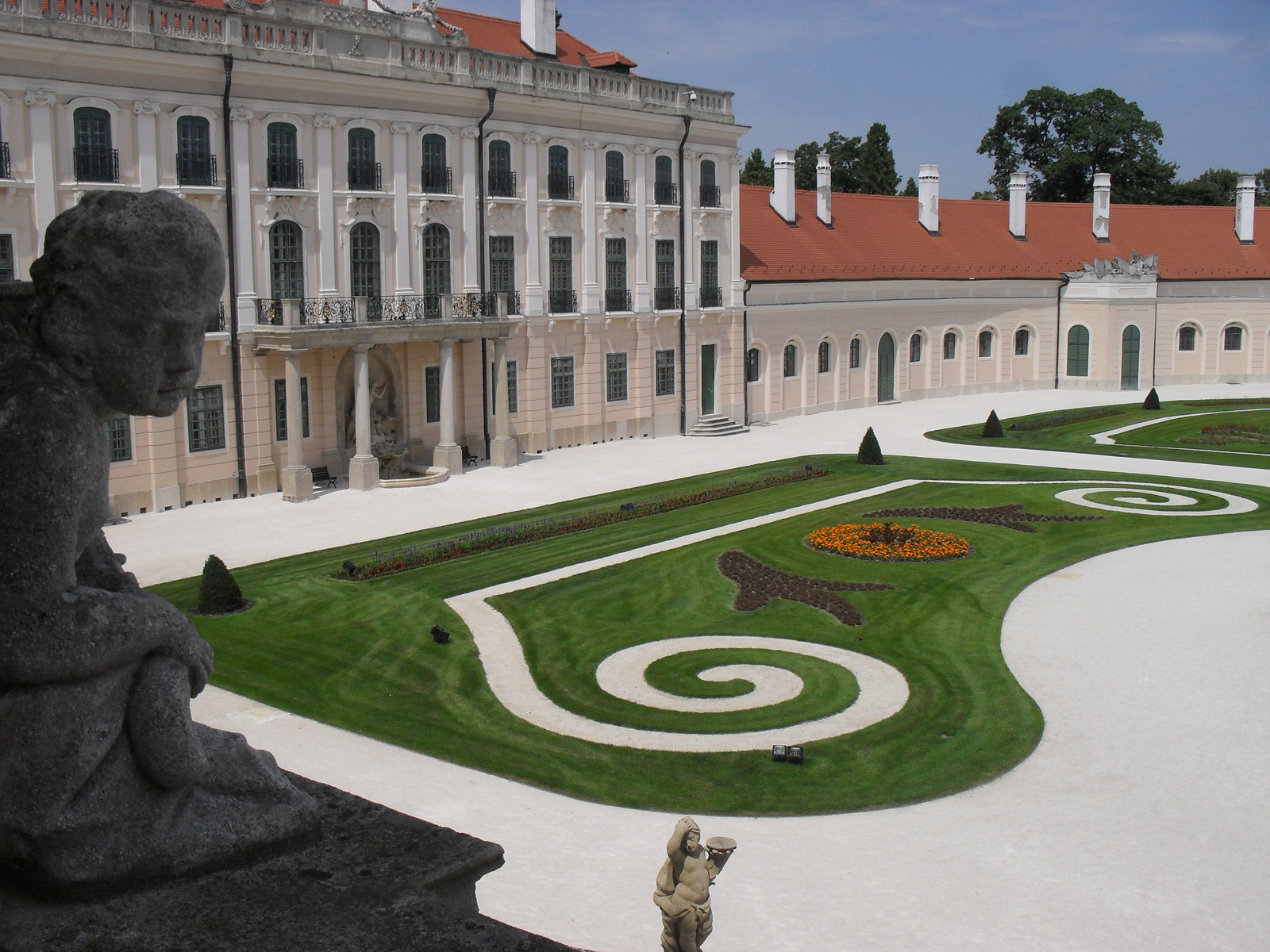
Castell d'Eszterháza.

A Txèquia cal esmentar l'extens parc conformat entre els castells de Lednice i Valtice, conegut avui dia com a Paisatge cultural de Lednice-Valtice i declarat Patrimoni de la Humanitat per la Unesco el 1996. El parc va ser configurat durant els segles xviii i xix per la família Liechtenstein, amb un projecte arquitectònic de Johann Bernhard Fischer von Erlach. Té una extensió de 283,09 km², i compta amb zones de bosc i nombrosos estanys, així com diversos pavellons, entre els quals destaquen el del Belvedere, el Temple de Diana, el Temple de les Tres Gràcies, el Temple d'Apol·lo, el Castell de Joan o el Minaret. Després d'una primera fase barroca el parc es va desenvolupar conformement a l'estil paisatgístic anglès. Un altre singular projecte va ser el Belén creat pel comte František Antonín Špork en Kuks (1726-1732), un jardí sagrat compost de diverses ermites dedicades als sants Antonio, Pablo, Bruno, Onofre i Garín, i decorat amb diverses escultures llaurades en les mateixes roques del lloc, obra de Matthias Braun, que recorden a les del jardí manierista de Bomarzo.
A Hongria el príncep Miklós Esterházy va iniciar el 1763 la construcció del Castell de Eszterháza en la localitat de Fertőd, dotat d'un magnífic jardí conegut com el «Versalles hongarès». El palau s'estructurava al voltant d'un pati central flanquejat per dos orangeries, i en la seva part frontal s'obrien uns amplíssims jardins al voltant de tres llargues avingudes, la central perpendicular al palau i dos en diagonal. L'avinguda central s'iniciava amb una escala d'aigua que finalitzava en una terrassa, i conduïa a una faisaneria disposada en exedra; l'avinguda esquerra desembocava en un recinte hexagonal amb una reserva de senglars; i la de la dreta acabava en una zona boscosa i vedat de caça. A la zona compresa entre aquestes avingudes es trobaven zones de parterre, estanys i fonts, així com estàtues i altres detalls ornamentals, a més de diversos edificis, com una sala d'òpera, un teatre de marionetes, una ermita, una pagoda xinesa i diversos temples, dedicats al Sol, Venus, Diana i la Fortuna. Desgraciadament, el jardí va ser abandonat a la mort del seu amo el 1790.

### Amèrica

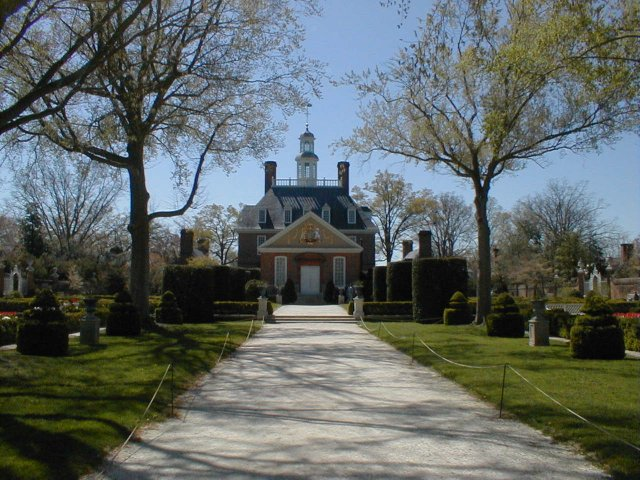
Jardí del Palau del Governador, Williamsburg (Virgínia)

A Amèrica es va desenvolupar durant els segles XVI, XVII i XVIII un tipus d'art colonial que era fidel reflex de la cultura i les tendències artístiques produïdes en les metròpolis colonitzadores. En la major part dels casos, aquestes tendències es van imposar als estils autòctons anteriors, el denominat art precolombí. L'arribada dels conqueridors va suposar una gran revolució sobretot en el terreny de l'arquitectura, amb la translació de les diverses tipologies d'edificis propis de la cultura europea: principalment esglésies i catedrals, donat el ràpid desenvolupament de la labor de evangelització dels pobles natius americans, però també edificis civils com a ajuntaments, hospitals, universitats, palaus i viles particulars, que en nombrosos casos van comptar amb jardins. Cal assenyalar la importància que el descobriment d'Amèrica va tenir per a la botànica, ja que del nou continent es van importar nombroses espècies tant hortícoles com a ornamentals que van tenir una ràpida implantació a Europa. Entre les nombroses espècies descobertes la majoria va ser aprofitada per les seves propietats alimentoses, com: el tomàquet, la patata, el blat de moro, el cacau, el cacauet, el pebre, la pinya, el tabac, la canyella, la carabassa, la vainilla, etc.; però algunes també per les seves qualitats estètiques, com el nard, la flor de nit i la caputxina.
En el desenvolupament de la jardineria colonial americana cal tenir en compte el factor climàtic: a Amèrica del Nord el clima és més semblant a l'europeu, per la qual cosa va ser més fàcil traslladar les tipologies jardineres existents en el vell continent; en canvi, des del Carib cap al sud es donen diverses climatologies que en la seva major part no eren apropiades per desenvolupar el tipus de jardineria que coneixien els colonitzadors. D'altra banda, es van donar importants diferències respecte a la cultura colonitzadora: així com espanyols i portuguesos van implantar una dominació més política i religiosa, anglesos i francesos van establir originàriament uns contactes més comercials, i posteriorment d'emigració de la població. Tot això va comportar importants diferències: així com els colonitzadors ibèrics van respectar més les petjades de jardineries anteriors que els altres colonitzadors, en canvi les realitzacions pròpies van ser menors en nombre i rellevància.
Alguns estudiosos comparen la jardineria precolombina amb la persa o egípcia, sobre la base de testimoniatges dels primers conqueridors, que van relatar les meravelles que van contemplar en palaus enjardinats com el de Moctezuma, amb uns jardins disposats en terrasses escalonades, amb estanys, bosquetes, jardins medicinals, i fins i tot aviaris i zoològics. Pel que sembla, molts dels jardins precolombins se situaven en patis interiors dels habitatges, fet que va entroncar amb la tradició hispànica del pati d'herència islàmica, per la qual cosa aquesta tipologia va perviure en les colònies espanyoles d'Amèrica.
Els primers vestigis d'una jardineria colonial són molt escassos, ja que en general els colonitzadors es van ocupar més de l'explotació agrícola que de la jardineria ornamental. En els pocs exemples que es van produir va privar més la imitació dels jardins del lloc d'origen dels nous pobladors que no la innovació o l'experimentació de noves tipologies. A principis del segle xvii es van produir alguns primers intents d'un urbanisme a imitació de les ciutats europees, principalment a Amèrica del Nord, amb exemples com Salem (1628) o Boston (1630). En l'àmbit de les colònies holandeses d'Amèrica del Nord es van introduir al segle xvii els jardins a l'estil holandès, de reduïdes dimensions, plànols i ordenats, amb la introducció per primera vegada de parterres.
Al segle xviii van sorgir les primeres mostres de rellevància en jardineria, especialment als Estats Units, amb exemples com els jardins de Crowfield a Charleston, o els de Middleton Place al comtat de Dorchester (Carolina del Sud) i Magnolia Gardens (Carolina del Sud), encara en un estil anglo-holandès, mentre que a Williamsburg (Virgínia) va sorgir un primer intent d'una jardineria més autòctona, amb un espai enjardinat concebut d'acord amb l'estructura urbana de la població, i una tipologia formal que recorda a la del jardí barroc francès. En la segona meitat del segle xviii va perdurar encara la influència barroca, encara que a poc a poc es va anar introduint l'estil paisatgista anglès. En aquesta època també es van portar diverses espècies vegetals d'Europa que van ser aclimatades al nou continent. Alguns exemples serien la casa de George Washington a Mount Vernon i Monticello, residència de Thomas Jefferson.

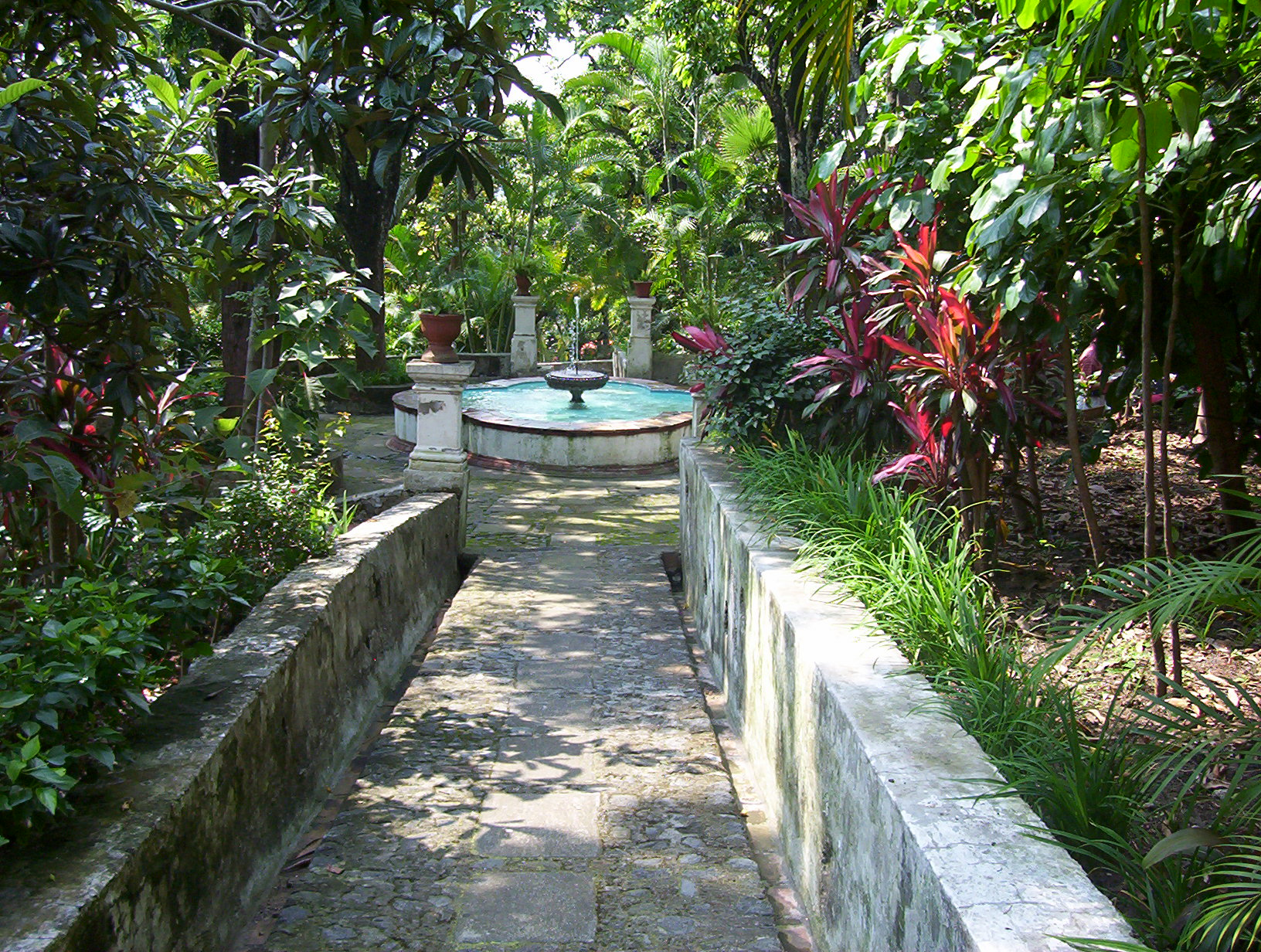
Jardí Broda, Cuernavaca.

En l'àmbit hispànic, les mostres més rellevants de jardineria es van donar en el virregnat de Nova Espanya. En el terreny de l'urbanisme, les Ordenances de Població de 1573, promogudes per Felip II, van dictaminar la construcció de noves ciutats amb un traçat basat en la geometria i l'ordre, i en harmonia amb la naturalesa, per la qual cosa es van contemplar espais verds d'ús públic a l'estil de les alberedes espanyoles: van sorgir així l'Albereda Central de Ciutat de Mèxic, ja al segle XVI; o en el XVIII els passejos de Bucareli i de la Biga a la mateixa ciutat, o l'Albereda de Querétaro. La jardineria va proliferar especialment al segle xviii, sobretot entre l'aristocràcia i el clergat, que van fomentar la construcció de residències tant urbanes com a rurals que incloïen amplis jardins per a esplai del seu propietari. A nivell urbà la tipologia més usada va ser la del pati d'influència andalusa, que es denota en la proliferació de l'ús de escaiola i taulells, conjuminats a l'ocupació de materials autòctons com el tezontle i la chiluca. Quant a viles i hisendes rurals, els jardins es complementaven amb hortes i es ornamentaven amb pèrgoles, emparrats, estanys, fonts i glorietes, com en les viles suburbanes de Sant Ángel, la del Comte de Xala o el palau de l'arquebisbe Vizarrón a Tacubaya, així com el Pensil mexicà a Tacuba. Un dels millors exponents va ser el jardí del rector Manuel de la Broda a Cuernavaca (1783), realitzat per l'arquitecte José Manuel Arrieta, que conjuminava la finca d'esbarjo escenificada per a festes de gust barroc amb un jardí botànic i una plantació de fruiteres. El jardí es trobava en un plànol inclinat resolt mitjançant escales, rampes i terrasses. Al costat de la casa se situava una glorieta de forma geomètrica, dividida en quatre casernes per dues avingudes, en la intersecció de les quals s'aixecava un templet i una font de perfil abalaustrado. En un nivell inferior es trobava una font allargada d'on sorgia un altre eix, perpendicular a l'anterior, que conduïa a una zona arbrada i un gran estany amb sis illetes flotants — vestigi de les chinampas precolombines —, al costat de dos pavellons amb arqueries. Aquest jardí recorda al del Retiro de Churriana (Màlaga), en una síntesi d'influències francesa i andalusa. Al segle XIX es va convertir en residència imperial, ja que allí va passar llargues estades de descans l'emperador Maximilià.